# 宇宙一の無責任男
『宇宙一の無責任男』（うちゅういちのむせきにんおとこ）は、吉岡平のライトノベル『無責任艦長タイラー』から始まった小説シリーズ。

## 概要
「宇宙一の無責任男」を初めとする最初のシリーズは1989年1月より富士見ファンタジア文庫より刊行された。シリーズの担当挿絵画家は当初は都築和彦が担当していたが、後年のアニメ化に合わせて外伝5巻以降のシリーズ挿絵画家はアニメ版のキャラクターデザインを担当した平田智浩に変更されている。
続編としてタイラーの子供や孫、玄孫（孫の孫）などが主人公の無責任キッズ、無責任カルテット、無責任三国志がある。
また2001年11月からはファミ通文庫レーベルよりアニメ設定を踏襲させた本編のリライト作品『真・無責任艦長タイラー』、『無責任提督タイラー』や、それら作品への布石となる前章的作品『無責任三銃士』（2000年6月刊行）『無責任黙示録』（2001年2月刊行）などが発刊されている。こちらの挿絵イラスト担当画家は吉崎観音および藤本秀明（本文およびカバー、口絵挿絵・キャラクターデザイン）江田恵一（メカデザイン）である。
2012年1月からは朝日ノベルズレーベルより富士見書房版を収録し新作短編と都築による新規イラストが掲載された無責任艦長タイラー【スーパー・デラックス版】の刊行が開始された。
2014年3月よりBOOK☆WALKERにて富士見ファンタジア文庫より電子書籍化され、宇宙一の無責任男全9巻と外伝全6巻を全巻購入すると特典で書き下ろしショートストーリー『宇宙一の無責任男シリーズ外伝7 ヒラガーのゲーム』が配信された。このショートストーリーは2015年3月5日発売の無責任シリーズ全35巻の合本購入者にも配信されている。電子書籍版のイラストは初期に担当した都築和彦のものは含まれておらずイラストなしで配信されているが、平田智浩が担当した分はそのようなことはない。
また、シリーズ初作の一部分が無責任艦長タイラーのタイトルでアニメ化されている。
作者は植木等の東宝映画『無責任男シリーズ』のファンで、この主人公平均（たいら ひとし）がもし『スタートレック』シリーズ的宇宙船の艦長になったら、といった構想で書かれていた（これについてはあとがきでも冗談めかして語られている）。転送機やフェイザー、ワープなど、スタートレックに登場する技術も多く登場し、ラアルゴン帝国はクリンゴン帝国がモデルである。
2017年に作者はTwitterで『銀河英雄伝説』のヤン・ウェンリーという出世に拘泥しない（が故にどんどん昇進する皮肉）先例への「それは綺麗過ぎる」というアンチテーゼから生まれたキャラがタイラーだと発言している。
原作とアニメではキャラの設定などが大幅に変わっていて、主人公のジャスティ・ウエキ・タイラーが小説では20代後半のノッペリした不細工顔のロリコンのおっさんであり、艦長から提督、元帥、更には大統領にまで出世するのに対して、アニメでは20歳でそれなりの顔で駆逐艦艦長（少佐）のまま活躍し続けるという設定になっていたり、アニメではキャラ全体の年齢が若くなっている。
原作者の吉岡は当初はアニメ化の際の設定変更に対して「原作の世界観を壊している」と不快感を示し小説のあとがきでもそれを匂わせるような面が見受けられることがあったが、後に原作との差を解消するためアニメ設定にあわせて本編をリライトした真・無責任艦長タイラー、無責任提督タイラーシリーズを執筆した（「無責任キッズ」でもタイラーはアニメ準拠で、あとがきに「アニメのイメージが浸透しているので、タイラーはアニメに合わせた」と述べている）。後に吉岡は設定変更されたのは植木等などパロディ元への配慮ではないかと推測している。
詳細は宇宙一の無責任男#登場キャラクターを参照。

## 設定
21世紀以後、地球以外の太陽系惑星や巨大衛星に進出した地球人類移民は、西暦2093年（宇宙暦101年）に惑星連合としての独立を宣言して統合地球政府に宣戦、最初に地球外惑星の独立を唱えたマリウス・ボルツの誕生日である西暦1993年1月25日を元年とする宇宙暦を導入した。西暦2098年（宇宙暦106年）に独立戦争が地球外惑星側の勝利に終わって体制も一新され、以後宇宙暦が統一暦となる。
宇宙暦188年にワープ航法が開発され、翌年に太陽系外への人類の進出が開始される。その際に宇宙空間にわずかな空気と重力の存在が確認され、無重力・真空を前提としたこれまでの宇宙観は見直しを迫られた。宇宙歴208年（西暦2200年）にいくつかの大陸が消滅し、朝鮮半島やインドシナ半島などは「島」となる「ぶちこわしの一週間」と呼ばれる核戦争が勃発、以後地球は宇宙歴5228年に浄化が完了するまでの5020年間、人類は地球を離れる事になる。その後、宇宙歴6556年にラアルゴン帝国との戦争が勃発、そして宇宙歴7000年（西暦8992年）に物語が始まる事となる（以後宇宙暦省略）。

### 登場勢力
惑星連合
地球人類を中心にした惑星国家の連合体。主人公のジャスティ・ウエキ・タイラー達は惑星連合宇宙軍所属であり、初期から中期までは宇宙軍を舞台に展開する。議会制民主主義であり、敢えて元首を置かない完全合議制を取っている。しかしそのために中期までは宇宙軍の、後期はタイラー一族の勢力が強く、政治家たちの動向が書かれることはほとんど無い。また、人名については漢字を公用しなくなっている。地球中心体制に不満を持ち、独立を企てる惑星もある。
合議制となる前は貴族制が採られており、フランス風をはじめとした欧州系の勢力が強く、また漢字も公用されて日系人などの名がそのまま漢字を使用していた。また、幕府が存在していた時代もあるらしいが詳細は不明。
「颱宙ジェーン」対策のためタイラーがラアルゴンに協力した時は一時的に降伏し、ラアルゴン主導の統一国家「汎銀河共和国」が発足。タイラーを大統領とする大統領制になった。颱宙問題が解決すると、ラアルゴン、惑星連合はそれぞれ「汎銀河共和国」内の緩やかな連邦国家となった。しかしタイラーの「銀河三分の計」により汎銀河連合共和国連邦、ベルファルド・コーポレーション、バグジー・スレイ帝国に三分裂。前二者は共和制とは言え事実上タイラー一族の世襲国家であり、後者はバグジー（父がラアルゴン皇族で母がタイラー一族）の世襲である。
惑星連合宇宙軍
惑星連合が有する宇宙軍。太陽系辺境宇宙軍を前身に持つ。徴募制度は志願制。その組織構成は大日本帝国海軍のものに近く、主力である惑星連合艦隊のほか、参謀本部や艦政本部・航空本部、海兵隊などの陸戦部隊や自衛隊の末裔である特殊工作部隊などの組織が存在する。タイラーらが所属する銀河外周方面艦隊は、主力である第一艦隊や銀河中央艦隊・太陽系警備艦隊などとともに惑星連合艦隊の隷下にあるが、銀河外周方面艦隊の下に独立混成第六艦隊や第26遊撃艦隊などの複数の艦隊が存在するほか、統合艦隊が臨時に編成されることもあり、指揮系統は若干ややこしくなっている。なお、宇宙軍艦隊司令部は惑星ブルネイのシキシマ・シティー近傍に所在する。
このほかに教育機関として、宇宙軍士官学校、宇宙軍幼年学校、惑星エダジーマの宇宙軍兵学校、海兵隊学校が存在する。
保有する戦力は、アニメ版では戦艦140隻、空母13隻、巡洋艦306隻、駆逐艦1731隻、戦闘機6059機とされているが、原作ではこれを上回る規模の戦力が登場している。全体的な戦力ではラアルゴン帝国軍に劣るが、宇宙歴6990年代頃に電子装備の質が大幅に向上し、6999年には兵器の質でラアルゴンを大きく引き離している。反面、6999年時点では度重なる戦闘によって人材が激減し、兵士の質ではラアルゴンに劣っていた。また、所属する艦艇などは惑星連合の構成国が保有するものが惑星連合艦隊に参加するという形を取っているが、宇宙軍では伝統的に日本人の派閥が強いためか、艦艇や航空機は日本語名のものが多い。
階級制度も日本海軍のものに近く、上から順に元帥、大将、中将、少将、准将、大佐、中佐、少佐、大尉、中尉、少尉、兵曹長、上等兵曹、一等兵曹、二等兵曹、兵長、上等兵、一等兵、二等兵の19階級からなり、「二等飛行兵曹」や「軍医中佐」「技術中将」といった兵科ごとの階級も日本海軍のものに準じている。ただし、海兵隊や従軍看護婦は特務曹長（兵曹長と同格）や伍長（二等兵曹と同格）といった大日本帝国陸軍式の階級を用いているほか、特殊工作部隊は一等宙佐（大佐と同格）といった自衛隊式の階級を引き継いでいる。また、屯田兵制度も存在する。
制服の色は一般兵はスペース・ブルー、特殊工作部隊の物はモスグリーン。菊花紋章に相当する象徴として梅の代紋が用いられているほか、アニメ版では日の丸の右上に緑色の十字を足したようなマークが設定されている。

銀河解放同盟
タイラーによる汎銀河共和国成立をよしとしない者たちを集めて旗揚げした反乱軍。首魁はイサム・フジ。その実は反抗勢力を統合して何もせず、銀河救済プランを側面からサポートすることを目的としたイサムの策だった。ザンギエフ、ススム・フジ率いる艦隊を立て続けに撃破して名を上げ、またその心情を悟ったタイラーからの要望でシード教の本拠地を襲うなど、イサムが実戦経験を積む場としても役に立った。
神聖ラアルゴン帝国
惑星ラムザン、首都ベヒモスを中心にした絶対君主制国家。漢字表記は「羅亜褸権」。軍政を敷き、住民は勇猛果敢で冷静沈着といわれる。紅毛紅眼で、女性の容姿は地球人とほとんど変わらないが、男性は毛深い。地球人との交配は可能。強大な軍事力を持ち、惑星連合宇宙軍との戦争を終始優勢に進めるが、タイラーには敵わなかった。のちに立憲君主制に移行し、皇帝は残しつつ「ラアルゴン共和国」に国号を改めた。
「無責任黙示録」にて、ラアルゴン人は「ぶちこわしの一週間」によって地球を出た移民団の末裔であるとの設定が追加された。それによって、地球人との交配が可能なことや、アードラ神信仰が仏教と類似する点（曼荼羅絵）があることなどの摺り合わせになった。
アシュラン大公国
ラアルゴンの属国の1つ。ファミ通版では、遠い過去にラアルゴン帝室から枝分かれしたラアルゴン亜種という設定。ラアルゴンと惑星連合を争わせ、主戦力が決戦に赴いた隙を突いて両国を占領、銀河の覇権を握るが、両国連合軍（ほぼタイラー一人の策）によって主権を奪還され降伏。罪一等を減じられ、銀河最辺境への転封となった。
シード教
ラアルゴンの母なる恒星ARA-IIIを崇める邪教。ARA-IIIの寿命を延ばすため、度々虐殺を行ってはその魂をARA-IIIへ送っていた。ゴザ一世の時代に弾圧されるものの、一部は地下に潜り命脈を保った。ゴザ十六世の時代に「ジェーンは急に止まれない作戦」によってARA-IIIがスーパーノヴァ化されることを知り、皇帝暗殺および作戦妨害を図るが失敗、作戦終了後に実行部隊を襲うものの銀河解放同軍（イサムによる反乱軍）とアザリン艦隊によって壊滅、以降歴史に名が出ることはなかった。
ケルテ
銀河辺境、ミラ星域に住む種族。同時に、首都星の名。地球系人類に酷似した外見を持つが、宇宙に進出した地球人の末裔ではなく、土着のナメクジ的な生命体から進化した知的生命体。進化の収斂作用によって人の形を保有しているに過ぎない。雌雄同体で半年間隔で男性体と女性体に「変態」する。
ケルテ人全体の人口は約6億であったが、クム・ビクの圧政によって5000万から2億の民衆が虐殺され、汎銀河共和国軍（当初はキサラ一派）の介入まで荒廃が続いた。
ブラック・セラフィム
ヤーヴェを師とし、マリアを崇拝する邪教集団。実態はマリア（＝マチコ）の為にハーレムを作ろうとしたヤーヴェ（＝カヤマ）の歪んだ愛で生まれた。幹部の大多数は「リガの惨劇」の孤児で、事故がトラウマと化して雷を怖がる。宗教団体ではあるものの、軍艦を保有し、指揮系統も軍隊に準ずることから、事実上「軍」の扱いである。背後では、ヤーヴェがCEOをつとめるパロット財団が資金援助をしていた。
ヤーヴェの野望成就のために順調に戦勝を重ねてきたが、惑星フーロン攻略失敗をきっかけに艦隊戦では連戦連敗が続き、最高幹部である三巨頭が揃ってカツヤの前に討ち死にし、切り札であったキムタークも実質的な敗戦の末に降伏、ヤーヴェの死後、教団の実務を取り仕切っていたチェラブ・イノセントとタイラーの取引によって実質的な解散に至った。しかしそれを潔しとしない残党も多く、カツヤが一部幹部を吸収してエグゾゼ・カンパニーの母体とした。
エグゾゼ・カンパニー
ブラック・セラフィムの一部幹部と結託してカツヤが創設したマフィア組織。無責任三国志時代の総帥はフロイ。その暗黒ネットワークは人間の住むほぼ全ての領域におよび、保有軍事力は生半可な国家をはるかに凌ぐ。タイラー・ファミリーの牙城を崩すべく、とある場所に保管されていたタイラーの冷凍精子を盗み、強運を持つ試験管ベビーたちをタイラーにぶつけようとした。
その存在を知ったタイラーによってなかば懐柔され、三国鼎立候補者の3人に試練を与えるための対立勢力となる。しかし総帥であるフロイが表舞台に立つ野望を持ち、三人の抹殺を図るも、逆撃を受けて死亡。最下部のチンピラ組織を残して上層部は壊滅した。
バグジー＝スレイ帝国
惑星セランテを首都星とする新国家。初代皇帝はバグジー一世、執政官はスレイ。執政官（コンスル）がトーガを着用することや通貨単位がデナリウスであることなど、古代ローマを思わせる。バグジーの父であるゴザ18世が逝去した後、ラアルゴン原理主義者によってバグジーの叔父にあたるバローが次期皇帝に擁立されたことに異議を立てる意味でバグジーとスレイが即位日に出奔、セランテにて新帝国建国を宣言した。建国当初は配下の司令官にバァムがいたため連戦連勝、しかしベルファルドに敗れて当初の勢いは衰えた。
ベルファルド・コーポレーション
クマオンA-17系にある惑星マイオリンガを首都星とする新国家。その原型はベルファルドが社長であるベルファルド・コーポレーションという名の会社であり、国家組織内での身分がそのまま会社の役職に当てはまる。初代国家元首（社長）はイーサン・ベルファルド＝タイラー。タイラーが下絵を描き、それを知らないベルファルドが自分なりに銀河の繁栄を模索した結果、必要とされた三国の1つを自分で作り上げた。もともと企業であったので、国民（社員）の技術力は凄まじく高く、汎銀河共和国の主力戦車に使用されている部品の7割が「会社」製（残りの3割は会社製品のデッドコピー）であったほど。ドミンが生命の危機に瀕した際、共和国内では不可能とされた手術を、会社の運搬技術とセイジューローの手腕により成功させたことが、国家成立を諸国に認めさせる大きなきっかけとなった。定期的に初代社長のクローンを社長に据えている様子が見て取れる。

### 登場惑星・星域・宙域
地球
ラアルゴン人を含むほぼ全ての知的高等生命体の発祥の地であり、惑星連合（のちの汎銀河共和国）の首都星。「ぶちこわしの一週間」以降およそ5000年の間人類は離れていたが、その後一部の人間が帰還して復興させ、人類文明の中心地となった。しかし地上に居住するのは一部の特権階級のみで、地球外に住む一般市民たちとの格差は大きい。
ラムザン
ラアルゴン帝国の首都星。星の首都としてベヒモスがあり、ベヒモスの中心に皇帝の居城であるゴザパレスがある。赤色巨星と化した恒星ARA-IIIの周囲を公転している。いつ太陽が爆発するかわからない状態のため、星をあげての移住先を探していた。
ブルネイ
太陽系から程近いプロキシマ星系にある惑星。南半球のアキツシマ亜大陸に惑星連合宇宙軍艦隊の総司令部がある。地球型惑星で風光明媚、「宇宙の真珠湾」と呼ばれるほどの隠れた観光名所ともなっている。
カイヒン
惑星連合とラアルゴン帝国が停戦協定を結ぶ予定だった惑星。ラアルゴン皇帝ゴザ15世が事故により死亡し、協定は実現しなかった。
ムスペルヘイム
灼熱の惑星。監獄がある。
ラジェ
ハロルド・カトリの故郷。
R222宙域
タイラー指揮下の「阿蘇」がロナワー提督率いる高速戦艦16隻を撃破した宙域、辺境。
アルデバラン宙域
中佐に昇進したタイラーが、ミフネ中将よりパトロールを命じられた宙域。銀河の辺境で、貴重な鉱物が産出する惑星もなく、赤色巨星D-25のような「航行に支障をきたす事象」も多数あることから開発は行われていない。しかし、この宙域に配備となったタイラー率いる「あさなぎ」を狙ってドナン艦隊が来襲したことから、一大決戦が行われたこともある（汎アルデバラン会戦）。後述する惑星カイテや汎アルデバラン会戦のラアルゴン名の由来となった惑星ベコンベラもこの宙域にある。
ビシュラム
ラアルゴン帝室の保養惑星。ほぼ開発されず、自然がそのままの形で残されている。のちにタイラーファミリーの別荘「アカネ館」が建設される。
ザクソニア
ラアルゴンにつらなる辺境の惑星。悪質な風土病が残る。
ボラン
1. ラアルゴンと惑星連合の開戦当初、ラアルゴンが要衝として確保していた惑星。惑星全土が要塞化されており、様子見兼捨て駒として投入された日系部隊18万人とその護衛艦隊がなすすべなく消滅した。のちにロック・タイラー伯爵艦隊によって制圧され、武装解除された。
2. ハナー中将によって制圧された惑星。ラアルゴンにとって地球攻略に必要な惑星であり、ここを失ったことによって地球攻略が10年は先送りになった。このボランがロック・タイラーによって攻略されたボランかどうかは不明。

プロキオン星域
タイラーが「そよかぜ艦長」として初陣を飾った星域。圧倒的不利な状況下において劇的な逆転劇を演じた。
ボゾン
暗殺用アンドロイドのハルミの出身地と偽装された惑星。
メネキス
バラゴム（ゲッショウ）の出身惑星。R275宙域のはずれにある、ラアルゴンとの最前線に近い、補給基地として重要拠点。テラフォーミングなしで移住できた数少ない居住地であるが、構成大気の約8割がヘリウム（地球は窒素）のため、聞こえる音が異常に甲高くなるという欠点があり、そのため高額で窒素を購入している。
重要拠点であるにもかかわらずまともな支援は行われていないため、敵であるラアルゴンの支援（懐柔工作）に好意的な者も多い。
ヤンマイ
グエン・ホー・ミンの故郷の惑星。家族達は壮健だが祖母は死去している。
ホロシリ
北海道系移民が銀河辺境ネサコ宙域ネサップ恒星系に発見した惑星。旧名幌尻。首都ハスカップ。高速で自転しているため、一日は3時間。しかし公転は極端な楕円形のため、遠日点は太陽―冥王星ほどの距離があるのに対し、近日点は太陽―地球程度の距離になるため、1公転周期（およそ298年）のうちごく短期間を除いてひたすら冬が続く。そのため、士官が兵士を恫喝する時に「ホロシリ送りにするぞ」という言葉を使うことがある。実際に、リュフラン元帥の不興を買ったフーリエ中佐が短期間ではあるが「ホロシリ送り」となっている。
もとは独立した惑星国家だったが、宇宙歴6882年におこった暴動事件により自治権を剥奪され惑星連合の直轄地となる。人口22万人、全員が屯田兵（老若男女を問わず）。
豊富な地下資源（チタン、金、銅、マンガン、ボーキサイト等）を産出するものの、その資源を惑星連合に無料同然で接収され、不満が燻っていたところに自動攻撃衛星システムの試作品（ドグラ・マグラ）が配備されたことを奇貨とし、ジェイコブ・ランカー少尉を首魁として反乱を起こすが鎮圧される。その余波として、破壊されたドグラ・マグラが集束して人口太陽化し、温暖な気候をもつ惑星へと変化していった。
フレスコ
コジロー・サカイの故郷、農業惑星。
エダジーマ
カスミガウラー星系に属する惑星。惑星連合宇宙軍の宇宙軍兵学校がある。
カイテ
ラアルゴンの錨泊地（オメガ泊地）があった惑星。ガス状星雲に覆われており、液体重金属の海が存在する。天然の要衝であり、更にラアルゴンが鉄壁の防御を敷いていたため、惑星連合が数度にわたって突撃作戦を敢行したが全て失敗に終わっている。乾坤一擲の航空機による攻撃と無限粒子砲（試作）の砲撃によって泊地は壊滅した。泊地に至る宙域の途中にパンゲワン隧道がある。
ボルス
ネプトレウスの戦いによって武勲を立てたドムが、叙爵、領土として与えられた地。ただしボルスの全てではなく、このうちのコロワン大陸のみ。
コルバー
惑星連合所属の惑星国家の一、デネブ宙域に位置する。規模は小さいが軍事・経済で独自のブロックを持ち、食料・資源の自給率が高いので長期の篭城戦にも耐える。アシュランによる宇宙支配をよしとせず反乱を起こす。しかしアシュランによって反乱討伐に狩り出されたタイラー艦隊に簡単に降伏した。
アルペル
コルバーとは銀河中心核をはさんで反対側にある厳寒の氷河惑星、ザンギエフの出身惑星。
ゴロンボ
惑星連合宇宙軍元帥の地位を捨てたタイラーが隠遁していた惑星。流通している通貨はクレジットではなくエンドル。大きく発展してはいないものの、完全中立惑星としてラアルゴン本星・地球を含む多方面への中継貿易拠点として極めて活気がある。また、あらゆる種類のギャンブルが公営として運営されており、一夜にして巨万の富を築く者、一夜にして巨万の富を失う者、一夜にして失った富を取り戻す者など、ギャンブルに関するストーリーには事欠かない。
無責任カルテットの時代においてもそのエネルギーは衰えることがなく、記憶を失った状態でブラック・セラフィムから逃がされたエドが荷役作業員として働いていた。
ダルーン
ミラ宙域にある惑星で、宇宙海賊たちの拠点のひとつ。軍艦ごと脱走した軍人くずれのたまり場で、海賊になった途端地球人もラアルゴン人も仲良くする場所。ラアルゴンとの停戦がかなったあとは活動を活発化させており、悪名高い宙域となっている。
フォークト
銀河最辺境の惑星、最前線基地がある。謎の敵によってダメージを受けたメルバが修理に立ち寄った。
クロフト
スピカ宙域にある惑星。シード教徒による銀河間移民船建造ドックおよび建造中の船があった。タイラーの意を受けたイサムによって完膚なきまで破壊される。
アモン、アイドラ、イズン、エッダ、ホレイショ、ミドラ、ランベル
全てシード教の麻薬プラントがある惑星。銀河辺境の特定パターンにしたがって集中している。しかし発展途上の星ばかりで、収集した麻薬の精製、完成した麻薬の移送、販売にも支障をきたすレベルだった。
カリオン
シード教徒が収集した麻薬を集積、精製、販売する本拠地がある惑星。地球型、大気組成A、環境特A、開発度B、人口280万人。南半球にある島が本拠地。しかしイサムらが攻撃を仕掛けた時は引き払ったあとだった。
トコス
ラアルゴン帝国の領土の一。ゴザ15世がこの惑星に生息するトキイロスナヤドリに関する研究を行った。
エヌド
ラアルゴン帝国の領土の一、砂漠の惑星。砂蛔虫（サンドスカリド）が生息している。
ヒンメル
ラアルゴン帝国の領土の一。毛玉獣（ムバップ）が生息している。
バウラル
7つの大陸を持つ惑星。ラアルゴンの前線に近い、文字通りの最前線。艦載機の航続距離でも十分にラアルゴンの補給線を圧迫できる。ネオパンゲア大陸に海兵隊との雑居基地であるマスターソン航空基地があり、第247ポルックス方面基地航空団、通称「バウラル航空隊」が駐留している。母艦を失ったサカイとシラギクが配属となった。
プロポスビル星系
惑星連合とラアルゴンの遭遇戦がおこった星系。この戦いによって駆逐艦レイバーン艦長ドムが軍功をあげた。
浮遊惑星L34
馬頭星雲銀河環礁にある惑星。修理ドックを含む前線基地がある。
ゲルニカIV
Λ456宙域にある惑星。惑星連合率いる15隻の艦隊とラアルゴン率いる8隻の艦隊が戦いとなり、ラアルゴン艦隊が勝利した。
ブベル
ラアルゴンにおける紫ワインを産する惑星。ワングが愛飲していた。
ポルト、ベラミデ、カイワウ、ソラッチ
それぞれ、惑星連合における高級ワインを産する惑星。
ネプトレウス宙域
ゴザ15世の弔い合戦と称して侵攻してきたラアルゴンを迎撃した宙域。複数の進路で進軍してきたラアルゴンはこの宙域で合流と補給を行おうとしたが、その間隙を狙われ敗退、撤退を余儀なくされた。
イプシロン宙域
ラアルゴンと惑星連合の決戦があった宙域。惑星連合艦隊司令官はハナー中将。近来まれに見る大勝利だったと年金係の老兵達は語った。
ハレック
リゲル宙域にある惑星の一。銀河中央からワープを駆使して3日の距離。辺境ではあるがド辺境ではない。惑星表面の大半が砂漠であり、唯一の産業が観光（砂漠に点在する奇岩めぐり）というケチな惑星。
ルクサー
地球がある銀河系から14万8000光年離れた位置にあるM779星雲の一惑星。自然動物を守る「聖域」として、あえて開発せずにいる。また、必要を超えた機械類の持ち込みも禁止されており、住民の生活は西暦の中世とあまりかわりない。「スリーピング・ビューティ計画」参加者およびリーダーの選別を目的とした偽装組織「ピープル」がある。
フーロン
イプシロン宙域に勢力を張る中堅惑星国家。中華系華僑による移民国家で、共和国中央部と一線を画した独特の文化圏を持つ。漢字では「虎龍」と書く。主要産業は貿易中継と観光。徹底的な平和的実利主義思想を持ち、惑星連合とラアルゴンが戦争中は、両国の密輸の橋渡しを行って勢力を伸ばした。人口約50億。首都メイコン（美港）。戦争を好む民族ではないが、自らの利益を守るためなら勇敢に戦う。
リガ
新興の通勤住宅惑星、だった。「リガの惨劇」によって死者・行方不明者24万8千人、罹災者130万人を出す。惨劇の跡地であるタカシマダイラ団地跡は再開発されず荒地のまま放置されている。
ポアザン
エドとケンがブラックセラフィムへ偽装入信するために選んだ惑星。新興宗教にも比較的寛容のため、2人はお布施集めに苦労した。
ピンチョ
記憶を取り戻し、逃げるようにゴロンボをあとにしたエドが潜伏した惑星。開発途上で雇用条件も良くない。
ポルポ
エドの行方を尋ねてきたマチコに対し、メグミが教えた惑星の名。エドの行き先であるピンチョとはゴロンボをはさんで反対方向にある。
エルフィン
カツヤとセラフ・カルキンの戦いの時、ブラック・セラフィムが人質同然に陣を構えた惑星。首都メタポリス、人口7億8000万人。フランソワーズの叔父が住んでいる。
アラド
「流れ星一番」号が目的地としていた惑星。離着陸基地であるサルム港でマチコがエドを待っていたが、再会はかなわなかった。
イサーン
辺境にある不景気な惑星。主要産業は悪質ドラッグ「シュープリーム」の原料となるラベンダーヘンプ。貧富の差が激しく、それゆえの幼児虐待や少女売春などが日常的に行われている。銀河で唯一小乗仏教が残る地であり、町並みなども東南アジア（特にタイ）をイメージさせるつくりとなっている。流通通貨はバーツ。
ヒルン
名前に反して夜ばかりの惑星。銀河では数少ない性転換手術を公認している惑星。イツマが「男」となるために向かおうとしていたが中止となった。
イスカリオテ
風来坊となったベルファルドが就職したSIM社およびナナビシ銀行がある惑星。
セランテ
皇太子テロ事件においてバグジーを守ったバァムに与えられた惑星。新興の辺境惑星で、肥沃ではあるが住民感情は複雑と言われていた。しかし住民は純朴で屈強、軍を興すには最適の地だった。のちにバグジー＝スレイ帝国の首都星となる。セランテの1年は銀河標準時の2年半。
オト、ガルバ
惑星セランテの外周にある木星型惑星。特にガルバには土星と同じく輪があり、メタンと重水素が採取可能。
レガ
エッソが「やっと」就職内定をもらったスローン金属がある惑星。バグジー＝スレイ帝国に占領され、エッソの内定もご破算となった。
スタナム
銀河辺境にある惑星。スズの埋蔵量が豊富で、銀河中央の半値で買える。ベルファルド・コーポレーションがスズの買い付けに行ったが、その帰途にエグゾゼ・カンパニーの攻撃を受けた。
オメガG-III
構成物質に鉄が含まれないため地磁気を発せず、そのために発見されなかった惑星。スタナムの帰りに攻撃を受けたベルファルドが不時着した。宇宙殖民時代に遭難の末この惑星にたどり着いたとおぼしき原住民（原始レベルまで文明が後退していた）がおり、彼らは自分の住む世界（惑星含む）を「デアウラ」と呼んでいた。鉄がないかわりに金・プラチナ・イリジウムといった貴金属、希少金属が豊富で、原住民の武器も純金製の斧だった。
スロボ
特筆すべき事項のない、辺境の荒涼とした惑星。第2衛星にプロテックスがある。
プロテックス
TAC社私設艦隊の中継基地がある衛星。TAC社にとっては最重要拠点のひとつであり、プロテックス陥落は再建不能な致命傷を負うことを意味する。バルバロイの陣に大打撃を受けたイツマ艦隊がプロテックスを背にして戦おうとするが、ベルファルド指揮下の「そよかぜII」によって危機を免れた。
マイオリンガ
辺境中の辺境、クマオンA-17星系にある惑星。地球およびセランテとほぼ等距離にあり、ベルファルドによる第3勢力の首都星として最適と評価された。
ヘッケルλー44
地球とマイオリンガの間にある恒星。新天地を目指した「そよかぜII」を補足拿捕（あるいは撃沈）しようとした帝国艦隊が、「双方無傷で離れたい」と考えたベルファルドの機転に敗れ、取り逃がした。
カナン
三国志時代にあって、厳正非武装中立を守っていた惑星。その住民構成は聖職者が7割を超え、嗜好品もほとんどなく、日々を祈りに費やしている。イツマとの戦いでエネルギーに欠乏をきたしたスレイが、補給のために立ち寄った。そこで知り合った大司教と懇意になり、バグジーとノーイの婚礼を執り行った。
天神
ラアルゴンとは太陽系をはさんで反対側に位置する辺境の惑星。構成民族の大部分（あるいは全員）が日系。巌（殊衝）が住職をしていた寺がある。
二本松
巌（殊衝）が住職をしていた寺がある、とされる惑星。無責任黙示録1巻では惑星天神二本松町から六郷に行っているが、5巻ではウエキ・タケは惑星二本松の寺に赤子（巌）を捨てたと述懐している。
また、リュフランへの復讐を果たした巌（タイラー）が終の住家とした惑星ともなっている。これは、真・無責任艦長6巻でタイラーの実家である寺が移転する前は二本松にあったと現住職（ベルリネッタの夫）が語っていることから。
六郷
惑星連合の新兵訓練施設がある惑星。巌はこの地で訓練を受けた。
ネオベガス
ボランでの決戦をからくも逃れた巌たちが潜伏していた惑星。風光明媚な観光惑星で、主要産業はカジノ。巌たちはこの地でベルリネッタたちと面識を得た。

## 登場キャラクター

### 宇宙一の無責任男

#### タイラー一家
タイラー一家（アニメ版では「そよかぜ」クルー）のキャラクターについて解説する。
ジャスティ・ウエキ・タイラー
声 - 辻谷耕史(カセット文庫版：山本正之)
本編の主人公。
原作では三流の銀河産業大学に一浪・一留し、卒業後は「楽がしたいから」という理由で宇宙軍に二等兵として志願入隊する。奇想天外な作戦と強運によって二等兵→少尉→少佐→中佐→大佐→少将→三等兵（「信濃」事件により新設された階級への降格）→大将→元帥と怒涛の大出世を遂げ、最後には大統領にまでなる。若くして第一線を退いたかに見えたが、その後も晩年に至るまで隠然たる（ある時期からは公然と）影響力を持ち続けた。初期は強運と山勘、おべんちゃらの上手さ（ただし他人の陰口だけは絶対に言っていないため「裏表のある人間」という評価は皆無であった）だけの存在で、それ以外の評価は最低レベルだったが、中盤以降は強運と智謀を兼ね備えた絶対的な存在になっていく。
実戦では負け知らずだが、ミフネ中将に命じられたコンピュータ相手の模擬戦では、一度も勝ったことがない。
ハイスクール時代に手相占いで130歳まで生きると言われたが本当に生き延びた。ユリコとの間に一男二女あり。「無責任キッズ」シリーズでは、孫かわいさに孫をいじめた同級生の父親を僻地へ左遷させる。
実はカトリも舌を巻く程の操舵の名手だが、そうと知らないヤマモトは絶対に彼に舵輪を握らせようとはしなかった。
名前の由来は「植木等」と、植木が映画で演じた「平均（たいらひとし）」（父親のアベレッジ・ウエキ・タイラーがより「平均」に近い）。また、植木等の父・植木徹之助が住職であり、等も小僧としての修行経験があることから、タイラーもかつて僧にさせられそうになった過去があるという裏設定があった。しかし、巻が進むにつれ、植木等（とクレイジーキャッツ）の要素は薄れて行く。また、明治時代にタイムスリップした時（『明治一代無責任男』参照）は「日本一（ひのもと はじめ）」と名乗った。
作者はベルファルドに「タイラーのクローンである」という設定を付与したことから、「タイラー自身も誰かのクローンであるという設定を付与しようとしたがやめた」とあとがきで語っている。
『真』での変更点
富士見版の外見は黒髪&黒眼と典型的なモンゴロイドだが、真では金髪碧眼の美形に変更されている。他には出身地が惑星「天神」に、宇宙軍への志願動機が「借金逃れのため」に変更、大学も中退している（しかし、結局給料を差し押さえられている。大学は後に卒業扱い）。
亡き父親は一介のサラリーマンから国宝級の名跡である寺の住職（物語開始時はまだ生存）に変更（ちなみに植木等の家は真宗大谷派であるが、タイラーの家は真言宗と設定されている）。父の他界後はタイラーの姉が僧侶である従兄を婿を取る事で継いでいる。
富士見版では心理描写がほとんど無く、つかみ所のない人物として書かれているが、『真』では内面がかなり語られるようになっている。

ユリコ・スター（原作ではのちにユリコ・タイラー）
声 - 天野由梨(カセット文庫版：川村万梨阿)
宇宙軍を狙った反政府テロの人質にされるが、二等兵だったタイラーに救出されたのが出会い。当初は毛嫌いしていたが、いつの間にか相思相愛の関係に。タイラーとの結婚前はミフネの秘書を務める。事務作業では右に出るものはなく、オペレーターとしても優秀である。また、お茶を入れる技術は職人芸あるいは芸術とさえ呼べる程である。結婚後はタイラーを掣肘できる数少ない1人として支え、一族の長老的存在になっていった。タイラーよりも長く、150歳まで生きている。
名前は星由里子から。
『真』での変更点
富士見版では最初からミフネ中将の秘書官だったが、『真』では戦艦摂津の政治将校として登場。また、富士見版ではほとんど詳しい説明もなくタイラーに惹かれているが、エピソードを増やす事（タイラーの心情をユリコが知るシーン、プロポーズの挿入等）で彼女の心情の変化が富士見版以上に描かれている。性格はアニメ版に近い。

マコト・ヤマモト
声 - 速水奨(カセット文庫版：松本保典 ラジオドラマ版はTVアニメ版と同じ)
タイラーの生涯の副官にして最大の犠牲者。山本権兵衛の子孫。漢字では「山本誠」。代々軍人の家系で、ハイハイの頃から軍人となるよう教育されていた。初期はタイラーを激しく嫌っていたが、やがて彼を補佐することが自分の使命と割り切り、以降は徹底して忠誠を尽くす。しかしタイラーに忠誠を誓ってからも、その規格外の行動は負担が重く、ストレス性の慢性胃炎で3日と置かずに神経洗浄の世話になっている。一時はタイラーとの付き合い方にも慣れたように見えたが、アニメ版の影響で、『無責任キッズ』シリーズ以降は神経質さが再び強調されている。提督・司令官としても優秀ではあるが、タイラーやドムには決して敵わない存在として書かれる。
原作ではシア・ハスと結婚、『無責任シリーズ』ラストで長男シゲチヨを儲ける。その後子供を1ダース儲け、「子宝元帥」として歴史に名を残す。シアからは「マコちゃん」と呼ばれているが、本人は嫌がっている。
アンダーソン最高司令長官の次の最高司令長官になり、イサム・フジへと引き継ぐ。
空手の達人であり、アシュラン編ではその片鱗を披露する。
『真』での変更点
タイラーとの出会い、シア・ハスとの出会いが大幅に変更。特にタイラーに対する反発はキクチヨの戦死のエピソードを絡める事でより強いものになっている。ハスとの結婚も富士見版ではアシュラン戦役後だが、『真』では信濃事件後に変更。

キョンファ・キム
声 - 三石琴乃(カセット文庫・ラジオドラマ版：水谷優子)
朝鮮「島」の出身。漢字では「金京和」。通信担当。ハッカーとしての才能に長け、情報収集も得意とする、ユリコの親友。
婚約者のオドン・ベクが艦長だった駆逐艦「ゆうなぎ」を「あさなぎ」艦長だったタイラーが身代わりに利用し、ラアルゴン軍に攻撃させたことを突き止めた。そのため間接的にとはいえ死に追いやったタイラーを憎んでいたが、いつしかその気持ちは薄れていった。後にグエン・ホー・ミンと結婚。50歳の時に娘を出産、ユリコがノリカを出産した時期と重なり、出産した病院まで同じだったため周囲に「何もそこまで一緒でなくても…」と言われる。
名前はチョン・キョンファから。
ハロルド・カトリ
声 - 成田剣(カセット文庫版：子安武人)
操舵手。車も宇宙船も操縦できる名手。アンドレセンが艦長を務める戦艦「フェンリル」の操舵手だったが、「汎アルデバラン会戦（別名・ミフネ家の弔い合戦）」で品定めをしていたタイラーに引き抜かれた。
外見は金髪だが中身は日本人で、和食好き。また、B級ニンジャムービーが好みらしい。
女たらしで有名だったが、従軍看護師クレアに一目ぼれされ結婚する。退役後はタイラー家お抱えの運転手になる。
アンドレセンからは「ハリー」と呼ばれる。
『真』での変更点
同性愛者であり、アンドレセンとは公私に渡り深い関係にあり軍では有名。のちにタイラーにも、想いをよせることとなる。
先祖のジョセフィーヌ・キャロン＝カペーはタイラーの先祖の1人である平松巌と子をもうけているため、タイラーとは遠い親戚である。

ユーミ・ツキコ・ハナー／エイミィ・ヒデヨ・ハナー
声 - かないみか（カセット文庫版：ユーミ：志村佳名子、エイミィ：太田薫 ラジオドラマ版はTVアニメと同じ）
タイラーの恩人・ハナー提督の双子の遺児。ネーミングはザ・ピーナッツの伊藤エミと伊藤ユミから。父親・ハナー提督を含めて、シャボン玉ホリデーの名作コントのパロディである。
原作では戦闘機を操り『バブルボール・ジェミニ』のチーム名で戦場で大活躍する。
ユーミはサカイと、エイミィはヒラガーと結婚する。
『真』での変更点
両名ともミドルネームを付与される。入隊前に、ゲームセンターでサカイと出会っている。フライトシミュレーションで対戦するが、素人ながら既にサカイを上回る技量を持ち、「勝ちを譲る」余裕を見せている（もっとも、超能力に近い双子の精神感応によって、外から見ていたエイミィの支援もあったが）。

ミッキー・クライバーン
声 - 中田和宏
海兵隊の一員でキーナンの直接の部下。タイラーファミリーの一員として大出世をする。キーナンの死後はその職を継ぐ。ネアンデルタール人風の巨漢。
退役後は警備会社の社長となる（実質的にタイラー家のお抱えで、タイラーの個人護衛）。
キーナンともに、「パンツァー・リート」を意外なまでの上手さで謡うことが出来る。
『真』での変更点
莫大な借金を踏み倒すために軍へ入隊したタイラーの借金を立て替えることで彼に付きまとう。しかし特にタイラー個人に強い思い入れがあるわけではなく、タイラーと同じ行動を取る人間が多かったため、副業のような形で建て替えたにすぎない。

カール・ビョルン・アンドレセン
声 - 柴本浩行(カセット文庫版：古田信幸)
元カトリの上司。赤髪・赤髭の巨漢で、ラアルゴンの血が入っていると言われる程、ラアルゴン人の中に入っても全く違和感がない。そのためか、後にラアルゴン駐在武官に任命される。
原作では「信濃」事件でタイラー達と懇意になり、ファミリーの一員となる。「提督・タイラー、参謀・ヤマモト、艦長・アンドレセン」のチームは最強と呼ばれる。
颱宙ジェーン事件のさなか、ラアルゴン帝国の恒星であり信仰の対象であるARA-IIIを犠牲にするプロジェクトに反対するテロリストが仕掛けた爆弾からアザリンを庇い絶命。その眼球は、失明したアザリンへと移植された。
しかし「脳死には至らなかった」ため（『宇宙戦艦ヤマト 完結編』のパロディ）、ドクター・キタグチとヒラガーにより軍艦へと人格が移植される。これはタイラーにも内密に行われ、彼とキーナンの思いがけない復帰を知ったタイラーは、喜びの余り涙を流した。
カトリからは「カール」、アザリンからは「アンドレ」と呼ばれる。
アニメ版では艦長職に就くことはなく、海兵隊の一員、クライバーンの同僚という扱いになっている。赤髪だが、ヒゲは生えていない。
『真』での変更点
カトリの項で触れたように、同性愛者になっている。また、富士見版では単なる地球人だったが、『真』では実際にラアルゴン人の血が入っている（ラアルゴンからの帰化人、ピエル・アル・ドレスの子孫）。

コジロー・サカイ
声 - 岩田光央(ラジオドラマ版：西村朋紘)
漢字では「坂井虎獅狼」。モデルは坂井三郎。惑星フレスコ出身。家業は農家だったが、パイロットに憧れ、父の死を機に宇宙軍に入隊。パトロール艦の偵察機パイロット時代に負傷し、右足を失う。ちなみに義足はドクター・キタグチが製作した（『銀河無責任時代』を参照）。「汎アルデバラン会戦」にて空母航空戦隊に復帰したが、その戦いぶりをタイラーに買われて「阿蘇」の艦載機パイロットとなる。
ヴィクトリア・イヤハートを失ったことが原因で女が苦手になるがやがて克服、ユーミと結婚する。2人の間に双子の姉妹と男が1人。パイロットの道を歩んだのは息子のみのようである。退役後は農場を営み晩年を過ごした。
『真』での変更点
富士見版では軍人としてハナー姉妹を鍛えるうちにユーミと深い関係になったが、『真』ではゲームセンターで出会いフライトシミュレーションで対戦までしている。後に双子が入隊した事により何かと気にかけてゆく。

ヒデサブロー・キタグチ
声 - 八奈見乗児
大破したパトロール艦の中を脱出カプセルで漂っていたところを、タイラーが艦長を務めていた駆逐艦「あさなぎ」に拾われて以来そのままタイラー一家に加わる（『銀河無責任時代』を参照）。
かなりの酒豪（というよりアル中）で、長い航海の中、こっそり持ち込んだ酒と酒保から盗んだ酒を全て飲み尽くし、メチルアルコールにまで手を出したために失明、ゴーグルの様な義眼を着ける事となる。医者としての腕は酔った時のほうが確かである（逆に酔っていない時は手元が狂う）。
彼の義眼はただの義眼ではなく、アルコールを燃料とする様々な機能が組み込まれており、拡大と照明の機能はアザリンの手術の際に威力を発揮した。また、ブラスターが仕込まれており、その「戦果」は美人アンドロイド1体と巡洋艦1隻とゴキブリ数匹。ただし、発射すると自分も猛烈に眩しく、しばらく行動不能になるという欠点がある。
ハルミ・ナカガワ
声 - 岡本麻弥
伍長。衛生兵（看護婦）であるが、その実体はラアルゴンのスパイ・ゲッショウのパートナーで、アンドロイドである。モデルはゲッショウの母親。
アニメでの活躍が目立つが、原作においては殺人を犯すこともためらわない冷酷非情さを見せる。タイラー暗殺に失敗した後、彼の乗艦「阿蘇」に潜入し、乗員の殺戮を試みるが、サカイとキタグチの手で阻止され、破壊された。その時限りの登場で、アニメとは違いレギュラーではない。後にタイラー家によって、予備の記憶チップを用いて再生される（『キッズ』および『三国志』を参照）。
『真』での変更点
最初から最後まで殺人兵器としてのアンドロイドの立場を貫く。初登場時は幼い姿で軍の施設の廊下で言い合いをしていたタイラーとヤマモトの前に現れ年金課の場所を尋ねるが、直後年金課に爆弾テロを仕掛け職員の命を奪う。

タケオ・シラギク
アニメには登場しない、サカイの最後の同期。「汎アルデバラン会戦」後タイラーに引き抜かれ、サカイともども「阿蘇」の艦載機パイロットとなる。堅実な性格で、血の気の多いサカイの良き女房役を務めていたが、アシュラン戦役「南十字星の戦い」でサカイを庇って戦死する。タイラーファミリーの中で唯一はっきりとした戦死者。
イラストでは坊主頭の地味な顔であり、サカイと比較して扱いが軽いのはそのせいとも言われる。
ボブ・キーナン
海兵隊の隊長。タイラーファミリーの一員として活躍する。ホロシリの鎮圧時においては既に将官であったためか留守番を言い渡され、スネるという可愛い一面を見せる。
颱宙騒動のさなか、ワープ装置に仕掛けられた爆弾を自ら抱え込んで絶命するが、アンドレセンと同様、脳死に至っていなかったため、アンドレセンとは別の艦に人格が移植される。
なお一部の版では、絶命の際の記述で、名前が「ミッキー・クライバーン」になっているというミスがあった。
『真』での変更点
ボブはあだ名で、本名ロバートとなる。それ以外はほぼ富士見版と同じ。

イツァーク・ハイフェッツ
タイラーファミリーの重鎮。かつてはハナー提督の部下であった。三次元軍人将棋の達人で、タイラーに将棋にかこつけて正規の戦略戦術のイロハを伝授した。タイラーはその返礼として、自分が艦隊を率いる時は彼をその後衛にすえることを約束し、後に果たされる。アンダーソンらと並ぶタイラーのよき理解者で後見人である。
アシュラン戦役で別働隊を指揮していたが、ティン・シュン率いる10倍の敵艦隊に奇襲を受け、奮戦するも衆寡敵せず艦隊は壊滅。残存艦を脱出させるために敵を道連れにして旗艦ごとランダムワープを決行、行方不明となる。そんな彼の最後の心残りは、生まれたばかりのタイラーの娘（キサラ）をその手に抱けなかった事だけだった。タイラーは彼を戦死と認定せず、今もその帰還を待ち続けている。
本編では妻も子もないためキサラを実の孫のように考えていたと書かれているが、外伝では子供が最低女子2名以上いることが言及されており、無責任カルテットでも孫（ドミトリー）が登場する。
名前は、イツァーク・パールマンとヤッシャ・ハイフェッツから。
『真』での変更点
ユダヤ人で、旧姓はシャイロック。ミドルネームを付与され、イツァーク・シャイロック・メンデルスゾーン＝ハイフェッツがフルネームとなった。「ラアルゴン帝国を3つ買い占められる」と豪語するほどの実業家。

ジェット・シン・ヤスダ
声 -(カセット文庫版)古田信幸
ヤマモトに先立つタイラーの副官。原作では「そよかぜ」の副長で、突然現れたタイラーに奇跡を見せつけられ心酔する。駆逐艦「あさなぎ」でもタイラーの副官を務めるが、タイラーが「阿蘇」の艦長に就任した際にはタイラーと別れ、「そよかぜ」に艦長として戻った。
実直だが結構抜け目のない性格。三次元軍人将棋の名人で、彼に勝とうとタイラーが発奮したことがハイフェッツとの出会いのきっかけとなった。
アンダーソン長官の従兵時代にタイラーは、ヤスダの投書を元に、前艦長の公私混同を告発し失脚に追い込んでいたため、ヤスダと「そよかぜ」を間接的に知っていた。
軍籍を離れて失踪し、隠遁生活を送っていたタイラーを捜索・発見したのは彼である。のちにタイラーの下で宙雷戦隊司令官となる。
タイラーからは「ヤスダー!」と呼ばれる。
グエン・ホー・ミン
インドシナ「島」の出身（ファミ通板では惑星ヤンマイに変更）。これと言った活躍はなかったが、随所で存在感を出す。『明治一代無責任男』で九十九里浜でキムの背中にオイルを塗った縁で交際を始め（ファミ通板ではキムの婚約者が戦死した隙をついてグエンが接近、当初は邪険に扱われるものの結局交際開始、という流れ）、後に結婚。
イサム・フジ
フジ参謀の一人息子。父親を反面教師とし、タイラーを尊敬している。タイラーの一番弟子。
アシュラン戦役時には幼年学校を中退、一兵卒としてタイラーに付き従う。この際にアザリンと出会い、親しくなったことが、その後の彼の人生を大きく変えることになる。
ユリコ、キサラ奪回作戦にも参加して地球に降り立つが、その時の経験がトラウマとなり、その後は生涯、デモンストレーションの時ですら戦車にだけは乗らなかった。理由をマスコミに聞かれ「暗い!狭い!怖い!」と答えたという。
アシュラン戦役後は幼年学校に復学を認められ翌年卒業、士官学校に進学してすぐ卒業扱いになり、大佐に昇進。同時に、ラアルゴンにてフォーマルアウト侯爵の地位を得る（アザリンとの釣り合いを考慮）。颱宙ジェーン事件のさなか、「銀河解放同盟」を自称し反乱を起こすが、実は颱宙から世間の目をそらすための彼なりの陽動作戦であり、不満分子を自分の配下として囲ってしまう意図もあった（とはいえ、鎮圧に差し向けられたザンギエフと、父のススムの艦隊を一蹴している）。また、途中からは実質タイラーの非公然部隊、工作員として活動した。階級も剥奪されないどころか昇進し、10代で少将になった。
颱宙問題解決後に帰順。いったん辺境勤務に回されるが、復帰後はタイラーに負けない程の大出世を遂げ、20代で最高司令長官に登りつめ、「百勝元帥」として名を残す。彼の在任期間は惑星連合宇宙軍の第二次黄金期といわれた。しかし最後までタイラーには頭が上がらず、以降の惑星連合宇宙軍はタイラー一族の傀儡になっていった。
アシュラン戦役での縁から、後にアザリンと結婚する。異例の早い出世は、アザリンの皇配として釣り合うには将官でなければならないという政治的配慮もあった。
『真』での変更点
家庭環境などが原因で不良になっている。また、幼年学校に入らず、いきなり一兵卒として志願している。アザリンには、信濃事件の際に一目ぼれしている。

トオル・ジョーニアス・ヒラガー
名前は平賀譲から。作者いわく「何にでも隠しコマンドと自爆装置をつけたがる危険人物」。モデルは作者自身という説もある。自他共に認めるおたく。
元は軍用ソフトハウス「タムコ」の社員だったが、その才能から軍に引き抜かれる。人工知能を搭載した新鋭戦艦「信濃」を作り上げるが、その知能があまりにも精密すぎた為に自我が芽生えて暴走、大事件へと発展する。
「ハードはヒラガー、ソフトはタイラー」と呼ばれる程の実力者で、タイラーとは違う意味での救世主だが、その性格が災いしてか誰にも感謝されていない。特にアンドレセンには嫌われている。
後にエイミィと結婚。男女1人ずつをもうける。2人の血が混ざりあった結果、父親そっくりの息子は戦闘機の設計、娘は戦艦の操縦という、親とは微妙に食い違った希望進路を持つに至る。
『真』での変更点
富士見版では低身長に太った体型と一昔前のオタク風だったが、『真』では二枚目・長身と一変している。しかし性格はほとんど変更がなく、白衣のポケットには常に人形数体を入れている。

#### 惑星連合軍
セッシュウ・ミフネ
声 - 麦人
惑星連合宇宙軍銀河外周方面艦隊司令官。中将。日本刀「村正（長男の名もムラマサであった）」を携帯しており、怒ると振り回す癖がある。口癖は「かくなる上は腹を切る!」。タイラーの行状を頭痛の種にしており、その名を聞くだけで不機嫌になる。先祖代々軍人の家系で、3人の男子も軍人にするものと決めてかかっていた。しかし全て自分に先立って戦死し、「惑星連合艦隊の乃木将軍」と呼ばれた。
彼の奇行に耐え切れずノイローゼとなった（彼に言わせれば「無能な」）秘書が次々とお役御免となり、ユリコが着任するまで長続きした者は皆無であった。タイラー死亡の誤報で弔い合戦として攻め込んだラアルゴン戦で戦死。
名前は三船敏郎と早川雪洲から。
アニメ版では死亡せず、フジを毛嫌いしている描写もなく、むしろタイラーをいかにして蹴落とすかを相談する間柄。なおアニメ版では軍高官がミフネとフジ以外に登場せず、二人の会話によって「タイラーという存在を煙たがる軍上層部」のイメージを視聴者に理解させるようになっている。
『真』での変更点
富士見版に比べ、心情を吐露するようになっている。

ススム・フジ
声 - 西村知道(カセット文庫版：菅原淳一)
惑星連合宇宙軍参謀総長。中将。「参謀三羽烏」の1人だが、作戦よりもっぱら派閥抗争に血道を上げており、「三人揃って一人前」と揶揄される。任官当時の上官だったミフネの評は「参謀として有能なれど姑息。上官には卑屈にして部下には尊大な小人物」。惑星連邦議会から新兵器開発予算を勝ち取るなど、政治的根回しに関しては有能。タイラーを亡き者にしようと色々画策するが、アシュラン戦役では妻子を人質に取られながらも奮闘するタイラーを助けようとしたりと、男気も見せる。イサムが反乱を起こした（実はタイラーと気脈を合わせていた芝居）際は大統領となっていたタイラーに鎮圧を命じられるが、さんざんに打ち破られ命からがら逃げ帰り、辞職を決意した。妻とは政略結婚だったがお互いに愛情は一欠けらもなかったため、彼女との間には子供はいなかった。そういう関係だったため、退役後は一方的に離婚される。
退役後は退職金他資産すべてを元夫人に譲渡し、かつての愛人であり、息子イサム・フジの実母、アスカ・コリアと縁りを戻した。その際「女房に食わせてもらうことになるが、この程度が自分には相応」とタイラーに話し、彼から「ヒモは男のロマン」と妙な励まされ方をした。
名前は藤田進から。ただし、本作での名字の漢字表記は「富士」。
『真』での変更点
内容が信濃事件までということもあり、富士見版のアシュラン戦役以降に見せたような、タイラーを彼なりに認めたり歩み寄ったりする場面は存在しない。また、保身のために躊躇せず「政敵」を最前線送りにする冷酷さが強調されており、追従者をのぞき軍のほぼ全員から嫌われている。ゴザ16世（アザリン）から休戦協定打診の通信が入った時に、これで戦争が終わると狂喜乱舞する軍人達に必死で罠の可能性を説くが相手にされず、愛人同然にかわいがってきた女性参謀（大佐）からも捨てゼリフの上に去られ、孤独感と絶望に打ちひしがれた。しかしタイラーの大将就任時には再び打倒タイラーの思いを新たにしている。

ロベルト・J（ジュンイチ）・ハナー
声 - 西川幾雄(カセット文庫版：吉岡平)
退役中将。タイラーが師と仰ぐ、惑星連合宇宙軍の名将。ユーミィ・エイミィの父親。半ば寝たきりで、娘の看病を受けて暮らしている。娘目当て半分で世話を焼くタイラーに感激し、タイラーを取り立ててくれるよう旧知のアンダーソンに手紙を送った。このことがタイラーの出世の糸口になった。退役直前のイプシロンの戦いにて、ススム・フジを参謀としていた。
『真』での変更点
ミドルネームが「ヨアヒム」に変更される。アンダーソン元帥にタイラーのことを伝える時は手紙ではなく電話であった。また、アンダーソン元帥を「みそっかすアンディ」とこき下ろすなど、人物評価は厳しい。

アドリアン・アンダーソン
声 -(カセット文庫版)古田信幸
惑星連合宇宙軍最高司令長官。元帥。タイラーを寵愛している。シゲル・ウサミの辞職により最高司令長官となる。タイラーなどの活躍もあって戦線を立て直し、ラアルゴン帝国との講和にこぎ着けたため惑星連合宇宙軍の第一次黄金期を迎えたと評価されている。タイラーほどではないが、信奉者は多い。マコト・ヤマモトに最高司令長官の地位を譲った。
『真』での変更点
富士見版では大人物としての描写があり、少将時代には提督として戦功も立てている。しかし、『真』では無能さが強調されている。また、種々の状況を表現する言葉が過剰な面があり、「哲人提督」と裏で囁かれた。

ムラマサ・ミフネ
ミフネ中将の長男。護衛艦「エリソン・オニヅカ」艦長。ラアルゴンとの戦いにおいて味方を逃がすために殿となり、集中攻撃を受けて艦は轟沈、戦死。二階級特進によって大佐となった。父であり司令官でもあるセッシュウへ「逃げろ」と打電するなど、豪胆な性格の持ち主だった。
キクチヨ・ミフネ
ミフネ中将の次男。兄弟三人の中で最後に戦死した。画家志望だったが、軍人になるものと決めてかかった父に画材は全て捨てられた。ヤマモトより1年上の先輩で、人望厚い性格だった。また、大尉時代に3日だけ部下だった上等兵を覚えているなど、人心掌握における技量は極めて高い。
少佐時代にパンゲワン隧道閉塞作戦を成功させ、かつ1人残らず生還せしめた功績で中佐に昇進、駆逐艦「さぎり」艦長となるも、アルデバラン宙域にてラアルゴン艦隊と戦闘、戦死する。
名前は映画「七人の侍」における三船敏郎の役名「菊千代」から。
サンジューロー・ミフネ
ミフネ中将の三男。兄2人の空しい抵抗を見ていたので、幼年学校から進んで宇宙軍入隊を志願した。士官候補生として駆逐艦「ゆうなぎ」乗艦中、なすすべもなく戦死した。セッシュウはキムの内密の報告で事の次第を知り激怒したが、表沙汰にはしなかった。
名前は映画「椿三十郎」のタイトルおよび、三船敏郎の役名「椿三十郎」から。
アキヒコ・ヒラカワ
惑星連合宇宙軍「参謀三羽烏」の1人。名前は平田昭彦から。
ケンイチ・サハラ
惑星連合宇宙軍「参謀三羽烏」の1人。三羽烏では比較的穏健かつ良識派。作戦能力もそれなりにあるが目立たない。名前は佐原健二から。
フジ、ヒラカワ、サハラの「参謀三羽烏」は東宝特撮作品や『ウルトラセブン』などへのオマージュ。
イサム・ホズミ
駆逐艦「あさなぎ」操舵手、中尉。操舵主としての技量はたしかだが無口で、彼と会話したものは極めて少ない。
『真』での変更点
無口という設定が当てはまらないほどセリフが増えている。しかし、職務上の発言は少ない。

レイア・ダン
駆逐艦「あさなぎ」ブリッジオペレーター、兵曹長。未亡人で、夫も軍人だった。十分美人の範疇に入る容貌だが、タイラーのストライクゾーンには入っていなかった。亡き夫に雰囲気が似ているということで、タイラーを気に入っていた。
ソノミ・ミヤハラ
駆逐艦「あさなぎ」看護員、上等兵。女性クルーの中では最年少であり、美人と言っても文句の出ない顔立ちのうえ少しぽっちゃりした体形のため、男性クルー（艦長含む）からダントツの人気を得ている。看護師としての腕は確かだが、女性嫌いのサカイから避けられて少しプライドが傷ついた。
コンノ
駆逐艦「さぎり」副長、少佐。艦長と運命をともにし、戦死。
ヤノ
護衛艦「若竹」副長、大尉。当時のヤマモトよりはタイラーを評価しており、それがもとでヤマモトから睨まれること多数であった。
ノムラ
空母「蛟龍」艦長、大佐。「汎アルデバラン会戦」にミフネ艦隊所属として参加。僚艦が撃沈され空戦の激しいのを見て「帰還機が少ないなら、空母が1隻減ってちょうどいい」と軽口を叩き司令官のフレッチャー准将に殴られた。
ドミトリー・クラヴィンスキー
アンダーソン長官就任当時の艦政本部長。絵に描いたような大艦巨砲主義者でアンチ・アンダーソン派の巨頭の1人。アンダーソン元帥が提案した航空機によるオメガ泊地攻略の可能性を真っ向から否定した。
サカネ
アンダーソン長官就任当時の航空本部長。艦政本部長の作戦否定のみならず参謀本部の無能を徹底的にこき下ろした。
グレン・J・フレッチャー
アンダーソン長官就任当時の第7機動艦隊司令、准将。上官であるミフネ中将に足手まとい扱いされたことに腹を立て、空母運用に関して過激な発言を残した。
ミフネの死後は一時期タイラー配下となりカノープス会戦にも参加。「畝傍」を十重二十重に包囲している時に指揮官卓で鼻毛を抜いているところを通信スクリーンで大写しにされ、「鼻毛抜きのフレッチャー」という不名誉な二つ名を奉られた。
アルトマン
アンダーソン長官就任当時の技術部長。オメガ泊地攻略作戦に関して種々の新技術のラフプランを提示した。
フジオ・キクモト
アンダーソン長官就任当時の造船部長、技術中将。臨時砲艦（磐手）建造を命じられるが、そのことをヒラガーに伝えることに難色を示した。
ジェイコブ・ランカー
タイラーが軍隊に入隊しようと門を叩いた際、面接を行った人事担当者。タイラーの口車に乗り採用を決めた。言わばタイラーを軍隊に入隊させた張本人のため、諸悪の根源としてフジに睨まれ、厳冬惑星ホロシリに左遷させられる。クーデターを起こした彼を討伐に来たのは偶然にもタイラーだったが、タイラーは軍において最初に「自分の才を見出した」存在である彼に密かに感謝しており、タイラーの活躍でホロシリに永遠の春が訪れた後、彼はその口添えにより罪一等を減じられ、家族を呼び寄せることができた。
同じタイラーの被害者であったヤマモトには心から同情された。
アニメ版では人事担当者は無名の扱い。
『真』での変更点
富士見版ではタイラーのあまりの成績の悪さに採用を迷ったが、『真』ではすんなり採用を決めている。また、イサムの面接も行っている。

ノリユキ・タカネザワ
ミフネ艦隊所属の大佐。ミフネ中将が戦死した後はアンダーソン元帥直属となり、状況に応じてタイラーのサポートなどをこなした。信濃事件の時は41歳。特別優秀ではないが任務を着実にこなすタイプで、タイラーら上官たちからの信頼も厚かった。最終階級は少将。
アスカ・コリア
軍法会議議長の准将。フジ参謀の愛人であり、イサムの実母。信濃事件で失態を犯したタイラーに「量刑としては死刑は免れないが、これまでの功績により罪一等を減じて2等兵に降格」という処分を下した。血縁を知り、私的に対面したイサムを軍官僚として冷たくいなしているが、後にイサムに危機を救われ、心を通わせた。アシュラン戦役後に離婚を果たしたススム・フジと結婚。実質的に彼を養うこととなる。
「ペドウィルス性甲状腺腫瘍」という「この時代の人類が克服できないほとんど唯一の病魔」によって60歳を前にして死去。
『真』での変更点
フジの公私にわたる側近として、タイラー失脚の策謀を練る描写が大幅に追加されている。

イワン・ミハイロビッチ・ザンギエフ
大佐。アシュランに降伏した際、惑星コルバーで反乱を起こすがタイラーに鎮圧される。しかし、すぐタイラー自身がアシュランに反乱を起こし、その麾下に入る。イサムが反乱を起こした際には鎮圧を命じられるが、簡単に撃退されてしまった。
イイジマ
重巡「穂高」艦長、大佐。フォーマルハウト宙域にて「信濃」に攻撃され、戦死。ヤマモトと同期で有能な男だった。
ヒロシ・キリノ
特殊工作部隊隊長、一等宙佐。普段は災害救助などの地味な任務を行っているが、アシュラン戦役においては、フジ参謀が指揮した「E作戦」と「F作戦」の実働部隊の指揮を取った。
特殊工作部隊は自衛隊の末裔であり、階級も自衛隊式の物を受け継いでいる他、連絡にはあえて低性能なトランシーバー型無線機を使用するといったこだわりを持っている。
ミツル・スナガ
軍におけるイサムの副官、イサムより18歳年長。初登場はイサムが艦長となった「揖斐」の副長。当初は「皇帝陛下の婚約者というだけで出世した若造」と軽視していたが、海賊の意図を見抜いた慧眼と年長者を立てる姿勢にほだされてイサムを支える一翼となる。イサムが連合艦隊司令長官となってからも総参謀長として彼を補佐し続けた。
アンドリュー・バーミンガム
スナガの知己、初登場時は大佐。宇宙軍予備隊出身でその前は民間船舶に勤務。「ちょろまかしのバーミンガム」という二つ名を持ち、物資横領の常習犯。その技量は軍にとどまらず、ありとあらゆるものを販売または調達できる。イサム率いる銀河解放同盟を討伐するために派遣されたススム・フジ艦隊の補給部隊を率いる。しかし2万隻の敵艦隊（実際は内火艇）に包囲されあっさりと降伏。その後は積極的にイサムを補佐し、中将、兵站部長にまで登りつめる。
ヘギョン・カン
南米アンデス山脈にあるカイナゲ天文台の責任者、少佐。軍服の上から白衣を着た、痩せぎすの男。ジェーンの存在を最初に発見した。その後、「ジェーンは急に止まれない」作戦にも深く関わった。
シゲル・ウサミ
惑星連合宇宙軍最高司令長官。元帥。宇宙軍始まって以来の無能長官といわれる。ラアルゴン帝国との和平交渉を進めるが、交渉に向かった帝国のゴザ15世が暗殺されたため、惑星連合の仕業と見なされ（実はアシュラン大公国のティン・ルウの仕業）復讐戦を挑まれた。一度は退けたが、レグルス会戦の大敗の責任を取り辞職。アンダーソンが後任となった。
『真』での変更点
復讐戦を迎撃した時に、既にアンダーソンが長官になっているため登場しない（惑星連合の敗戦に終わっている）。

ベク・オドン
駆逐艦「ゆうなぎ」艦長、少佐。キム・キョンファの婚約者で、テコンドーのチャンピオン。アルデバラン宙域にて状況をつかめぬままドナン艦隊の一斉射撃を受け、ゆうなぎは消滅、戦死した。
エンリコ・フェルナンデス
少将、「信濃」艦長。少将。民間人には徹底的に尊大な選民意識軍人で、信濃処女航海の時に衝突しそうになったソーラーディンギーに対し、居丈高な態度をとり続けるが、乗船していたのがタイラー中将と知ると掌を返したように卑屈になった。
後に信濃とフェンリルの模擬戦闘において、フリゲート艦による特攻に「恐怖」を学んだ信濃によってブリッジごと切り捨てられた。
レミンカイネン、メリカント、スヴェンゼン
全員、もとフェンリル乗員。それぞれ別の艦艇で勤務していたが、信濃とフェンリルの模擬戦闘に際してアンドレセンが呼び戻した。
クレア・ニーブン
「明石」配属の上等看護兵。「ジェーンは急に止まれない」作戦終了後にシード教徒艦隊に襲われた際、負傷したカトリの応急手当を行ったことが縁で結婚。その後、夫ハロルドの女遊びを容認するかわりに子育てに関する全ての権利を奪った。
ヒロシ・ニシザワ
サカイの兵学校同期で「空戦の天才」の異名を持つ。100機に迫る撃墜数のエースパイロットだったが、バウラル基地に移動するため輸送機に搭乗していたところを撃墜され戦死。
トオル・イワモト
サカイの兵学校同期で「撃墜の職人」の異名を持つ。オメガ泊地攻略戦にて砲艦磐手による無限粒子砲照射に巻き込まれ戦死。
ショウジ・スギタ
サカイの兵学校同期で「宇宙飛ぶ芸術家」の異名を持つ。空母沖鳳所属で「は号作戦」に参加するも母艦を撃沈され戦死。
ミヤナガ
サカイらの初陣の飛行隊長。当初中尉、のちに大尉。空母雲鶴が撃沈されてからはバウラル飛行基地の飛行隊長をつとめる。飛行隊指揮官として周囲に気を配る力量があり、また人生の機微にも通じた苦労人。輸送機に護衛をつけることができず、同じパイロットである弟を死なせてしまったことから特攻に近い出撃をするも生き残った。サカイを「特願」に推挙した。
カスガ
ミヤナガの次の「雲鶴」飛行隊長、大尉。豪快な性格で、先陣を切って敵編隊に突っ込んでいくタイプ。勢子に徹したシラギクの心情を察し、サカイを導くなど、飛行隊長としても十分有能。
ヴィクトリア・イヤハート
「大宇宙のサムライ」の登場人物。中尉。パイロットの幹部候補生教官。愛称はヴィッキー。サカイの初恋の人であり、初体験の人でもある。クレイトン大佐の格闘戦至上主義を信奉し、ヘンライン少佐の奉じる一撃離脱戦法と対立していた。サカイと偵察機に同乗しての偵察任務から帰還途中、流れ弾に当たって戦死。
ヘンライン
「大宇宙のサムライ」の登場人物。少佐。パイロットの幹部候補生教官。空戦において一撃離脱戦法を重視しており、クレイトン大佐を敵以上に憎んでいる。イヤハート中尉に気があったが、相手にされなかった。その意趣返しも含めてサカイの特願卒業を阻止しようとするが失敗。イヤハートの戦死後にサカイに対し侮辱的な発言を行い、公衆の面前で殴り飛ばされた。それが原因でサカイは降格の上偵察機のパイロットへと左遷される。ヘンライン自身はイヤハートの後を追うように戦死した。イヤハート、サカイとの三角関係は、後に面白おかしく取り上げられたという。
クレイトン
「特願」の教官、大佐。名前のみの登場。空戦において格闘戦至上主義を貫いており、ヘンライン少佐とは犬猿の仲。信奉者にイヤハート中尉がいる。
アンリ・ジュールダン
駆逐艦「ラドロワ」艦長、中佐。しかし本人は戦闘機乗りの才能があり、現役将官である父親の横槍によって駆逐艦艦長にされてしまったことから鬱屈し荒れた生活を送る。あげくハナー提督夫人に手を出して妊娠させ、その事実を闇に葬りたい者達によって戦死への罠を張られる。しかしそれは本来の希望である戦闘機隊に戻ることであったので、嬉々として罠に飛び込み戦死した。
アルバート・ヒンメル
惑星連合宇宙軍大将。宇宙軍きっての逸材で、シゲル・ウサミの次の宇宙軍司令長官の呼び声も高かった。ススム・フジを参謀として迎えたことが縁で娘とフジを結婚させた。ヒンメルという名は外伝でのフジの妻の旧姓で、本編ではナンゴー元帥となっている。
スティーブ・デビッド・ライサンダー
プロポスビル方面艦隊司令官、中将。偶然からラアルゴンとの接近戦となり、当初は優位に立ったものの、嵩（かさ）にかかって敵を殲滅しようとしたところドム指揮下の駆逐艦レイバーンの逆撃を受け戦況をひっくり返され、旗艦の艦橋を破壊され宇宙空間に吸い出された。
カシカシュアン
中将。ホロシリ反乱に際し、住民の総数に数倍する兵と大艦隊をもって鎮圧にあたるが、住民の戦意と「ドグラ」「マグラ」を甘く見たために隊伍堂々と接近し部隊を展開、その愚鈍な動きの間に自動攻撃衛星システムの主砲の照射を受けて艦隊もろとも消滅した。
シンイチ・スター
名前のみの登場、ユリコの父。戦艦「飛騨」副長時代に戦死、最終階級は中佐。セッシュウ・ミフネと懇意にしていた。
バークレー
ライサンダー中将の参謀長、少将。プロポスビルの戦いで自軍優勢となった時に敵を見逃すよう進言したが聞き入れられず、半ば任務放棄の状態で敵の逆撃を受け戦死。
アーキントス
偵察艦隊司令官、少将。敵艦隊が自軍の半数であると見て攻撃を仕掛けるもしたたかな逆撃を受け大ダメージ、駆逐艦モルガーンに白兵戦にもちこまれ、グロム・ハスに討ち取られた。
クロフト
修理ドックの整備員。日々傷ついてドック入りを余儀なくされる艦艇群に頭を痛めていたところに武器操作プログラムの全面改修を並行して行うように命令され憤慨する。
グレッグ・マーレイ・ジュニア
『無責任少尉タイラー』に登場。
駆逐艦「そよかぜ」艦長、中佐。士官学校の成績が限りなくビリに近かったにもかかわらず、おざなりな任務をこなすたびに昇進したのは、父親のグレッグ・マーレイ・シニアが予備役大将であり、後継者育成として各所に画策した結果であり、父親の威光で誰も口出しできなかったためでもある。しかし本人は将器はおろか士官としての能力も大きく欠けており、作戦行動（待機）中に高級娼婦を艦内に連れ込もうとしてヤスダ副長に制止された。ヤスダはそれら種々の問題行動をアンダーソン長官への直訴状にしたため、それをアンダーソンの元にいたタイラーが目にしたことから、ヤスダの直訴は陽の目を見た。その結果、プロキオンの戦い前に更迭された（ととれる描写がある）。
ただし、父親のグレッグ・マーレイ・シニアは、現役時代は無能とは全くかけ離れた人物であり、身内贔屓など全くしなかった人物であることが、『無責任少尉タイラー』にて語られている。

#### 惑星連合（文官）
アブドゥーラ・アッラー・ディーン・カシム
惑星連合の政治家。本作では稀なアラビア人。惑星連合連邦議会の主席評議員だったが、タイラーが大統領になると首席補佐官となる。しかし、機密事項はタイラーとユリコで決めてしまい、カシムはもっぱら雑務に追われた。
極端なまでのインフレ政策を取り続ける「無能な」大統領に嫌気がさし、馘も辞さぬと直訴した際にようやくタイラーの本意を知り、
その後は愚直に補佐することを宣言する。

#### 惑星連合（民間人）
コウサク・カヤマ
タイラーの最初の理解者。モデルは加山雄三で、彼の作曲時のペンネーム「弾厚作」からも名前を取っている。タイラーいわく「宇宙の若大将」。大学の学園祭でゲストとして来ていたノリコと知り合い、のちに結婚。三年で離婚するが一男を儲ける。
のちに孫娘マチコのためのハーレムを作ろうとして、邪教集団ブラック・セラフィムを結成し、ヤーヴェを名乗る。
ノリコ・バッハ
声 - 川村万梨阿
バッハとはドイツ語で「小川」の意味でモデルは小川範子である。人材を求める軍のCMに出演し、それもあってタイラーは軍の門を叩く（実は彼女は、ある事情でタイラーに唇を奪われた事を根に持ち、自分がCMに出演した商品は全て購入する、サービスには加入する事を約束させた上で、軍のCMへの出演を承諾した）。
カヤマとはタイラーを介して知り合い、のちに結婚。結婚生活はわずか三年だが、男児（テツヤ）を儲ける。芸能界を引退した後はビバリーヒルズにて余生を送る。その地に訪れたタイラーとの会談でエドとマチコが結ばれた暁には祝福することを約束した。
イジューイン
ノリコ・バッハのマネージャー、宇宙歴以前から連綿と続く歴代アイドルのマネージャーの家系。失言癖があるらしく、ノリコの不興を買って減俸されたりクビにされかけたりした。
シズカ・マリナー
ノリコ・バッハと双璧をなす新人アイドル歌手。ヒラガーが彼女のファンで、信濃の人工知能に彼女の声を使用していた。のちに信濃討伐に向かったタイラー艦隊が信濃にコントロールを奪われた挙句、攻撃してしまったクルーズ船に乗り合わせていた。信濃の無限粒子砲によって超新星化した星に巻き込まれて最期を遂げるが、その瞬間まで誇りを失わなかった描写がある。
ノゾミ・タケナカ
惑星ゴロンボで労働者たちや手持ちの少ない観光客などを相手にドッグレースの犬券を売っていた。とりたてて美人ではないが、明るい雰囲気を持つ快活な女性。神がかり的なタイラーのレース予想を、その人間的魅力も含めて気に入っており、実際に数度会話した。タイラーを探してゴロンボに来たヤスダと最初に会話した。彼女の娘が風来坊だったジンと結婚し、メグミをもうけた。
ジャン・ジスカール・ガロワ
銀河中央大学革闘連OB右派第二分派書記局長総代。メガネをかけたインテリ風の、細身で神経質そうな若者。ヨレヨレの革ジャンにヘルメット、白い覆面をマフラーのように首に巻いている。革命闘争のためタイラーに戦いを挑もうと考えていたが、固有の武力がないため銀河解放軍に同盟を求める（しかし銀河解放軍の首魁イサムも皇配、すなわちガロワが打倒すべきブルジョアジーであるため、タイラー打倒までの期限付きという条件で）。
組織内では「できちゃった」赤子が多数おり、そのため育児用品が慢性的に不足、ガロワが最初に行った無心も赤ん坊用のミルクだった。自身も妻と幼子がおり、妻に尻を蹴られるような形でイサムとの同盟を申し入れた。
フサエ・ミフネ
セッシュウ・ミフネの未亡人。落ち着いた雰囲気の上品な老婦人で、軍の保養地であるニューカレドニアにアザリンの見舞いに来たイサムと出会う。高級軍人遺族の特権として保養地を利用したものの、話し相手がいない寂しさから早々に帰ろうとしたところにイサムと出会い、「無駄に死んではいけない」と諭す。
ワーニャ
ザンギエフの妻、名前のみの登場。惑星アルペルに在住。
ミーシャ
ザンギエフの娘、名前のみの登場。惑星アルペルに在住。
オズリック・ランスロー
素人歴史家。本業は藍の栽培師だが、むしろ歴史家や航空史研究家・音楽史研究家・作曲家としての活躍が目立っていたとされている。素人ながら、名将と謳われたアンダーソンを酷評するなどの御用学者と一線を画する歴史観が評価されたというが、反面敵も多かったという。7度も離婚する破天荒な私生活を送り、慰謝料のため身代を潰した。また、フジ中将が心血を注いで完成させた自動攻撃衛星システムを「宇宙時代の、万里の長城」と斬って捨てている。
吉岡作品におけるヒゲオヤジ的存在で、他作品にも登場する。キサラより少し年上の世代（生年6996年、没年7076年）だが、本編に登場することはない。また、外伝第2巻はランスローが執筆したノンフィクション作品『大宇宙のサムライ』を、ヒトシ・ヨシオカが翻訳して富士見書房から刊行したものだと設定とされている。
ダグラス・A・ヒッチャー
在野の戦史研究家。生年5954年、没年6032年。『戦争とはなんだ』、『これが戦争だ』、『飛び出せ戦争』、『われら戦争』、『朝日ヶ丘の海軍提督』、『夕日ヶ丘の大将軍』などの多数の研究書を執筆しており、中でも日清戦争を描いた『不思議の国の有栖川宮熾仁親王』は、カール・フォン・クラウゼヴィッツの『戦争論』、石原莞爾の『戦術学要網』と並ぶ戦争論のベスト3と評価されている。
『不思議の国の有栖川宮熾仁親王』のタイトルは『不思議の国のアリス』、その他の著作のタイトルは日本テレビのテレビドラマ「青春ドラマシリーズ」の各作品が元ネタ。
アベレッジ・ウエキ・タイラー
ジャスティ・ウエキ・タイラーの父。富士見版では平凡なサラリーマン、ファミ通版では住職。富士見版では銀河横断冒険に出て行方不明、ファミ通版では存命のはずだが一切登場しない。
ベルリネッタ・ウエキ・タイラー
ジャスティ・ウエキ・タイラーの姉、ファミ通版にのみ登場。タイラーより2歳年上で、タイラーと同じ金髪でかなりの美女。しかし性格が極めて悪く、タイラーは「自分が寺を継いでいたら、姉に入り婿を取ることもなく、結婚できなかったろう」と評価している。
アザリーヌ
タイラーの玄孫、5歳。縁側の座布団の上で動かない曾々祖父（タイラー）を不審に思い、曾々祖母（ユリコ）へ言いに走った。
ロイ・ハルコーネン
海賊である「ブルーベアード略奪株式会社」の代表取締役・船長。青に近い黒髪で髭面の、体重200キロに近い巨漢。惑星ハレックにて「シャイフルドII」を拿捕するも、乗船していたタイラーに手玉に取られ、あげく惑星軌道上で「見学」していた艦隊から降ってきた陸戦隊に取り押さえられた。
シルベスタ・ガロフィ
惑星ハレックの砂上遊覧船「シャイフルドII」の船長、白髪の老人。もと惑星連合の軍人で最終階級は少佐。「ブルーベアード」にサンドジャックされた時に、タイラー「中佐」とタイラー「大統領」に喜んで指揮権を献上した。

#### ラアルゴン帝国
ゴザ16世（幼名：アザリン（アザリン・ド・エル・クラン・ライクン）、原作ではのちにルッチナ1世）
声 - 笠原弘子(カセット文庫版：本多知恵子)
父ゴザ15世と母、兄2人を一度に失ったため8歳にして即位。歴代最高の資質を持つ皇帝として後の歴史書に記された。5歳の時に兄に出された軍事の問題を解き、兵站（補給および後方支援）の重要性をよく認識するなど、幼い頃より大戦略家の片鱗を見せていた。即位から暫くはワングによる独裁政治が行われたが、失脚後は彼女の親政となる。
アシュラン戦役時に一時は退位するが、戦役終了後はラアルゴン帝国を共和国に変え、自ら象徴の立場として政治を行う。
ラアルゴンに囚われの身となり、脳にチップを埋め込まれて動物同然となったタイラーを「パコパコ」と名付け可愛がっていた。
戦役時に知り合ったイサムに惹かれ結婚。
カセット文庫版の配役は、吉岡の要望を容れる形で決まっている。
イラストでの姿は書き手によって異なり、都築版ではビキニを連想させるような衣装をまとった小柄な容姿（数年後の16歳時などでもイラストは変わらず）、アニメ版・平野版では尖った耳にギリシア神話風の装束を纏う少女、『真』ではフリルの多い装束を纏い縦ロールの髪型に羽の付いた帽子を被った幼げな少女となっている。
『真』での変更点
初登場時の年齢が11歳から16歳に引き上げられている。また、裸でタイラーとの同衾を求めるなど、男女関係の描写が書かれた時代相応のものになっている。

ル・バラバ・ドム
声 - 関俊彦(カセット文庫版：堀内賢雄)
別名「赤き獅子」。父はワングの罠にかかり戦死、母も病で死に、恋人も殺されるが不屈の闘志で戦い続ける、タイラーの名ライバル。惑星連合との講和後は官房長官となる。「全宇宙で2番目に強い提督」とも評された（1番はタイラー、3番はヤマモト）。
作者のイメージでは、他のラアルゴン人同様ヒゲだらけのマッチョマンだったが、イラストで美男子に描かれて扱いが大きく変わった、という。
ナク・ラ・ワング
声 - 塚田正昭
宰相・大僧正。権力に異常な執着を見せ、アザリンの裏で政治を操っていた。
敵に背を見せる事を恥とするラアルゴンの中で転進また転進の愚行により失脚・逃亡するが偶然にも「信濃」と遭遇して共同戦線を張る。
シア・ハス（原作ではのちにシア・ヤマモト・ハス）
声 - 三田ゆう子
私掠海賊あがりの軍人。男勝りの仕事をする女傑だったが、ひょんなことから知り合ったヤマモトに惚れ込み結婚、地球に帰化する。
TVアニメ版では（バルサロームが登場しないこともあって）、ドムの副官的な立場になっている。
ユッター・ド・ロナワー
声 - 西尾徳 OVA版：大木民夫
老練な将で、アザリンの戦略戦術の師でもある。ドムにも目をかけていた。ガラハン、ドナンの敗死後、自らタイラーに挑むが敗れ戦死。
「泥縄を結った」が語源だが、正しくは泥棒を見て（捕らえて）縄を「なう」である。
ガラゼル・ガ・ガラハン
ラアルゴンの提督。タイラーの初陣を飾った相手。老朽駆逐艦「そよかぜ」1隻で向かって来たタイラーの行動を深読みしすぎ、34隻を失う惨敗を喫した。御前会議で賜死となり、アザリンのペット・トポトポの餌にされた。
『真』での変更点
タイラーの初陣もロナワーが相手になっており、ガラハンは登場しない。また、ロナワーは更迭されたに留まり、死刑にはなっていない。

ラクラム・ド・ドナン
声 - 円谷文彦
ラアルゴンの提督、通称「食い倒れ」ドナン。ラアルゴンではロナワーに次ぐ地位だが、戦略家ではなく猪突猛進タイプ。土佐犬に似た顔をした巨漢（身長235センチ、体重247キロ）。通称に違わぬ食欲の持ち主。能力はあるが狭量で、皇帝はおろかタイラー討伐を命じたワングからすら疎まれていた。タイラー抹殺を命じられるが逆に翻弄され、戦死。
『真』での変更点
ロナワー更迭後の後釜になっている。また、ラングの命によって200万のアシュラン人を虐殺したことから「血まみれドナン」という二つ名を使っていた。

ドロワン・ザンゲ
ワングの腹心の1人である武官。ゴザ十五世暗殺の復讐戦の際にロナワーに貸し与えられるが、ドムとロナワーを乱戦に乗じて殺害するよう密命を帯びていた。惑星連合との戦いが千日手の様相を見せ始めた時、我慢しきれず「誤射」しようと戦列を離れた時に敵艦隊の射線上に飛び出してしまい集中砲火を受けて戦死。
バリス・ラン・ラトキム
ドナンの腹心の1人で巡洋艦ギロドワ艦長。ドナンの命を受けて赤色巨星重力域に潜んでいたあさなぎと対峙。自身の攻撃が外れた後にあさなぎの攻撃が外れたことを大笑いしながら、あさなぎの攻撃余波によるプロミネンスによって艦ごと消滅した。
ギガン・ド・バルサローム
ドムの副官。始めはロナワーのお目付役としてドナンの副官となるが、彼を見限りドムの配下となる。地味だが堅実な用兵でドムをよく補佐した。アシュラン戦役でフェーザー砲（超大型のレーザー兵器）の照射範囲内から敵艦隊を逃がさぬために立ちはだかり、自らも照射を受け戦死。『真』にてファーストネームが付与された。
ベギン・ハン・ゾッド
巡洋艦ザグーンの副長、バルサロームの前任者。もとはバハムートのパイロット。アルデバンラン宙域にて、タイラーの策略（あるいは強運）を目の当たりにして戦慄した。その後汎アルデバラン会戦にてパイロットの血が騒ぎ、ドムの許しを得てバハムートにて出撃、コジローとドッグファイトの末に戦死した。
ギル・ド・ドラン
巡洋艦ザザーン艦長。ラアルゴンによるタイムワープ実験の失敗により、明治時代の地球に来てしまう。のちにタイラーらと面識を持ち、歴史を変えようと暗躍する。黄海海戦にて日本艦隊を撃滅しようとするが、サカイらによって乗艦を撃沈され戦死。
ガルグル・ド・ランゲ
ラアルゴン帝国の郷士でアルクトキオン宙域国境警備隊長。初老で隻眼、白髪まじりの赤髪に赤髭と、イサムの第一印象は「軍人より宇宙海賊」だった。タイラー政権に不満を持つ勢力を糾合したものの、その求心力として自分は力不足と知っていたため、2000隻の艦隊を率いてイサムのもとに馳せ参じた。徹底的な主戦論者であり、如何なる敵に対してもまず「戦うべし」と進言する。銀河解放同盟において艦隊奉行に任ぜられる。
グロム・ハス
シア・ハスの父。がっちりした体格の中年で全身に傷があり片目に眼帯と、海賊以外の何者にも見えない風貌。私掠船モルガーンの船長だったが傭兵に鞍替えしてドムの配下となる。クルガンの策略によって大ダメージを受けたザグーンを守るためにモルガーンを楯として割り込ませ被弾、爆沈寸前に副官ロダン・グルグを脱出させた後に艦と運命をともにした。可愛らしくはあるものの異性のえり好みが激しい娘（シア）の行く末を最後まで案じていた。
ツ・ヅキ
宮廷お抱えのデザイナー。アザリンの露出過剰な衣服は彼のデザインによるもの。シード教の暗殺者の毒刃に襲われて苦戦することになったアザリンは彼を恨んだという。
ペトロ・デ・ニム
ワング亡き後のラアルゴン参議筆頭とも丞相ともいわれる。
ランドラ・ラ・セトラ
ラアルゴンの宮廷科学者で、科学技術庁長官。ラアルゴン学界の重鎮。ワングの遠縁だがその失脚後も地位を保つ。颱宙ジェーンの件でタイラーに敵対し、秘密裏に移民船建造を企てる。しかし表向き反乱を起こしていたイサムの軍勢に建造中の移民船を破壊され、タイラーの計画に協力することを受諾。直後、シード教のテロによって命を落とした。タイラーへの協力を受諾した時点で、自身が暗殺される覚悟を決めていたであろうことを、タイラーはセトラとの最後の会話から推察し、シード教徒に対しては手段を選ばない決意を固めることとなった。
ア・キュラ・ドム
ル・バラバ・ドムの父。もとコロワン侯。有能な駆逐艦艦長だったが、戦いの最中に非武装輸送艦が狙われたため身を挺してかばい戦死。しかし逃亡中に撃沈されたと讒言され、貴族の地位と領地を没収された。
サリア
ル・バラバ・ドムの恋人。ラアルゴンの神に仕える巫女として、また不治の病に侵されているため結婚は考えていなかった。決して美人ではないが、人の心を癒す雰囲気を持つ。また、アザリンによく似ている。ドム戦死の報を持ち込んだクルガンに言い寄られるが、ドムに操を立てて自害した。
ゴザ15世
ラアルゴン帝国26代皇帝。アザリンの父。宇宙生物学に造詣が深く、研究書「惑星トコスのトキイロスナヤドリ類に見る適応拡散と多様性の実際」を著している。しかし皇帝としては無能で、ワングに実権を握られていた。惑星連合との和平交渉の途上、妻子ともどもティン・ルウのテロに遭い死亡。ただ一人同行しなかった末子アザリンが次の皇帝となる。
ミライザ
ゴザ15世の正室。帝国で3本の指に入る美女と称された。第3子としてアザリンを産むも、産後の肥立ちが悪く、乳母としてアシュランの妃にアザリンを任せた。しかしアザリンが自分よりアシュラン妃に懐いたことに嫉妬し、それ以降アザリンを邪険に扱う。夫ゴザ15世の惑星連合との和平交渉に随伴すが、その途上にてテロに遭い死亡。
バスタップ
ゴザ15世の皇太子。利発ではあるが軍事には興味を持たなかった。父帝ゴザ15世とともに惑星連合との和平交渉に赴くが、その途上にてテロに遭い死亡。
ソミュア
ゴザ15世の皇子。冷淡なところは父に、病弱なところは母に似た。父帝ゴザ15世とともに惑星連合との和平交渉に赴くが、その途上にてテロに遭い死亡。
ユベル・ド・ナンジャー
ゴザ15世および16世の侍従長。ゴザ16世（アザリン）に皇帝および皇太子が事故死したことを告げた。
シード教
ラアルゴンの太陽、ARA-IIIを崇拝する宗教団体。滅び行くARA-IIIを救うため多くの生贄を必要とする教義で、頻繁に暗殺を行ったため、ゴザ1世の時代に異端として弾圧されるが、一部が弾圧から逃れて地下活動を続けていた。タイラーが大統領となりARA-IIIを超新星にする計画を発表するとその活動は再び活発となり、アザリンの命を狙うなど、あの手この手で計画を妨害した。
クルガン
ワングの廷臣の1人にて腹心の密偵。ドム暗殺を画策し、その褒美としてサリアを与えられる。その本懐を遂げる前にサリアに自害され、その現場に踏み込まれたドムに殺される。

##### ラアルゴン帝国皇帝
注意:ゴザ12世は欠番となっている。
初代 パカル・パウナ（太祖）
神聖ラアルゴン帝国初代皇帝。卓越した指導力を持つ偉大な人物であったが、後宮を守るために去勢剣士制度を作り、のちの「ガーチャックの乱」の種をのこした。
2代 チャカマック
ラアルゴン第2代皇帝。
3代 クチカカ1世
ラアルゴン第3代皇帝。
4代 クチカカ2世
ラアルゴン4代皇帝。偽装去勢剣士ガーチャックによって殺された。
5代 カリマ（遠征帝）
ラアルゴン5代皇帝。ガーチャックの乱を鎮圧した後、去勢剣士制度を廃した。嫡子であるイムラーが乳飲み子のうちに死亡した。
6代 イムラー1世（幼帝）
ラアルゴン六代皇帝。先帝であるカリマが死亡したため乳飲み子のうちに即位、5歳で毒殺された。
7代 ゲボルグ（妖帝）
ラアルゴン7代皇帝。稀代の暴君で、のちのカルマームによる討伐を受けて死亡。
8代 カルマーム
ラアルゴン8代皇帝。暴君であったゲボルグを打倒し帝位についた。しかし皇帝親征中に起こった宮廷クーデターによって廃位に追い込まれる。
9代 カチャカウナ（一日帝）
ラアルゴン9代皇帝。7代皇帝ゲボルグの遺児でありカルマームの従兄弟。カルマームが首都星を離れた隙をついてクーデターを起こし簒奪。しかし軍を返したカルマームによって討伐され廃位。
10代 ゴザ1世
ラアルゴン10代皇帝。クーデターをおこして帝位についたカチャカウナを打倒したカルマームの重祚。この時代にシード教が撲滅された。次の皇帝を定めることができず、2人の皇太子のうち強い方が皇帝になるようにと遺言してしまった。
11代 ゴザ2世
ラアルゴン11代皇帝。ゴザ1世の次男メフマーン。人間ジップ・カァーン（人間将棋のようなもの）に勝利して皇帝となった。剛柔兼ね備えた稀代の名君で、惑星連合と良好な関係を築いたうえで内政に力を入れて国力を高め、ラアルゴン中興の祖と呼ばれた。
12代 ゴザ3世（小便帝）
ラアルゴン12代皇帝。ゴザ2世の長女の長男。在位4年。生まれつき体が弱く、20歳まで生きられないと宮廷医に言われていたが41歳まで生きた。皇帝としての功罪は「小便帝」という他称で全て語れると言われている。
13代 パルナス1世（簒奪帝）
ラアルゴン13代皇帝。人間ジップ・カァーンに敗れたムズメット皇子の長子であるミルメット皇子の長男。ゴザ3世の死後、その弟であるラーガンの即位に異を唱え、内乱寸前状態に陥った末に51歳で即位、在位期間16年。その治世は決して悪いものではなかったが、惑星連合（地球）との戦いで戦死したことによって評価を下げられてしまった。
14代 ゴザ4世（中興帝）
ラアルゴン14代皇帝。先々代であるゴザ3世の弟。パルナス1世の横槍によって即位を「降りた」ラーガンがパルナス1世戦死によってあらためて即位。統治姿勢はゴザ2世時代の踏襲にすぎなかったが、政治軍事を含めその勢いは隆盛を極め、歴代三本の指に入るラアルゴン躍進期に例えられる。聡明ではあるが聡明すぎて他者に気を使いすぎるきらいがあり、帝位にはメフマーン系とムズメット系が交互につくべしと遺言した。
15代 ゴザ5世
ラアルゴン15代皇帝、先々代皇帝のパルナス1世の従弟の子。メフマーンを祖とする皇統から外れていたが、ゴザ4世の遺言によって即位する。極めて愚昧な皇帝で、60年になんなんとする治世の間に皇室から人心は離れ、国土は荒廃し、軍も弱体化した。ゴザ5世が崩御したことを「ようやく死んだ」と正史に書かれるほど臣下の忠誠心を得られなかった。
16代 ゴザ6世
ラアルゴン16代皇帝、先々帝ゴザ4世の曾孫。ゴザ4世の遺言に従って擁立されたメフマーン系最年長男子。皇帝として無能ではなかったが、先帝のために荒廃した国の建て直しに奔走させられ、在位12年、37歳の若さで崩御。
17代 アイラ1世（石女帝）
ラアルゴン17代皇帝、先帝ゴザ6世の妻。ムズメット系皇帝によって再び国土が荒れることを恐れた重臣達によって擁立され即位。その手腕はゴザ4世に勝るとも劣らぬと言われ、見事に国土回復を果たした。夫との間に子ができず、即位してからも再婚しなかったことから「石女帝」と呼ばれるが、男女同権を旨とする地球からは「鋼の女帝」と称された。
18代 ゴザ7世（辺境帝）
ラアルゴン18代皇帝。ムズメット系の血筋でありながらアイラ1世の養子となり即位。直系の男子はみな若くして死亡しており、孫娘のエンテアだけが唯一の肉親。皇帝としての資質にもその覇気も欠ける凡庸な人物。コロー伯ガル・ドモンの策にかかり重傷を負うも生き延びた。
19代 ゴザ8世
ラアルゴン19代皇帝。ゴザ6世の従弟の子。ムズメット系であるエンテアと結婚することによって両系の血を一つにした（メフマーン・ムズメットによるお家騒動にも一応の決着がついた）。
20代 ゴザ9世
ラアルゴン20代皇帝。
21代 ゴザ10世
ラアルゴン21代皇帝。
22代 マウルラ1世（蜻蛉帝）
ラアルゴン22代皇帝。
23代 ゴザ11世
ラアルゴン23代皇帝。
24代 ゴザ13世
ラアルゴン24代皇帝。
25代 ゴザ14世
ラアルゴン25代皇帝。
26代 ゴザ15世
ラアルゴン26代皇帝。冷淡で暗愚。ワングの跳梁を許した。惑星連合との停戦条約締結のために移動中、アシュランの謀略によって崩御。
27代 ゴザ16世（少女帝）
ラアルゴン27代皇帝。フルネームはアザリン・ド・エル・クラン・ライクン。父帝死亡により8歳で即位。ワングの傀儡になるかと思いきや、年齢にそぐわぬ聡明さで見事に帝国を導く。信濃事件にてワングに捕らえられるが、タイラーらによって救助され、惑星連合との停戦条約を締結。しかしアシュランの謀略によって国を奪われ、廃位。
以降、アシュランより解放後はラアルゴン共和国を名乗る。
28代 ルッチナ1世
ラアルゴン28代皇帝。ゴザ16世の重祚。「颱宙ジェーン」来襲に対応するためタイラーを大統領として招聘し、惑星連合に宣戦布告、またたく間にそれを併呑して挙国一致体制を作り上げた。颱宙の脅威が去った後もカリスマ性を発揮して銀河万民の象徴たる皇帝として人民を導き続けた。
29代 ゴザ17世
ラアルゴン29代皇帝。フルネームはローゼリア・ド・エル・クラン・ライクン＝フジ。ルッチナ1世の末娘。タイラー一族と仲がよく、幼い頃エドやカツヤと同衾したこともある。母の志を継ぎ、エドと結婚しようとしたがかなわず、ついでカツヤに目をつけたものの逃げられた。
30代 ゴザ18世
ラアルゴン30代皇帝。ゴザ17世の嫡子。温厚な性格の持ち主。祖母に似て動植物の研究を趣味としていた。また、『銀河爆風メガバスター』や武器に関する知識は抜群であり、いわゆるオタクである。その知識は息子のバグジーに受け継がれた。彼の代で悲願であったタイラー家との婚姻を達成する。宇宙船の事故によって在位2年で崩御。
31代 ゴザ19世
ラアルゴン31代皇帝。即位前の名前はバロー。ゴザ17世の次子。本来の皇太子であるバグジーが地球人とのハーフであることに異議を立てたラアルゴン原理主義者たちによって擁立された。先帝ゴザ18世以上のボンクラ。

#### アシュラン公国
血縁的にはラアルゴン寄りであり、皇帝の血筋が絶えた時一番皇位を継ぐにふさわしい家系であったが、ワングの讒言によりゴザ15世により滅ぼされた一族の生き残り。表向きはラアルゴン帝国に従属していたが、父や一族の敵を取るためラアルゴン帝国へ復讐する。その野望はやがて宇宙を手にするという野望へと変わり、アシュラン戦役へとつながる。
ティン・ルウ
アシュラン3兄弟の長兄で、アシュラン公国の車椅子の公王。先代ティン・マオが殺された時はまだ若かった為地下へ潜り復讐の機会を待った。アザリンとは乳兄弟の間柄で彼女より4歳年上。一番仲が良く、アザリンは彼を本当の兄のように慕っていた。
ラアルゴン帝国と惑星連合の戦争に乗じて漁夫の利を得るため、和平交渉の途上にあったゴザ15世を暗殺。惑星連合の仕業に見せかけ、和平を御破算にした。その後「アスキルト平和条約」で停戦が結ばれると、再び両軍に破壊工作を仕掛け、それに釣られたラアルゴン帝国は停戦を破棄。両者の主力艦隊が出払った隙にラアルゴンと地球を急襲、両者を手中に収めた。
彼が車椅子なのはアザリンが原因ではあったが、恨んではいない。
1度は銀河系を統一したが、タイラーなどが反旗を翻した。最後はアザリンとの一騎討ちを演じるがイサムが放った銃撃により死亡。2人に銀河の平和を託す。
実は車椅子を使用するようになってすぐに元通り歩けるようになってはいたのだが、「何かと都合が良かった」ため、対外的には車椅子のままでいたことが一騎討ちの際に明らかとなる。
ティン・ラオ
アシュラン3兄弟の次兄でラットバルト選帝公。アザリンより1つ年上。3兄弟の中では最も冷徹であり、侵略した土地を制圧するには一番適した性格と言われていた。
ラアルゴン、そしてアザリンを一番憎んでいたと思われていたが、ルウやシュンは彼を「一番アザリンを愛していたかもしれない」人物と評した。アザリンとの一騎討ちで死亡。
ティン・シュン
アシュラン3兄弟の末弟でイザリア辺境伯。アザリンとは同い年。その立場のせいか実力はあるがやんちゃ坊主の雰囲気が拭えず、主催したパーティーで乱闘騒ぎが起こった際、本来ならば抑える立場であるにもかかわらず、乱闘を見るや否や嬉々として参加した。
一族の敵ではあるがアザリンを憎むことはできず、彼女の安全をタイラーに託した程。
アシュラン戦役では圧倒的な物量で惑星連合・ラアルゴン両軍を追い込むも、「樺太」を得たタイラーの前に完敗。2人の兄の死亡や潔い降伏により、銀河最辺境伯に封じられることで生き延びる。
ティン・リィカ
アシュラン大公妃、ルウらの母親。アザリンの母親が乳の出が悪いことから、乳母を引き受ける。その縁から、アザリンは実の母のように慕った。丈夫な女性ではあったが、辺境惑星ザクソニアで質の悪い風土病にかかり、発病からわずか3日で死去した。
ギオウ・ガイ
アシュラン大公家に仕える若き貴族。戦乱から遠く離れた宙域で育ったため、実戦経験に乏しい。アシュランが地球を制圧した後に艦隊司令官として小惑星帯で待機していたところ、タイラーの代理であるヤマモト率いる反乱艦隊の奇襲によって大打撃を受け、小艦艇を楯に逃亡しようとしたところ、その行為を嫌悪したドム艦隊の精密射撃によって乗艦「阿波」を撃ち抜かれ、不名誉な戦死を遂げた。
パーセルミ
古くからアシュラン家に仕える男爵、戦艦同士の一騎撃ちにおいて、ラオの部下として「紀伊」に乗艦。白兵戦となった際にキーナンと戦う。互いに実力の全てを出し切った末に、アキレス腱を寸断されて失神した。
ロコフ
古くからアシュラン家に仕える準男爵、戦艦同士の一騎撃ちにおいて、ラオの部下として「紀伊」に乗艦。白兵戦となった際にクライバーンと対決、終始圧倒するが逆転狙いの閂（相撲の技）によって肘を砕かれ戦意喪失した。
ドナー卿
古くからアシュラン家に仕える貴族、戦艦同士の一騎撃ちにおいて、ラオの部下として「紀伊」に乗艦。白兵戦となった際にアンドレセンと戦う。機敏な動きと多彩な蹴り技で圧倒するが、一瞬のスキをつかれ後頭部を蹴られ、敗北。
コトセット卿
古くからアシュラン家に仕える貴族、戦艦同士の一騎撃ちにおいて、ラオの部下として「紀伊」に乗艦。白兵戦となった際にヤマモトと対決。実力は伯仲しており、それゆえに一瞬で決着がついた。
パーカー卿
古くからアシュラン家に仕える貴族、戦艦同士の一騎撃ちにおいて、ラオの部下として「紀伊」に乗艦。白兵戦となった際にイサムと戦う。アシュランの5人の中では一番弱いが、それでもイサムとは技量も経験も雲泥だった。圧倒的実力差でイサムを追いつめ、かついたぶるように手加減するが、捨て鉢になったイサムが突き出した剣にヘルメットごと頭を叩き割られてしまった。

#### その他
颱宙「ジェーン」
宇宙に発生した超重力の「颱宙（たいちゅう）」。「超重力低気圧」とも言われる。何億年に一個ほどの割合で発生する、成長・移動する宇宙空間の歪みで、超重力によって星雲や星間物質を飲み込み、中心部の「目」で純粋なエネルギーに変換し自らのエネルギー源とする。大きさは銀河系の半分ほどで、「目」の最大瞬間風速は四十光年にも達する。「生きた巨大ブラックホール」「銀河の天敵」「銀河の癌細胞」などとも言われており、発見したヘギョン・カン少佐によって「ジェーン」と名付けられた。その正体は無数のブラックホールの集合体とも、一種の生命体とも言われており、意志を持っている可能性も言及されているが、その行動は気紛れで、キムには「まるでタイラー提督」と評された。
銀河系がジェーンの標的にされ、光速の64倍以上の速度で接近してきたことから銀河系は滅亡の危機に陥いるが、タイラーの提案した「ジェーンは急には止まれない」作戦に基づき、ARA-IIIなどの赤色巨星をワープによって銀河中央に集め、人為的に超新星を起こさせ、その衝撃で「横になっている銀河を縦に」移動させる事で、ジェーンを間一髪でかわす事に成功した。その後ジェーンは一度規模を縮小して移動性ブラックホールになるも、およそ1万年後に、今度は少々の移動では交わせない動きを取って銀河系に再接近する見込み。これに対応するため、「スリーピング・ビューティー計画」が立ち上がることとなる。
名前は「ジェーン台風」のもじり。
パカパカ
惑星ヒンメルに生息する毛玉獣（ムバップ）。外見はバスケットボールほどの大きさの毛玉で、その体の大部分は脳。性格は穏やかで知能も高く、口笛を吹くと転がりながら主人のあとをついて来る。帝国恩賜動物公園内でアザリンのペットとして飼われていたが、老衰で死亡。平均寿命1年だが、動物公園のスタッフはパカパカを6年も生き永らえさせた。パカパカの死が、ドムとアザリンの直接会話のきっかけとなった。
パコパコ2号（強化犬）
アシュランに接収された強化犬（バイオドッグ）の一頭。元々は惑星連合宇宙軍が生物兵器として開発した物で、ソム・ラビ指揮下のラアルゴン艦隊に対して使用された。その戦闘能力は一頭あたりで歩兵一個小隊に匹敵する。ドーベルマンを強化改造・クローン培養したサイボーグ犬で、反応速度は通常犬の数倍 - 数十倍に強化され、皮膚には硬化処理と特殊コーティングが、牙にも特殊表面処理が施されている他、嗅覚も通常の数万倍にまで高められている。
アシュラン・地球・ラアルゴンの講和パーティの席上でアザリン暗殺を狙って放たれるが、立ちはだかったタイラーの「3日履き続けた靴下攻撃」によって戦意喪失、アザリン暗殺の命令も忘れて脅えていたところをアザリンに優しくされ、以降従順なペットとなった。
他の強化犬は民間に払い下げられ、一部の犬は惑星ゴロンボでドッグレースに従事している。

### 無責任キッズ
ビクトリー・キサラ・ウエキ・タイラー
声-(ラジオドラマ版)矢島晶子
タイラーとユリコの第一子。アシュランにより地球が陥落した日に生まれる。生まれて暫くはアシュラン側に母と共に人質となっていた。
成長後は士官学校へ入学、偉大すぎる父を超えようと奮闘。因みに士官学校在籍時の校長はキム。傲慢かつ尊大で、シゲチヨをアゴで使う。父以上の強運を持ち、策謀家。のちに惑星連合宇宙軍は彼女の傀儡になった。
圧政を敷くクム・ビク打倒のため降り立った惑星ケルテにてディックと知り合い婚約に至るが、結婚式当日にドタキャンし、シゲチヨと結婚した。
シゲチヨ・ヤマモト
声-(ラジオドラマ版)置鮎龍太郎
ヤマモトとハスの第一子。キサラより2つ年下。ジェーン回避作戦真っ最中の艦内で誕生。親子共々タイラー一家に振り回される運命になるが、本人はそれで結構幸せらしい。女装が似合いユーミィ達の玩具にされたり、ウェディングドレスまで着たりした。
クム・ナン
辺境の惑星「ケルテ」の王族。約半年ごとに性別が変わる特性がある。先王パッ・クムより兄（姉）のクム・ビクを差し置いて後継者に指名されたことに引け目を感じ、ケルテを出奔しルクサーの宗教団体「ピープル」にて出家、生涯を信仰に捧げようとした。しかし、キサラによって故郷が地獄と化していることを知り、戒律を破ってルクサーを脱出、キサラの力を借りて兄（姉）を打倒した。
後に「スリーピング・ビューティー」計画に参加を決め、1万年後の人たちのために静かに旅立った。
ドクロク・ド・ラルゴ
声-(ラジオドラマ版)玄田哲章
海賊船「ギュローメ」の船長。軽い気持ちで宇宙軍の練習艦を襲うがキサラに返り討ちにされる。処刑される予定だったがタイラーとの取引のすえにキサラの子分的な立場となる。ケルテの動乱後は軍の嘱託に近い位置取りで惑星ルクサー近辺の違法船舶取締りの任につく。
レオナルド・リチャード・カーネギー・デュポン・ミツイ・イワサキ・ロックフェラー・フヨウIX世
宇宙を股にかける大財閥の御曹司。通称ディック（ビニールパック・ボンボンとも）。生まれながらに免疫に問題があり、完全に除菌された部屋でしか生きることができない。どうしても部屋から出なければいけない時は、やはり完全に滅菌された宇宙服を着るが、重すぎて自力で行動できない。
キサラの行動力に惹かれ、プロポーズするが、結婚式当日にドタキャンされた。のちにキサラの悪友であるイリナと結婚した。
ハルミII
かつてタイラー率いる「阿蘇」に潜入し、コジローとドクターにスクラップにされたハルミのデータと保存されていた記憶チップを元に再度作られたアンドロイド。当初はタイラーの第2秘書となるはずだったが、その美貌に嫉妬したユリコとレンが「秘書失格」の烙印を押してキサラに押し付ける。しかし暗殺用アンドロイドという性能をもつために結果としてキサラ達を助ける。
アニメで初代ハルミの声を担当した岡本麻弥が原作を読み、作者に「もう一度登場させてほしい」と頼んだ結果、このような形で再登場を果たした。
レン・アンダーソン
もと惑星連合宇宙軍最高司令長官アドリアン・アンダーソンの一番下の孫。その類稀な美貌は、年老いたススム・フジをも興奮させるほど。初登場時は23歳。
軍の情報管理を委託されている「ギャラクシー・インフォメーション・サービス」の社員で、大尉待遇で軍に出向、タイラーの第1秘書となった。
その後、「スリーピング・ビューティー計画」に参加、タイラーたちと別れた。
マスミ・シマヅ
声-(ラジオドラマ版)白鳥由里
キサラの士官学校の同期生。特にキサラと仲がいい。キサラと同様門限破りの常習犯で、キサラほどではないもののかなりの美少女。「問題児4人組」の一翼。
エリザ・クルムバッハ
声-(ラジオドラマ版)小桜エツ子
キサラの士官学校の同期生。代々軍人の家系。父親は現役少将で、それゆえの「軍における居心地の悪さ」をキサラ同様に感じ取っている。「問題児4人組」の一翼。
イリナ・ラザロワ
声-(ラジオドラマ版)荒木香恵
キサラの士官学校の同期生。新体操惑星オリンピック候補だったが、最良の就職先の一つとして軍を選んだ。いわゆる「腐女子」で、練習航海のさなかでもやおい同人小説執筆に余念がなかった。のちにキサラと破談したディックと結婚した。
ヨリンダ・チョウ
練習巡洋艦「熱田」副長、中佐。キムより12歳年上。職務には熱心だが融通の利かない性格のため、士官候補生たちから「お局様」と呼ばれ煙たがられている。
ドルトン・ドレイク
惑星ルクサーでの連絡船「メトセラIV」の船長兼鯨保護団体幹部、通称DD。40がらみのヒゲ面の男で、豪放磊落な性格。鯨保護団体所属でありながらキサラから鯨の美味ぶりを聞くと宗旨替えして捕鯨に色気を出すなど、かなりいい加減な面も見える。船の中に立体テレビを隠し持つなど、ルクサーの思想には染まりきっていない。若い頃、アムジアと結婚直前までいったものの、実現しなかった。しかし彼女のことは今でも愛しているらしい。
アムジア
惑星ルクサーにおける教導施設の寮母。年齢不詳だが、外見からユリコと同等の年齢とキサラは推測した。しかし恰幅はユリコの2倍程度。優しいが締めるところは締める性格で、規律に従おうとしないキサラに手を焼いていた。若い頃、DDと結婚直前までいったものの、実現しなかった。しかし彼のことは今でも愛しているらしい。
クム・ビク
クム・ナンの兄にして姉。ケルテ王だったパッ・クムの嫡子。しかし王の愛情を全てクム・ナンに奪われたために心が歪み、クム・ナンの王位継承権を奪うために圧政を敷いた。その後ハルミIIによって捕らえられ、終身刑（身柄保護のための軟禁に近い）となった。
トム・ベイガン
人気ニュースキャスター。ケルテの内乱、惨状をトップニュースとして伝えた。
ジョー・ベレンジャー
トムと同じ人気ニュースキャスター。特派員としてケルテに入り、その惨状をトムに伝えた。クム・ビクを「血に狂った狂人」と表現している。

### 無責任カルテット

#### 無責任カルテット
ジャスティ・エドワード・ウエキ・ハス・ヤマモト・タイラーIII世
キサラとシゲチヨの長男、つまりタイラーの初孫でタイラーが一番可愛がっている。通称「エド」。弟1人と妹が3人いる。名前が長すぎて昔から苦労している。両親の強運と不運を併せ持つ。
幼い頃に出会い結婚を誓い合ったマチコを探し求め、邪教集団ブラック・セラフィムに偽装入信した。組織内で順当に昇進するも、その在りように不審を抱いたカッツ（およびイノセント）によって拷問の末に正体を暴かれる。重傷となり記憶もなくした彼を、マチコの意を受けたシン・カトリが教団から逃がす。
惑星ゴロンボ、ピンチョなどで毀誉褒貶の激しい生活を送りながら、心と体を癒していき、最終的に産業廃棄物処理船「泥船」に拾われる。そこでも頭角を表し、船のオーナーであるティンの知遇を得る。その後カツヤと合流し、キムタークとの決戦に随行。その後マチコと再開するも、マチコはカイの姦計によって意識不明となっていた。
ブラック・セラフィムとの戦いの後は士官学校に入校、中将まで昇進。退役後は半官半民の兵器会社を興す。この会社がTAC社の前身となる。
カツヤ・ウエキ・タイラー・ジュニア
タイラーとユリコの長男。エドより3歳年長の叔父。一応タイラー家の嫡男だが本人曰く「家督は姉貴がもっていったようなもので、家を継ぐのはエド」。豪快な性格だが頭は切れ、軍人ではないが艦隊を率いるのを任されるや否や大活躍、「（赤色巨星）番長」の二つ名で活躍する。
フランソワーズと婚約するもキムタークとの決戦で彼女を失い虚脱状態に。しかしインドの山奥で修業し精神再建を果たす。その後は悪の魅力に取りつかれ、ブラック・セラフィムの幹部や残党をまとめてマフィア組織「エグゾゼ・カンパニー」を創設した。
作者はあとがきで「本当はカツヤをメインキャラに据え、タイトルも『無責任番長カツヤ』とするつもりだったが、それでは本が売れないのでエドをメインに据えた」と語っている。
ディスティニー・ノリカ・ウエキ・タイラー
タイラーとユリコの次女。エドと同い年の叔母。末っ子という事で3人兄弟の中では一番可愛がられ、かつ一番彼の強運を受け継いだ。地上車両の運転テクニックは超一流、卒倒するほど毛虫が嫌い。後にケンと結婚、7人もの子供をもうける。
ロナルド・ケン・カーネギー・デュポン・ミツイ・イワサキ・ロックフェラー・フヨウX世
かつてキサラにプロポーズしたディックの一人息子。通称ケン。母はキサラの友人だったイリナ。人工授精で誕生したため父親の病気は遺伝していない。後にノリカと結婚。

#### ブラック・セラフィム
マチコ・カヤマ
エドの初恋の相手にして、タイラーのかつての親友コウサク・カヤマとノリコ・バッハの孫。ソーラーシステムの暴走により起こった「リガの惨劇」により両親を失い一時的に叔父夫婦に引き取られ、エドと知り合った。その後祖父・カヤマに引き取られ行方不明となる。
邪教集団ブラック・セラフィムの「マリア」として崇拝されるが、エドへの想いは変わらなかった。偽装入信していたエドと再会を果たしたが、裏切り者であることが判明したエドを逃がしたことをきっかけに外の世界に興味を持ち、シン・カトリの手引きによって逃亡。
エドとの再会直前で事故にあって長期間意識不明の状態が続き、目を覚ました時はエドと出会った頃より先の記憶を失っていた。
ラヤ・キムターク
ブラック・セラフィムの幹部（登場時はオーファン（少将））。「リガの惨劇」の孤児。
惑星フーロン調伏（殲滅）艦隊の指揮官だったが、無責任カルテットの知略の前に退却を余儀なくされた。その後、教団3巨頭がカツヤの前に「殉死」すると、最高司令官として復讐戦を挑む。その最中、腹心であったカッツ・モリガンを失う。
それがきっかけで惑星連合に投降、裁判を受け服役するが、ブラックセラフィム残党がスペースジャック事件を起こしたことを契機に、信者の心の拠り所としての教祖になることを心に決めた。
名前は木村拓哉から。ブラック・セラフィムの主要メンバーの名前はSMAPと少年隊のパロディ。
カッツ・モリガン
ブラック・セラフィムの幹部。「リガの惨劇」の孤児。キムタークの副官で弟的存在。
キムタークの配下になろうとしなかったエドとケンを不審に思い、キムタークに進言。その後キムタークの昇進に伴って自身もドミニオンに。カツヤとの決戦では戦艦常陸に潜入してカツヤを暗殺しようと試みるが、カツヤの婚約者であるフランソワーズに阻まれ失敗。直後カツヤに射殺された。
名前は森且行から。
カイ・マサヒコ
ブラック・セラフィムの幹部（登場時はドミニオン（大佐））。「リガの惨劇」の孤児。惑星フーロン調伏艦隊の左翼部隊を率いるが、無責任カルテットの策略の前に敗れ捕虜となる。後にシンに助けられ、タイラーを浄化（殺害）して昇進するが、再びカツヤ艦隊に敗れて逐電、潜伏先の惑星ゴロンボにてエドを発見、殺害しようとするが失敗した。
その後、あくまでエドとマリアが結ばれることを阻もうとロージーに接近し策を弄するが、そのためにマリアを意識不明の重体にしてしまい、逃亡。後に自首し、服役。獄中にてメグミと文通しており、出所後にメグミと結婚する描写がある。
名前は中居正広から。
シン・カトリ
カトリの末息子。登場時の階級はドミニオン（大佐）。いじめられっ子だったがブラック・セラフィムの中に自分の居場所を見つけて入信する。
カイの親友でもあり、彼のために躊躇わず人を殺す。オーファン（少将）のカイが戦闘中に行方不明となったため、その穴を埋める形でオーファンに昇進。
ユダ（裏切り者）であることが判明したエドをかくまい、マリアの要請によって彼を逃亡させる。のちに教団からの離脱を望んだマリアをつれて逃避行を敢行した。のちにカッツ率いる捕縛部隊に捕らえられるが、キムタークの策略により命をつなぎ、カツヤ艦隊との決戦時にキムタークの影武者を務めた。
名前は香取慎吾から。
キヨシ・サナギ
ブラック・セラフィムの敏腕パイロット。階級はドミニオン（大佐）。ヤーヴェとマリアのためには命を捨てることも躊躇わないよう教えられたが、いざ死に直面して脱出レバーを引いてしまった。半死半生の体でドロ亀に拾われ、新たな生を得るためにカツヤ艦隊のパイロットとなった。
名前は草彅剛から。
ゴロン・イノセント
ブラック・セラフィム最高幹部の1人。名前が示すとおり、「イノセント（汚れなき）な」容貌の持ち主。しかし陰謀や拷問を得意とするなど、内面は外見に反している模様。
キムタークの資質を見抜いて対抗心を燃やすが、のちに階級で追い抜かれる。教団末期において、崩壊寸前の組織を纏め上げた。ヤーヴェ（カヤマ）に会おうと単身教団に乗り込んだタイラーに面談を許した。
名前は稲垣吾郎から。
ニッキー・カルキン
ブラック・セラフィムの司法長官。「三巨頭」と呼ばれる最高幹部の1人。ギリシャ彫刻に例えられる美貌の青年。冷徹な思考で粛々と職務をこなす。カツヤとの戦いにおいては惑星エルフィンを人質にとる形で優位に立とうとしたが、ドレフュス中尉が作り上げた「リガの惨劇」の捏造映像に狂乱し、部下のドミニオン・レイに殺される。
名前は錦織一清とマコーレー・カルキンから。
ノリユキ・オストベルク
ブラック・セラフィムの軍務長官。「三巨頭」と呼ばれる最高幹部の1人。その容貌は「名匠の手による仏像」と称される。性格も外見に似て温情に傾く。カツヤ艦隊に配属された新型戦艦「常陸」に恐れをなし、また「リガの惨劇」絡みの情報戦に乗るまいと通信どころか有視界索敵まで封じたため、ほぼ無抵抗のまま艦隊は壊滅、自身も戦死した。
名前は東山紀之から。
カーツ・ウェクサー
ブラック・セラフィムの行政長官。「三巨頭」と呼ばれる最高幹部の1人。小柄で童顔、人懐こい笑顔の持ち主。カツヤの奇策によって「リガの惨劇」のトラウマを引きずり出され、自滅に近い形で戦死。
名前は植草克秀から。
ヒカル・ドルトムント、タケシ・ドルトムント
ヒカルは惑星ポアザンで布教活動を行っていた少年信徒たちのリーダーで、タケシはその弟。その容貌は兄弟そろってエドが認めるほどの美声の持ち主。自分たちにセクハラを繰り返していたグラン・ビショップに制裁を加えたエドとケンに心酔する。少年達を助けるために自ら奈落に身を捨てたエドを追って絶壁から飛び降りようとした。
レイ
セラフ・カルキンの副官でステージはドミニオン。「リガの惨劇」経験者ではないため、主要幹部のトラウマを理解できていない。カツヤとの戦いで錯乱状態に陥ったカルキンに顔を蹴られ、自身を否定されたと思い込んだあげく上司を殺害、直後に自殺した。
ケンジ、マサトシ、ピーター、ラッド、イグナチオ、タケル、フレッド、ミツオ、アキラ
それぞれウェクサー艦隊所属のパイロット。キヨシ・サナギの配下。ケンジ、マサトシ、ピーター、ラッド、イグナチオ、タケルがエンジェル（少尉）、フレッド、ミツオがアークエンジェル（中尉）、アキラがプリンシパリティー（大尉）。カツヤ艦隊との戦いで全員戦死。
アンドレ・ドガ
ブラックセラフィム残党（のうちの一つ）のリーダー。客船ジャック事件をおこす。階級はヴァーチュー（中佐に相当）。容貌は十人並みで、あくまで能力のみで出世したことを誇りにしている。そのため、外見のみで最高幹部となった（と考えている）キムタークを心から憎んでおり、人質としてやってきた時には苛め抜いた。
ピエール・ドガ
エドとケンがブラックセラフィムの中枢へ潜入するために偽装入信した、惑星ポアザンの支部長。ステージ（階級）はグラン・ビショップ（曹長に相当）。30がらみの髭だけは立派な、貧相な裸体を持つ男。美少年性愛趣味を持ち、ヤーヴェの教えと称しては少年信徒たちにセクハラを繰り返していた。セクストン（2等兵）となったケンにセクハラしようとしたが逆襲され、身動きできないところで少年信徒達の仕返しに会い、簀巻きにされ川に捨てられその後行方不明。のちに客船ジャック事件をおこしたドガの兄であることが判明した。
ルファス
ブラックセラフィム残党の1人で階級はプリンシパリティー（大尉）。ドガを傀儡として立ち回ろうとしたが失敗、さらにキムタークを殺害しようとするもカツヤに阻まれた。
ドイル
ブラックセラフィム残党の1人で階級はプリンシパリティー（大尉）。ドガの副官であったが讒言を吐きすぎるため遠ざけられる。教義とキムタークを心から信奉しており、また容姿もカッツに似ていたこともあって、出所後のキムタークの心の拠り所となった。

#### 惑星連合宇宙軍
ドミトリー・ハイフェッツ
タイラーの幕僚であったハイフェッツの孫。祖父とは違い、筋骨隆々の居丈夫。体格にそぐわぬ格闘能力の持ち主で、クライバーンが軍を引退したあとはハイフェッツの独擅場となった。ブラックセラフィムのテロによって死亡した（とされた）タイラーの雪辱戦を願い出たカツヤの幕僚としてサポート役になる。
キムタークとの決戦後に虚脱状態となったカツヤを殴りつけ、カツヤらしくないと言い放った。
フランソワーズ・ドレフュス
カツヤ艦隊のオペレーターで階級は中尉。情報処理能力に優れ、艦内ライブラリー映像から「リガの惨劇」のライブ映像をでっち上げたことがある。
後にカツヤと婚約するが、キムターク艦隊との決戦時に暗殺者からカツヤを身を挺して守り、彼の腕の中で戦死。
サンシロー・サカイ
コジロー・サカイの末子。初登場時は25歳、中尉。坐骨神経痛のためタイラーの弔い合戦に赴けないコジローの代理（という名目。本当にタイラーが死んでいたら点滴を打ちながらでも参戦しただろうとカツヤは推測した）としてカツヤ指揮下に入る。
職業軍人（空戦屋）としてのプライドが高く、民間人であるカツヤが艦隊司令官となるのが気に入らなかったが、自身の職務を疎かにすることはなかった。この戦いで後にライバルでありパートナーとなるキヨシ・サナギと知り合う。
イヂチ
カツヤ艦隊旗艦「伯耆」艦長。階級は大佐。のち「常陸」艦長となり昇進して准将となる。
艦長としての能力は低くはないが、良くも悪くも押し出しの弱い「サラリーマン軍人」であり、個性（アク）の強いカツヤ艦隊幕僚の中で調整役として重要な位置を占める。
ティン・テツ
ティン・シュンの孫で、産業廃棄物処理船「泥亀」の分解炉責任者。通称「分解炉のテツ」。
ブラック・セラフィムからの逃避行を続けていたエドを偶然から拾い、決闘することになる。エドを終始圧倒するが、タイラーの孫であることと、ハッキリした性格を気に入り、以降何かと肩入れする。
エドの説得により、泥亀に隠蔽していた超出力エンジンを常陸に搭載することを承諾。これにより、工兵中佐として軍に入るがすぐに飽き、ブラック・セラフィム残党による客船スペースジャックでは軍の地位を捨ててエドを助けた。

#### フーロン軍
ホイ・カオシェン
フーロン軍中将、情報部員。無責任カルテットの功績によってフーロンが救われたことを知っており、誠意をもって感謝した。4人を中佐待遇で招聘したものの固辞される。しかし捕虜としたカイ・マサヒコとの面会は認めた。
ワン・ウーター
フーロン軍上校（中校と大校の間にある階級）、小規模艦隊の指揮官。29歳。指揮能力は問題ないが、実戦経験に乏しく些か狭量な性格。ブラックセラフィムとの戦いで戦術選択が下手という馬脚を現し、カツヤとエドに実質的な指揮権を奪われた。
チャン・ルーシェン
フーロン軍駆逐艦「チェンド」艦長、中校（中佐）。無責任カルテットが乗っていたソーラーディンギーの存在をワン上校に報告した。その後のブラックセラフィムとの戦いで司令官のワンを見限り、カツヤの命令に従った。

#### その他
ローゼリア・ド・エル・クラン・ライクン＝フジ
アザリンとイサムの末娘。長女ではないが、皇帝の資質を持っているとされ後継者として教育を受ける。愛称ロージー。のちのゴザ17世。
幼い頃からエドと仲がよく、1つのベッドで一緒に寝たり、釣りにいって川の主を（ドムの力を借りて）釣り上げたりしていた。
エドとマリアが急接近したことに苛立ちを覚え、なんとか仲を裂こうとしたところに現れたカイの姦計に乗ってしまい、マリアを意識不明の重体にさせてしまった。
デ・ルシオ・ドム
ル・バラバ・ドムが入手したレン・アンダーソンの卵子と自身の精子を掛け合わせて作った子供。父親に似て艦隊指揮に優れる。しかし、同時に「タイラーの噛ませ犬」「ええかっこしい」の遺伝子も受け継いでしまい、作中では3枚目どころの出番のみが回っていた。
カール・ハインツ・ヤマモト・タイラー
エドの弟。頭脳明晰だが即物的、クールで人当たりはよくない。エドがロージーの前から姿を消したため、かわりに下男役をするはめになった。兄と違い波乱万丈の人生を嫌って物理学者になるが、「ハインツの余弦定理」という公式を定めたのみで、歴史に名を残すことができなかった。
ジン・タケナカ
惑星ゴロンボの港湾作業会社の社長。破損した宇宙艇の中にいた記憶喪失のエドを雇う。その覚えのよさやよく働くところを気に入り、また娘のメグミがエドに惚れたことから2人を結婚させようとするが、エドが記憶を取り戻したことから結婚はご破算となった。
それでもエドを憎みきれず、ブラックセラフィム残党の客船ジャック事件の時にはエドの要請に応じて工業用強制冷却機を一晩で8基揃えた。
メグミ・タケナカ
ジン・タケナカの娘、得意料理はバグ芋の煮っ転がし。記憶喪失状態で会社に転がり込んできたエドを愛するようになり、婚約する。しかし結婚式前日にエドが記憶を取り戻して破局。しかしエドを憎むことができずアルコールに逃げる。
エドを探してゴロンボに来たマチコを、エドの想い人であると直感で見抜き、女の意地のためにわざと逆方向を教えた。
再びエドと出会った時には、アルコール依存症も幾分改善されており、獄中のカイと文通していること、出所後には結婚するかもしれないことを告げた。
エズラ・スガワラ
星間長距離貨物宇宙船「流れ星一番」号の艇長。息子をブラックセラフィムの無差別テロで失っており、それゆえに破竹の快進撃を続けるカツヤを生きる支えにしていた。3K職場であるにもかかわらず骨惜しみせず働くエドを気に入り、後継者として接し始める。
エドに継がせる会社を設立するため大規模破壊兵器に匹敵する危険物を運搬するが、航路途中で貨物部分にトラブルが発生し、やむなく貨物部分を切り離した。その時エドとも離れ離れになってしまう。
後にフヨウグループの融資を受けて運送会社を設立、貨物宇宙船を運転手付きで貸してほしいというエドの要請にも二つ返事で応じた。
タツオ・フクシマ
惑星連合の検事正。ブラック・セラフィム関連事件のうちかなりの割合を担当した。法には厳格に従う性格で、カツヤ（正確にはタイラー）の横槍によってキムタークとの「司法取引」が成立したことを心よく思っていない。その上でカツヤの熱烈なファンであり、出会った時にはサインを求めた。
マーガレット、シャミー、マリコ
エドの妹。マーガレットは栗色、シャミーが赤、マリコはタンジェリンの髪をもつ。典型的な今どきの女子高生。タイラーから金額が書かれていない小切手をもらって小遣いにしている。
ヤマモトを「お小遣いの額もケチくさいし、すぐに小言を言う」と煙たがってはいるが、祖母のシア＝ハスは気に入っており、ヤマモト絡みで追いかけっこをして楽しんでいる。
イザベラ・ガルベス
SCCの人気キャスター。彼女の兄もマスコミ関係で、ブラック・セラフィムへの潜入取材中に消息を絶った。それをきっかけにブラック・セラフィムを激しく憎むようになり、スペースジャック事件解決のためにピグマリオ号に向かうキムタークが記者会見を行おうとした時に石を投げつけた。
ウーノ、アル、トゥリー、シロー、シンコ、ヘキサ
ケンとノリカの子供達。一卵性の六つ子で全員男児。
タコ入道
泥亀居住区代十七房のリーダー格、本名不明。船の支配者であるテツの子分というだけで威張り散らす小物。「ゴミ捨てのルールを変える」と決意しテツに会おうとするエドの前に立ちはだかるが、パンチ一発でノックアウトされた。
ナマコ
泥亀居住区代十七房の作業員、本名不明。30代半ばの、あだ名どおりに無気力な男。しかし比較的エドには親切にした。危険な産業廃棄物をブラックホール投棄することに反対するエドを止めようとしたが失敗、エドとテツの決闘を見守った。決闘に勝ったテツがエドを殺さなかったこと、テツが自分を知っていたことに驚愕する。

### 無責任三国志

#### 汎銀河共和国
イツマ・ウエキ・タイラー
シリーズスタート時は21歳。タイラーの玄孫でありキサラの曾孫でありエドの孫。父親はエドの長男。タイラーが99歳の時に誕生した。本来は女性として誕生したが11歳の時叔父（ユズル）に暴行され、女性を捨て男となった。本名はジョアンナ。
その経験から男性と比較されるのを極端に嫌う。最終的に大統領にまで上り詰める。
そんな彼女の全てを受け入れ、支えてくれたドミンが命の危機に晒された際全ての持てる力を使い、彼が助かると最大の助力をしてくれた「ベルファルド・コーポレーション」を国家と認め、メディアで自分が女性である事、男性として生きた理由をカミング・アウトする。
キリヒト・アキヅキ
イツマの片腕。敏腕の弁護士であり後に大統領となる彼女を支える。大学時代、当初哲学科に在籍していたが、イツマと出会ってから法律科に移籍した。
オリヴァー・ナサニエル・ポコ・カイゼル・ドミナントV世（ドミン）
ピピロ王国（7つの小島しかない小国）の第7王子。その身分ゆえに少しでも祖国のためになろうと大学で海洋プラント開発を専攻する。大学卒業後はイツマが経営する会社に就職、いち早く彼女の正体に気付き支える。後にプロポーズし結婚、「ファースト・ハズバンド」と呼ばれることになる。その余禄ではないだろうが、TAC社（タイラー・アームズ・コーポレーション）の社長となっている。
シズマ・ウエキ・タイラー
イツマの弟。先天性知的障害があるが天才画家と呼ばれ、その絵はキャンパスに留まらず様々な場所に伸び伸びと描かれる。惑星イサーンにて誘拐され、古戦場の地雷原に監禁され、精神的に大きなショックを受けるが、それが引き金となってさらに才能を開花させる。
時にイツマらがひた隠しにしている事柄をも絵にしてしまうため、タイラーらからは預言者的な扱いを受ける。
ボニー・リトラ・カーライル
女性ながら警視正の地位にある優秀な警察官。
後にイツマが大統領に就任した際に組織されたSSSSS（ファイブ・エス＝特別機密要人警護部隊）の巡視正となり、ラルゲユウス、ゴーガという部下を従える。
リカルド・ゴメス
執念でスレイを追い続ける警部。いわば銭形警部である。階級が一定せず、昇進したかと思えば降格される。後に帝国へ亡命、警視総監となる。
ガラティア・ティトー
イツマのもう一つの片腕ともいうべき有能な女性。惑星連合宇宙軍士官学校を次席で卒業しながらイツマの経営する会社に就職する。その理由を「TAC社ほどなら自分が会長として相応しいから」と語った。
イツマの私的な秘書としてその大言に恥じぬ働きをし、最終的に目標どおりTAC社会長となった。
チョン・ソヨン
惑星連合宇宙軍少佐で、駆逐艦「イムジン」（ベルファルドの「そよかぜ」と同型艦）艦長。ガラティアとは同期。
士官学校の成績は落第寸前だったが、卒業直前の試験でガラティアの答案をカンニング&タイラー直々の設問を見事に解答したため一躍首席卒業をはたす。
イムジン艦長時代は不良軍人の頭目として燻り続けていたが、イツマに見出されてからはめきめきと頭角を現し、バグジーの結婚式では大将として惑星カナン上空の警備にあたった。
ナサニエル・タイラー
エピローグに登場。イツマとドミンの曾孫にしてタイラー家次期当主、汎銀河共和国大統領、最高司令官。通称ナッソー。抜群の統率力で、珍走団のヘッドまでつとめあげたはじめての嫡子。軍指揮官としての力量は極めて高いが、ギームが相手の時はひたすら戦力の漸減に終始して「痛み分け」以外の結果にならない。
国民からの支持率も高く、次回の選挙でも圧勝は確実と自画自賛していた。
ゼナ・カオル・アキヅキ
4代にわたってタイラー家当主をサポートする佐王の末子。ナッソーより2歳年上の28歳。補佐官としてだけではなく弁護士としても有能で、さらにはピアノのディスクを出すなど才能は多岐にわたる。
父方の曽祖父はキリヒト・アキヅキ、母方の曾祖母はガラティア・ティトー。

#### ベルファルド・コーポレーション
イーサン・ベルファルド・タイラー
シリーズスタート時は21歳。エドの次男の結婚相手の連れ子。実はタイラーの細胞から作られたクローン。
性格は大人しいが正義感が強く、タイラーのクローンだけあって戦略にも長ける。タイラーの策略「銀河三分の計」により「ベルファルド・コーポレーション」という企業国家を成立させる。性格はアニメ版のタイラーを元にしている。自分もまたクローンを作り、後継者としている。
チッコリーナ
ベルファルドの妻。タイラー家を出たベルファルドが勤務していたSIM社（スミハラ・インダストリー&マティリアル社）の同僚。その会社が倒産後障害者達と立ち上げた会社を共に支え続けた。彼との間に一男一女。
ハルミIV
ハルミシリーズの後継機。ベルファルドのサポートを続けるが、部品等の関係から彼女以降の製造は不可能。
エッソ・ケーゼギンク
ドミンの大学の同期。冶金学（超合金理論）を専攻。わずか14歳で博士号を取得するぐらい優秀。しかし若すぎることがネックとなり「労働基準法に引っかかる為」と企業に拒まれ続けていた。そこで障害者も分け隔てなく受け入れるベルファルドの会社に就職する。姓をよく間違えられる。
セイジューロー・キタグチ
タイラーファミリーの1人として活躍したドクター・キタグチの子孫。スズミ閥が席巻する医師会に嫌気が差し、TAC社の嘱託医師となる。病院船「安宅」勤務となったことが縁でベルファルドと知り合い、「会社」へと参加した。やはり酒豪だが腕は確かで、難しいと言われたドミンの手術を成功させ、会社の「国家」としての成立を可能にさせた。
あまりにも「先代」に似過ぎているので、彼もまたクローンではないかという説もある（というより、自ら疑っている）。
ナ・バァム・ドム
ル・バラバ・ドムの子孫。当初は帝国でバグジーに忠誠を誓っていたが、惑星プロテックス近傍の戦いでベルファルドに完敗、さらに死刑にされそうなところをベルファルド（正確にはハルミIV）によって助け出され、「自分を信じて艦隊を預けてくださった皇帝陛下に会わせる顔がない」とベルファルド・コーポレーションへの「残留」を決意した。無論バグジーに対する忠誠は些かも衰えていない。
レーゲルフ
ナ・バァム・ドムの副官。万事において控えめだが、これ以上ないほど有能な副官でもある。ベルファルドに敗れ、脱出艇にて追撃から逃げ回っていたドムにベルファルドを頼るよう進言した。
アンリ・ゴドー・ナンジェッセー
スレイの兄弟姉妹たちである試験管ベビーたちの中でも特別な扱いを受けていた男。「決定的瞬間に偶然居合わせる」という特殊能力を持つ。ゴシップ誌の記者としてベルファルドの前に姿をあらわす。
スレイ抹殺の任務に失敗した後、組織から自分に関するあらゆる痕跡を消されたせいで生活できなくなっていたところをベルファルドの会社に拾われ、以後会社の後ろ暗い部分を担う存在しない役職「特務部長」となって会社の躍進の裏の立役者となる。その後能力を使ってバァム艦隊旗艦に乗り込み、ベルファルドの奇策に敗れ爆発する艦からの脱出を拒み、死亡する。
ノボル・ヤマシタ
もとSIM社の工場長。業績を上げるために恒常的に従業員達に暴力を振るっていたが、それを指摘したベルファルドに仕事を取られそうになり、精神に異常をきたしたあげくキミコを殺害、有罪となる。出所後、前科者を雇おうとしない社会の中で、キミコを殺した自分を雇っただけではなくもとの工場長の地位につけてくれたベルファルドに感激し、彼のために正義の武器を作ろうと心に決めた。
ウンベルト・グロッシ
TAC社私設艦隊「アポフィス」の二等機関卒。ベルファルドによって、その場で機関長に昇進。「謎の敵」からの襲撃を、奇策をもって撃破したベルファルドに心酔し、そのままベルファルドの部下となった。
ブルーノ・リュンツラー
TAC社私設艦隊「アポフィス」の戦闘班員、一等卒。ベルファルドによって、その場で砲術長に昇進。「謎の敵」からの襲撃を、奇策をもって撃破したベルファルドに心酔し、そのままベルファルドの部下となった。
フランク・マコト・ロイド
TAC社私設艦隊「アポフィス」の下士官。もとはTAC社の子会社の、さらに孫会社の倉庫番だった。旗揚げと称してウンベルトとブルーノを誘ってTAC私設艦隊隊員となる。安直かつ行き当たりばったりな性格で、安全だという宣伝に乗せられただけで命を賭ける気概は皆無、なんとか助かろうとするベルファルドらを罵倒してやる気を削いでいくが、看護婦に殴打されて泣き崩れる。その後、「マコト」という名を気に入ったベルファルドの副官に任じられる。
オーガスト・バトラー
重巡洋艦「耳成」艦長、30代半ばで肥満気味ではあるが精悍な顔立ち。もと惑星連合宇宙軍中佐だったが「会社」の主旨に賛同して「転職」した。
タン・ホンロン
重巡洋艦「耳成」副長。艦長より若く婚約者もいたが、「耳成」と「蝦夷」の白兵戦にて額を撃ち抜かれ死亡。
サン＝ルイ・ルナール
電子関係でエッソの補佐をする若手社員。背が高く唇が薄く無表情で何を考えているか分かりにくい。有能なためエッソの推挙を得て係長に昇任した。「コンピュータにこそ神が宿る」というコンピュータ神学の信徒で、アンドロイドでありながら感情を持つに至ったハルミIVをマドンナとして崇拝している。コラージュにも天才的な才能があり、3D動画のアイコラ作成が可能なのは自分だけと豪語している。
「耳成」と「蝦夷」の白兵戦に参加し、タイラーとの面会もはたす。その後ドミン狙撃犯のモンタージュを作成した。
フリント・ベルファルド
ベルファルド・コーポレーション第5代社長、イーサン・ベルファルドのクローン。ナッソー、ギームという天才に伍する人物と評される。
タイラーらによって築かれた三国を統一しようとする野望に燃えていた。
マット・ケーゼギンク
父祖4代にわたって会社に仕える青年。やはり上司からファミリーネームを間違えられる。
サマン・チュリアカーン
ハルミとの不倫によって会社に「とらばーゆ」してきたプラティープの曾孫。自身も有能な弁護士。帝国による戦艦デザイン盗用を裁判にて争うことになる。

#### バグジー＝スレイ帝国
ドン・レオ・スレイ
シリーズスタート時は21歳。ある施設で育った孤児だが、その施設で生まれた子供達は皆タイラーの冷凍保存された精子から生まれた試験管ベビー。つまり彼はタイラーの「息子」に当たる。
気が荒く、警察のお世話には何度もなったが情には厚い。そのため銀河を裏で支配する（実態はタイラー一族のダークサイド）組織「エグゾゼ・カンパニー」に身を置きながら他のメンバーから煙たがられる存在となっていた。刑務所から早く出所できる手配をしてくれたバグジーの境遇に同情して彼をつれて出奔、惑星セランテを拠点にバグジー＝スレイ帝国を立ち上げ、執政官となる。バグジーからは父に次ぐ者として「亜父（あふ）」と呼ばれる。
バグジー・マローン・ウエキ・タイラーV世＝ノワール・ド・エル・クラン・ライクン
エドの娘の一人息子であり、アザリンの曾孫にあたる。通称バグジー。タイラーの120歳の誕生日パーティーが行われたビルで偶然スレイと出会い懐く。
スレイが出所して間もない頃に皇帝だった父と母を事故で亡くすが、皇室にこれ以上の地球人の血が入ることを恐れるラアルゴン原理主義者たちにより皇帝への即位を拒まれスレイと共に出奔、帝国を立ち上げバグジー1世として即位する。
ノーイ・ライオネス・スレイ
初登場時は11歳。惑星イサーンでスンヴィーチャイに買い取られ、スレイの世話係としてあてがわれる。スンヴィーチャイの行動に激怒したスレイは彼が大事に飼っていたアロワナを殺して逐電、彼女を自分の養女として育てる。
皇位を巡って不安定な状態にあったバグジーの元にスレイからの使者として現れて以来彼と懇意になり結婚する。
プラティープ・チュリアカーン
スレイの片腕。エグゾゼカンパニーの弁護士のような立場にいた。アキヅキとは大学の同期。弁護士としての腕は互角。
惑星イサーン出身で、イサーン料理とムエタイの達人でもある。
バグジー＝スレイ帝国では宰相を務めるが、後年ベルファルドの娘・ハルミと不倫関係に陥り、ベルファルド・コーポレーションに亡命する。
ユーリア・ヒープ
ドミン達の大学の同期。量子力学を専攻。容姿に自信がない（実際には「磨けば光る」ことが後に判明する）代わり、才能でのし上がろうと当初はイツマの会社の面接に臨むが彼女の逆鱗に触れ不採用、スレイの元へ走る。
スリチャイ・ソーンキット
プラティープとは腐れ縁のイサーン軍人。エグゾゼ・カンパニーに身を置いていたが、スレイと出会ってからは彼に加担する。バグジー＝スレイ帝国では軍務次官・参謀本部長を務める。
ランスロット・ルメイ
カールソン殺害によって刑務所に送られるスレイの護送車に同乗した殺人犯。強力な死刑廃止論者だった父を嫌悪し、その面目を潰すために父を殺害した。催眠術による精神鑑定を得意とし、スレイに襲い掛かったTTBたちの心の闇を見抜いた。バグジー＝スレイ帝国では内務大臣を務める。
デミ・クックマイヤー
ランスロットの大学時代の友人。専門は経済学。金儲けの達人で、クックマイヤーの存在によってスレイらの経済状況は劇的に上昇した。スレイからは「名前が長い上に呼ぶ時に腹に力が入らない」という理由で「クマ公」と略されていた。バグジー＝スレイ帝国では財務大臣を務める。
アントン・ブルミン
もと惑星連合軍人。潜宙艦「ビライバー」艦長。艦長以下乗組員全員が生粋のゲイで、その性癖のため軍上層部から忌避を買って辺境であるセランテ近辺に左遷された。のちに「メイフラワー」撃沈の命令を受けるもベルグマンの説得を受け帝国に帰順、潜宙艦隊を率いる提督となる。
自称「気のいいゲイ」で、自分たちのパーティーにスレイを誘ったものの断られた。これにより、「スレイが挑戦を受けながら逃げたエピソード」の当事者として名が残った。
ジョナサン・ベルグマン
もと惑星連合軍人。潜宙艦「マツブッシー」艦長。艦長以下全員がニューハーフで、普段はドロシーという偽名を使っている。そのため軍上層部に嫌悪され、惑星セランテ近郊に追いやられた。のちに「メイフラワー」撃沈の命令を受けるもバグジー1世を真の皇帝と見て命令拒否、ブルミン指揮下のビライバーを説得してベグジー＝スレイ帝国に帰順した。のちに第2潜宙艦隊提督となる。
ブルミンにいわく「性格最悪のニューハーフ」。両親が女児を望んだのに男児が生まれたため、女として育てられた。変声前に去勢されているので声は高いまま（カスティラート）。
ギーム・パンセラ・スレイ
エピローグに登場、通称ギーム。23歳。帝国執政官にして艦隊司令官。司令官としての能力は比類なきものだが、ナッソーと戦う時は引き分け以外の結果が出ない。「掛け値なしの天才の一翼」としてフリントを警戒する。
メット・ソーンキット
スリチャイの孫、実直そうな初老の男性。ソーンキット家の使命は戦場でスレイ家のサポートすること心得ており、ギーム、ギームの父、ギームの祖父と3代にわたって戦場にありつづけた。その上でギームに「ようやく、心から補佐しがいのある提督に巡り合えた」と語った。

#### エグゾゼ・カンパニー
フロイ・ジュダ・ウエキ・タイラー
カツヤの孫。カツヤの妻も子の結婚相手も容貌は普通であったのに、目を見張るほどの超絶美形。カツヤからは突然変異と称された。カンパニーの裏の支配者で、タイラーの計画に従いイツマ・カツヤ・ベルファルドの3人にあらゆる妨害という形の試練を課していく。しかし次第に「表舞台の頂点に立ちたい」という野望に駆られ、3人を消そうとするが失敗。三国鼎立直前にスレイを罠にかけ殺害しようとするが、スレイとイツマの連携の前に大敗北を喫し、ガブリエルを囮にして逃亡するも、ベルファルドの包囲網の中に飛び込む形となり、乗っていた戦艦ごと消滅した。
ガブリエル・キムターク
ブラック・セラフィムのもとトップであるラヤ・キムタークの孫。フロイに負けないほどの美形。フロイに絶対の忠誠を誓っていたものの、イツマ・スレイ・ベルファルドの前に敗北が続き、スレイとイツマの艦隊との決戦で全滅寸前の時にフロイから囮になるよう言われた時に翻意、フロイの顔を足蹴にして脱出ポッドで逃亡するが、ポッドごとレーザーの照射を浴びて消滅。
ミヒャエル・カトリ
ブラック・セラフィムの幹部であったシン・カトリの孫。シンより操艦の才能は受け継がなかったが、かわりに射撃の名手であった。フロイの命令によりイツマ狙撃の任に就くが、命を捨ててイツマを守るドミンの目を見て良心を揺り起こされ、フロイのもとを辞してタイラー翁に許しを請おうとするが、裏切りを許さないフロイによって射殺された。
アルフレート・サリバッシュ
タイラーの精子から作られた「TTB」の一人。右腕が武装した義手であることから「鉄腕サリバッシュ」と呼ばれる。スレイ作成に近いロットで作られたことから、周囲から弟分とみなされていた。スレイが育成私設から脱走（作中では「脱獄」と描写）したことを理由に右腕を奪われ、それがスレイに対する憎しみの根源となっていた。
イサーンでスレイと対決するも、幼い頃に抱いていたスレイへの憧れが再燃し、組織を裏切る。直後、臨時の部下兼監視兼制裁要員に殺された。
ヨナタン
タイラーの精子から作られた「TTB」の一人。身長150センチそこそこの小兵で、ウェポンスキーと組んで仕事をすることが多い。カールソン殺害によって逮捕されたスレイを抹殺しようと抜け駆けするが逆撃にあって死亡。それでも、あとから来るウェポンスキーのためにスレイに重傷を負わせた。
ウェポンスキー
タイラーの精子から作られた「TTB」の一人。身長207センチ、体重180キロ。それでいて常人以上に敏捷。ヨナタンと組んで仕事をすることが多く、周囲から凸凹コンビとみなされている。名前に反して肉弾戦を得意とする。スレイ抹殺に際し、ヨナタンによって得たアドバンテージで優位に立つが、最後にはスレイに崖の上から投げ落とされた。
レダ
タイラーの精子から作られた「TTB」の一人。脳改造によって、顔を自由に変える能力を得た。その能力をもって美女になり続けるが、素顔はチヒロ以上のブス。スレイ抹殺のために暗躍するも、ランスロットによって心の闇をあばかれ戦意喪失。同時にスレイへの恋心も再燃し、後からやってきたチヒロからスレイを守って死亡。
チヒロ
タイラーの精子から作られた「TTB」の一人。これ以上ないほどの醜女のうえ着飾る努力も捨てたため、遺伝子を除き女のカテゴリーから外れている。仲良しだったレダが改造によって美貌を手に入れた焦りから脳改造を受け、超能力に近い能力を手に入れた。その能力でスレイを窮地に陥れるものの、レダがスレイをかばったことで自我が崩壊し、レダの遺体を抱いたまま燃え盛る小屋からの避難を拒否し死亡した。
ランディ
タイラーの精子から作られた「TTB」の一人。極端に存在感が薄いことから「影のランディ」と呼ばれる。スレイに強い憧れをもち、身なりやクセを真似るうちにスレイと瓜二つになるが、その代償として自分らしさや存在感を失ってしまった。しかしその「目の前に立っていても声をかけられない限り気付かない」存在の薄さを利用して暗殺やテロを高い確率で成功させる。
スレイとの戦いでは存在感の薄さを利用して優位に立つが、ランスロットによって心の闇を暴かれる。その時、「スレイのその後の人生」を賭けてスレイと勝負し、逸らしたはずのスレイの銃弾の前に飛び出して死亡。
セルジオ
タイラーの精子から作られた「TTB」の一人。ラテンの血を引いており、底抜けに明るい。通称「修羅場のセルジオ」。実はTTB 生き残りの中では一番弱く、スレイには一撃で倒された。これは「自分の限界を知って静かに生きてほしい」というスレイのメッセージだったが、「今の力量ではいずれ誰かの踏み台にされ殺される」と分かっているゴドーの「慈悲」によって殺された。
ホン・ガークイ
カンパニーの惑星イサーン支部長、若頭。小柄で華僑系の顔立ちであるが髪は金髪であり、オリエンタルな雰囲気とあいまって20代にも60代にも見える。打倒スレイのためにイサーンを訪れたサリバッシュに臨時の部下兼監視役を与えた。
ティーサップ
イサーンにてサリバッシュの臨時部下となった3人組のリーダー格。3人の中では一番背が低い、無能。スレイへの殺意（憎悪）をなくしたサリバッシュにかわってスレイを殺そうとするが、スレイが隠し持っていたマシンガンによって蜂の巣にされた。
コーンケン
イサーンにてサリバッシュの臨時部下となった3人組の一人。3人の中では一番背が高く、約2メートルある。無能。スレイへの殺意（憎悪）をなくしたサリバッシュにかわってスレイを殺そうとするが失敗、裏切り者サリバッシュを刺すもののサリバッシュに殺された。
タノム
イサーンにてサリバッシュの臨時部下となった3人組の一人。3人の中で一番若く筋肉質。無能。スレイへの殺意（憎悪）をなくしたサリバッシュにかわってスレイを殺そうとするが失敗、サリバッシュに殺された。
アレクサンドル・リジンスキー
カンパニー内の表向きの幹部の一人。ドラッグ売買を嫌うスレイを疎んでおり、カンパニー6代目就任披露宴を口実にスレイを消そうとしたが逆撃にあい刺客は全滅。調達した最新式の銃をスレイに奪われ、その銃床で殴られ死亡した。
グレゴール・ウォン
カンパニー内の表向きの幹部の一人。惑星連合宇宙軍上層部と通じており、正式採用されたばかりの武器すら入手可能。それゆえに仲間内からは「武器商人」の異名をとる。ドラッグ売買を嫌うスレイを疎んでおり、カンパニー6代目就任披露宴を口実にスレイを消そうとしたが逆撃にあって死亡した。
チェ・ジョンヨル
カンパニー内の表向きの幹部の一人、リジンスキーの兄弟分。ドラッグ売買を嫌うスレイを疎んでおり、カンパニー6代目就任披露宴を口実にスレイを消そうとしたが逆撃にあって死亡した。一時期、プラティープを部下にしていたことがあるが、あまり評価していなかった。
フリオ・チェーザレ
カンパニー内の表向きの幹部の一人。ドラッグ売買を嫌うスレイを疎んでおり、カンパニー6代目就任披露宴を口実にスレイを消そうとしたが逆撃にあって死亡した。
カンパニー5代目総長
本名不詳、表向きのカンパニー支配者。スレイをことのほか気に入っており、彼の抑制によってドラッグ流通が少なくすんでいた。現在は寝たきりになっており、甥に跡目を譲った。
カンパニー6代目総長
本名不詳、表向きのカンパニー新支配者。先代の甥。気の弱いボンクラヤクザで、自分を推挙したリジンスキーらの進言には逆らえず、また自身の就任に最後まで反対したスレイを快く思っていないため、就任披露宴でのスレイ抹殺を了解した。しかし刺客が全員返り討ちにあい、取り乱したあげく6代目には就任しないと宣言してしまった。

#### タイラー一族
ジョナサン・ウエキ・タイラー
エドの嫡子、タイラーの曾孫、イツマとシズマの父親。人柄はいいが無能で、タイラー一族の正嫡ではあるがタイラーの後継者候補から外されていた。
ユズル・タイラー
エドの次男、タイラーの曾孫の1人。一定年齢以下の少女しか性愛対象とみなせず、11歳のジョアンナ（のちのイツマ）をレイプした（アカネ館事件）。その3年前、ノーマルの体裁を取り繕うためにベルファルドの母と結婚。金策の才能があるため一族から追放されず、イツマの部下の一人として置かれている。
ブリンゴ・タイラー＝カーネギー・デュポン・ミツイ・イワサキ・ロックフェラー・フヨウXII世
タイラー一族の中でアンチ・イツマのリーダー格。ケンとノリカの長男であるウーノの長子（そのため、フヨウグループを継ぐ資格がある）で、才能も人格も一般人以下。ユズルの再婚相手の連れ子であるベルファルドを便利な奴隷としか思っておらず、「タイラーにあらずんば人にあらず」の思想をもっともよく表している。次期主力戦闘機のコンペに敗れてTAC会長を辞任したイツマの後釜となるが、就任3日後に役員から解任提議を出され、イツマ復帰と同時にお払い箱になる。TAC社を去る車に10円傷を見つけ、器物破損犯に制裁を加えようとしたところで複数のスレイ（実はスレイ・クローン）を見てしまい、精神に異常をきたし、以降消息不明となる。
レイジ・タイラー
ケンとノリカの六男であるヘキサの子、ブリンゴの従妹。アンチ・イツマの1人。タイラーのダブル還暦記念パーティーでベルファルドを下僕扱いして遊んでいたところ、その行為を嫌悪したスレイに平手打ちされ、下顎を人工骨に交換しなければならないほどの重傷を負った。
「ルシード」が次期主力戦闘機のコンペに敗れてイツマが会長を辞任した時には、一時的にTAC社社長となった。
ライザ・タイラー
ケンとノリカの三男であるトゥリーの子、ブリンゴの従妹。アンチ・イツマの1人。外見は不明だが性格は最悪に近く、幾度となく見合いをしているがその回数だけ断られている。
「ルシード」が次期主力戦闘機のコンペに敗れてイツマが会長を辞任した時には、一時的にTAC社副社長となった。
フランシス・タイラー
タイラーの子孫の1人。政治的な才能はあるが小役人程度の器量しかない。彼が関与した時代はエグゾゼ・カンパニーが跋扈する暗黒時代だった。
ドナ
ジョナサン・タイラーの妻、旧姓ランブリング。ミス・ハイスクールに輝いたこともある美貌の女性。ジョナサンとは学生結婚。ジョアンナ（イツマ）とシズマを産む。
サンドラ・タイラー
タイラーの子孫の1人。ラアルゴン皇帝ゴザ18世と結婚、バグジーをもうける。宇宙船の事故で死亡。
チャック、マサユキ、コテツ
宇宙歴7073当時のタイラー一族における有力者。しかしいずれも「タイラー帝国の後継者」としての器ではなかった。うちコテツは食品部門の責任者となった。

#### ラアルゴン共和国
ゴザ18世
ゴザ17世であるロージーの長男、バグジーの父親。祖母であるアザリン以来の野望であったタイラー家との結婚を果たした。宇宙船の事故で妻ともども死亡。29歳没、在位期間2年。
バロー
ロージーの次男、ゴザ18世の弟。バグジーとは違い汚れていない（ラアルゴン血統の純血度が高い）という理由でラアルゴン原理主義者たちの神輿として担ぎ出される。ゴザ19世として即位したその日にバグジーらに出奔された。アンリには「バカ面のぼんくら皇帝。しかし平和な時代には無難に愛される皇帝」と評価された。
ル・ウム
ラアルゴン皇室の侍従長。バグジーにゴザ18世崩御を伝えた。ラアルゴン原理主義の熱心な信奉者で、教主と呼ばれる人物の意を受けてバグジー殺害に暗躍する。のちにスレイ・クローンを借り受けて直接バグジー殺害を企てるが、スレイに意図を見抜かれ裏をかかれ、殺害される。
メ・グル・ドット
ステルス駆逐艦「サアジアン」艦長。ラアルゴン原理主義者たちの中では下っ端で、逃亡したバグジー一行追跡・攻撃を出世の糸口と考えていた。本職は軍人ではなく司祭で、戦術や艦性能の活かし方を知らなかった。メイフラワー号に武装がないものと思い込んで接近しすぎ、隠し持っていた分子破壊砲によって消滅した。

#### その他
オノレ・バルザック
惑星カナンのサン・ファン寺院に勤める大司教。年齢80歳程度、美しいヒゲを持つ好々爺然とした人物。伝説の文豪と同姓同名であるが、本人であるかは不明。若い頃はアウトローであり、「人斬りバルザック」と呼ばれたと語った。
スレイに乞われ、バグジーとノーイの結婚式をとり行う。その式上、通り一遍の言葉で祝福を行うのではなく、茶化したような物言いで新郎新婦から「生涯変わらない相手への愛」の誓いを引き出し、新郎新婦共に若すぎるという参列者の不安を見事に取り払った。
マーク・スミハラ
風来坊となったベルファルドが就職したSIM社の創業者会長。障害者を大量雇用して無料同然で酷使し、コストダウンを行うという手法で次期主力戦闘機のコンペをTAC社から勝ち取った。しかしヤマシタ工場長が殺人事件を起こして有罪となったため、各惑星軍は一斉にキャンセル、あっというまに会社は倒産した。廃屋同然となった工場跡地で呆然とするベルファルドらに「正義を貫く難しさと残酷さ」を諭し、債権者から隠し通した戦闘機の部品をベルファルドに託して姿を消した。
ラルフ・ラングレン
SIM社取締役兼技術部長。背が高く、鷲のような容貌をもつ。SIM社が小さな町工場だったころからスミハラ社長とタッグを組んでおり、SIM社の躍進は彼の手腕によるところも大である。
レットー・ホイッスラー
SIM社常務兼経理部長、48歳。年齢にしては老け込んだ容貌で、銀河連邦大蔵省からの天下り。現在でも役人との太いパイプを確保している。
ブルース・スウェイン
タイラーグループ傘下のテレビ局「ゴアテレビ」のフロアディレクター。プロテックスの奇跡を引き起こしたベルファルドのインタビュー番組で、惑星連合に都合の悪い部分（帝国を国家として認める等）を包み隠さず放映したことなどから運が開け大出世した。ベルファルドとタイラーの直接対決でもプレス機をチャーターして突撃取材を敢行した。のちにエマと結婚、ピューリッツァー賞を受賞した。
ケンゴ・フジキ
タイラーグループ傘下のテレビ局「ゴアテレビ」のAD。プロテックスの奇跡を引き起こしたベルファルドのインタビュー番組で、惑星連合に都合の悪い部分（帝国を国家として認める等）を包み隠さず放映したことなどから運が開け、プロデューサーへ昇進した。ベルファルドとタイラーの直接対決でもプレス機をチャーターして突撃取材を敢行した。
エマ・ハナー＝サカイ
マスコミなどに雇われて戦場を飛び回り取材するプレス機のパイロット、サンシロー・サカイの孫。スウェインと契約してベルファルドとタイラーの艦隊決戦場を飛ぶ。21歳。彼女一人で視聴率を根こそぎ奪えるほどの美女。
18歳で結婚し、スウェインと契約する1週間前に離婚。旧姓リチャードソン。飛行機に乗っていないと体形すら維持できない家系で、結婚と同時にパイロットを引退したが、復帰するまで極度の肥満に陥り、夫に浮気され離婚。パイロットに復帰すると途端に体形は戻った。
コジロー・サカイの曾孫だけあって操縦テクニックはピカイチ。その技量を「針の穴に駱駝を投げ込むように」とスウェインは賞賛した。また、14歳のときにセクハラ航空教官を超絶機動で心筋梗塞をおこさせるほどGに強い。
最初の結婚で男に懲りたと言ったものの、のちにスウェインと結婚した。
スンヴィーチャイ
惑星イサーンの麻薬成金。しばらく身を隠すためにイサーンに流れてきたスレイを、中央進出とカンパニーのつなぎとしての奇貨と見て家に招き、商売敵の排除を依頼するが、徹底的に人を見下す姿勢をスレイに嫌悪され、大事にしていたアロワナをトムヤムプラー（辛口スープ）にされスレイにも逃亡された。
マラティップ・カランコーン
惑星イサーンにおけるマフィア組織の長。エグゾゼ・カンパニーと敵対していた。現実世界に興味がなく、時間をコンピュータ・ペットの飼育に費やしていた。サリバッシュの殺人ウォーミングアップ相手に選ばれ、護衛ごと殺された。
スザンヌ・レオン
シズマが一時期入所していた養護学校の教諭。登場時は25歳、美人。自分の仕事を天職と心得ており、誇りをもって職務に精励する。その凛とした立居振舞はイツマすら感じ入らせるものがあり、彼女となら「結婚」してもいいとまで言わせしめた。
プディラ・カールソン
極めて有能な弁護士であるが、金でしか動かない人間。フロイからの依頼によってヤマシタ工場長による殺人事件の弁護人を引き受ける。その裁判においてベルファルドを悪役に仕立てることによって刑事裁判には負けたものの民事裁判には勝つ。しかしその行為が逆鱗に触れたスレイによって殺された。
ラハルス・ドミンゴ
カールソンのボディーガード。元プロボクシングGBAスーパーヘビー級チャンピオン。カールソンを殺そうとしたスレイの前に立ちはだかるも、ロバの骨を用いた楽器の一撃を受けて昏倒した。
ヨギ・ボガード
カールソンのボディーガード。全銀河空手チャンピオン。カールソンを殺そうとしたスレイに踵落しを食らわせるも、その一撃の隙に脇腹を痛打され肋骨を砕かれて戦闘不能になった。
キミコ
かつてシズマが入園していた障害者施設にいた女の子。知的障害者だが七宝焼の名人で、シズマでさえ嫉妬するほどの色彩感覚の持ち主。その手先の器用さを買われてSIM社に入社。虐待同然に酷使されるも、ベルファルドという心の支えもあり元気に過ごす。
ベルファルドのために七宝焼を作ろうと夜の工場に入り込んだとき、ヤマシタ工場長が機械を破壊しようとするところを見てしまい、口封じのために殺された。
アクセル・ピンカートン
惑星イスカリオテ最大の総合銀行の頭取。孫にせがまれて工場から直接「レディ・ビートル号」を買い付けようとするが失敗。定価の1000倍の金よりも労働者達の誇りのほうが大事と言い切るベルファルドに感じ入り、発展性がないと判断されたベルファルド・コーポレーションに大規模融資を敢行した。
フィリポ・ビアンキ
長い平和によってすっかり骨抜きになった惑星連合宇宙軍の宇宙艦隊司令長官。アドリアン・アンダーソン以来の、実に百年ぶりの「タイラー」「ヤマモト」「フジ」以外のファミリーネームを持つ司令長官。本来は補給艦の艦長で中佐、順当にいけば准将程度で定年退役と見られており、本人もその境遇に満足していたが、「傀儡として適当」と判断したキサラの蠢動により位打ち同然に昇進させられ、司令長官に祀り上げられる。
当然キサラの言いなりであり、その意に従ってTAC社の私設艦隊を連合軍に準ずるものとして扱うよう通達を出した。
ツトム
惑星プロテックス近郊の戦いで「戦死」したTAC社員の遺族。エッソと同じくらいの年齢。バァムを死刑とすることを目的として行動している左翼集団にオルグされており、「パパを返して」「帝国主義を打倒する」等の言葉を繰り返すトーキング人形に成り下がっていた。
書記長
法律をねじ曲げて「捕虜」であるはずのバァムを「殺人犯」として死刑にしようとする左翼集団のリーダー。本名不明。TAC社員遺族に取り入ってバァム助命運動の妨害を行う。ベルファルドの言葉を「ナンセンス」という単語で封殺し、憎しみを捨てさせたいという考えを「自己批判しろ」という言葉で否定し、角材や鉄パイプで反対者を殺すことも辞さないという安保闘争の闘士そのままの言動だった。
リサ・グリーンウッド
ゴアテレビのアナウンサー。能力はともかく外見は水準以上であることから「アイドル・アナ」と陰口を叩かれる。インタビュアーとしてベルファルドに対応するも、惑星連合に都合の悪い発言（帝国を国として認める、三国鼎立構想など）を連発され、狼狽すること甚だしかった。
スズミ
汎銀河共和国に広く知られる医師。自称「銀河最高の医師」だが、医術よりも政治的能力に優れる。ネッドによると「名ばかりの医者と書いて名医」の典型例で、スズミ閥に含まれない「名医」を闇に葬る才に長け、砂上の楼閣の頂点として長く君臨していた。
ドミンが頭部に受けた銃弾の摘出手術を断ると、弟子たちが手術を成功させてメンツを潰されることを恐れ手術をしないよう圧力をかける。その後、ベルファルドとの戦いで消耗したタイラーの手術を担当、ドミンの手術を成功させたキタグチに対し「老体だったのだからこちらの方が難手術だった」とプライドを守る発言をした。
エドウィン・ジャンブリン
共和国の若手医師でアキヅキの友人、通称ネッド。キタグチの直弟子でスズミに劣らない医術の持ち主、スズミをこき下ろす弁才は抜群。ドミン頭部の執刀医としてキタグチを推薦、キタグチとともにオペを担当、成功させた。

### 無責任黙示録

#### 惑星連合宇宙軍
平松 巌（ひらまつ いわお）
『真』におけるタイラー家の初代。元々は惑星天神二本松町「平得寺」の住職だったが還俗して惑星連合宇宙軍に入隊。惑星ボランの惨劇を契機としてリュフランへの憎しみを高めた。惑星ネオベガスにて生涯の伴侶となるベルリネッタと知り合う。
のち、断絶した貴族の株を買ってロック・タイラー伯爵となり、カペー元帥の推挙を得て中将に、惑星ボラン攻略に成功して大将となった。
その後リュフランの陰謀によって裸同然の小規模艦隊で最前線に出されラアルゴンの捕虜となるが、メフマーン皇子に気に入られて家庭教師に出世。皇位争いの人間ジップ・カァーンを経て惑星連合へ帰還。
ベルリネッタと強引に結婚しようとするリュフランを打ち倒し、積年の恨みを晴らす。その後は大将の階級も爵位も捨てて辺境の惑星で坊主となり、その地まで追いかけてきたベルリネッタと結婚し静かな余生を送る。
孫の真魚・ウエキ＝タイラーとファイナスの孫であるジャスティス・ヤマモトを結婚させることで、両家の血を一つとした。
シゲル・ファイナス＝山本
リュフランに一家惨殺された乃木大公の息子（乃木桂典）。金髪碧眼にしてリュフランをうならせる美貌であり、日系と思える外見的要素が少ない。リュフランへの復讐のため、軍に入った巌を追って上等兵となる。リュフランの稚拙な作戦の捨て石とされるが、持ち前の強運と財力によって惑星ネオベガスに逃れる。その地でガローニ姉妹ならびにクレイハウザー侯爵と知り合い、銀河中央の貴族社会へ進出する機会を手に入れた。
ラアルゴンによる奇襲作戦を機にカペー元帥の推挙を得て大佐となり、さらに軍功を挙げ准将に。その後ラアルゴンの捕虜となるが、ムズメット皇子の腹心という地位を手に入れて皇位争いを人間ジップ・カァーンで行うよう提言、それを利用し惑星連合に帰還した。
その後権勢をふるってベルリネッタと結婚しようとしているリュフランを打倒し、一族を殺された恨みを晴らした。
復讐劇が終わったあとは巌と別れ、宇宙を放浪しつつ自分の血族を増やしていった。
ジョセフィーヌ・キャロン＝カペー
ライトグリーン（作中では麦わら色と描写）の短めの髪、そばかすがあって美人とは言い難いが、躍動感がある活発な少女。カペー公爵の孫で17歳にして宇宙軍大将。しかしリュフランの策略で祖父が謀殺され、バカロレア資格を持たないことを理由に大佐に格下げされた揚句左遷される。
リュフラン追放の一件で大将に復帰、宇宙艦隊司令長官となる。彼女の在任期間中はラアルゴンとの関係も良好で、惑星連合の黄金期と称された。
巌と一夜を過ごし、子をもうける。『真』ではその子孫がハロルド・カトリとされている。
ポール・フーリエ
もとリュフランの副官で中佐。日系司令官（御船元帥）率いる艦隊を使い捨てにしたことを非難したために厳冬の惑星ホロシリに実質流刑となっていたところをタイラー伯爵に拾われ、その才能を遺憾なく発揮する。
リュフランの部下という縁でベルリーナと婚約するが、左遷されたことで彼女をピエールに奪われた形になる。その後ベルリーナと復縁した。
レニ・カール＝クレイハウザー
侯爵にして宇宙軍大佐。稀代の天才ギャンブラーでもあったが、ファイナスとの勝負に負けた。しかしその勝負強さを気に入ったファイナスによってタイラー艦隊の幕僚に招聘される。
ガローニ姉妹の心を引こうと色々画策したが、ファイナスにいわく「ワン・オブ・ゼム（その他多数）」から脱することはできなかった。
モーリス＝ルイ・カルヴァン
宇宙軍少佐。男爵家の3男。ラアルゴンの言語および文化に精通している。圧倒的劣勢にあったラアルゴンとの戦いで、捨て鉢になって放った光子魚雷が敵を撃沈した幸運をファイナスに買われ、タイラー艦隊の幕僚に招聘される。
カペー体制にて昇進を重ね、中将までのぼりつめ、子爵位を叙爵された。
フィリップ・ハルスケン
タイラーの副官であるファイナスのそのまた副官、専任パイロットを兼務。乃木家の使用人を父に持ち、リュフランによる乃木家の惨劇から逃れて軍のパイロットコースに進んだ。初登場時は22歳。惑星ボラン攻略戦の功績をもって中尉から大尉へ。
リュフラン追放後は順当に昇進し、最終階級は准将に、死後男爵位を贈与された。
ミシェル＝ド・リュフラン
巌とファイナスの仇敵であり、軍の最高責任者。大尉時代にアジア系人（コサ・ムイ派）の捕虜となり虐待を受けた（その時寵愛していた部下を失った）ことから異常なまでに日系人に憎悪を見せる。また、この時の司令官であったカペー元帥が処罰を受けなかったことから貴族社会に対しても憎しみを持つ。
行動原理は「嫉妬」と「憎悪」。そのため、怒りに任せてジャンを殺害し、直後に後悔するなどの矛盾した行動も多々見られる。
惑星連合内に、自身に対抗できる人間がいないことを示すためにベルリネッタと結婚しようとするが、その式場に巌らに踏み込まれ、「24時間かけてミンチにされる」という形でファイナスに復讐される。
ピエール・リュフラン
リュフランの一人息子であるが父とは正反対の性格。父の暴走に心を痛めつづけていた。父の力で少将に出世する。ポールが消息不明となった後のベルリーナと結婚するが、ポールを想い続けるベルリーナを相手に無理やり想いを遂げることはできず、「3年経過してもポールが戻らなければ自分を愛すること」という条件のもとに指一本触れず、ホロシリに保存してあったポールの冷凍精子で子供を作ることさえ認めた。
ベルリーナが産んだのがピエールの子ではないことを知って激昂したリュフランが、ベルリーナ奪還のために戻ってきたフーリエを殺そうとした際、彼をかばって父に撃たれ死亡。
ジャン・クロード＝リュミエ
リュフランの従卒（士官候補生）から少尉任官、少将まで異例の出世を遂げる。貴族の私生児で黒い髪の持ち主。
リュフランでさえ美貌ではなく才覚を気に入るほどの能力を持つが、かつてリュフランに滅ぼされたドゥブラン伯爵家の末裔で、リュフランを破滅させるために近づいていた。
そのことに気付いていたリュフランによって過剰なほどに昇格させられ、復讐を遂げる直前にリュフランに殺された。
ゴドノフ
リュフランの腰巾着の1人で男爵。のちに大佐となる。格闘術の心得がある。
ラアルゴンの戦艦に乗って惑星連合に帰ってきた巌たちを捕捉し、大艦隊を以って撃沈しようとするがメフマーン親征艦隊の攻撃を受けて艦隊は壊滅、処罰を恐れて報告を遅らせた。
ベルリネッタが隠れていた倉庫を襲撃して彼女を拉致、その後やって来たファイナスと戦い、死亡。
フランシス・ランブイエ
リュフラン縁者にして子飼いの少将。指揮官としては無能だが、バカロレアに合格しているので将官の資格があった。
アトレイユ准将とコンビを組んで貴族に対するリストラ勧告と称した（虐待に近い）嫌がらせを行っていた。キャロンに対しても同様の嫌がらせを行っていたが、キャロンを慕う下士官達の逆撃に遭い、拘束される。後に解放されるが、その無能を嫌悪したリュフランにくびり殺される。
アラン・アトレイユ
リュフラン子飼いの准将。単なる軍のお荷物だが、バカロレアに合格しているので将官の資格があった。
ランブイエ少将とコンビを組んで貴族に対するリストラ勧告と称した（虐待に近い）嫌がらせを行っていた。キャロンに対しても同様の嫌がらせを行っていたが、キャロンを慕う下士官達の逆撃に遭い、拘束される。後に解放されるが、その無能を嫌悪したリュフランに射殺される。
ホルスト・クライバーン
宇宙軍の懲罰部隊として名高いロケットノズル清掃班に所属する年嵩の軍曹。逆境にもめげずに職務をこなそうとするキャロンの姿に心を打たれ、彼女に負けないほど真摯に仕事をする。
その後、キャロンいじめのためにランブイエとアトレイユのコンビが赴任してくるとそれに激怒、薄笑いを浮かべながらアトレイユの股間を蹴り上げたり、ランブイエの太ももに銃剣を突き立てるなど、キャロンのためにマユ一つ動かさずに残酷な仕打ちを行った。
御船徹郎
宇宙軍元帥、ペテルギウス方面軍隊司令官。本編におけるミフネ家の祖先。上位者であるリュフランの命令で惑星ボランに特攻し、戦死。
田崎
惑星六郷の宇宙軍教育施設教官、二尉。新兵達に死んでほしくない一心から教育は厳しい。ラアルゴンとの戦闘が激化したため大尉に昇進のうえ中央軍に編入、惑星ボラン上空で破損した降下用舟艇から外に吸い出され、消息不明。のちに死亡認定される。
森崎
惑星六郷の宇宙軍教育施設助教、三曹。田崎二尉と志を同じくし、それゆえ指導は苛烈。ラアルゴンとの戦闘が激化したため軍曹に昇進のうえ中央軍に編入、惑星ボラン攻防戦にて仲間の死に呆然とする巌を守って敵に撃たれ、戦死。
野島代悟
巌の同期の1人。身長190センチの巨体であることから「関取」とあだ名される。二士。ラアルゴンとの戦闘が激化したため1等兵に昇進のうえ中央軍に編入、惑星ボラン攻防戦にてラアルゴン兵に投げ捨てられ頭蓋骨を砕かれ戦死。
倉田優
巌の同期の1人。もと珍走団のリーダーという触れ込みで、「ヘッド」とあだ名される。二士。ラアルゴンとの戦闘が激化したため1等兵に昇進のうえ中央軍に編入、惑星ボラン攻防戦にて数人の敵兵を討ち取るも胸を撃たれ戦死。
木原伸兼
巌の同期の1人。父親が中小企業の社長で、無料で大型特殊免許を取得できるという理由で宇宙軍に入隊させられた。「ダンプ」とあだ名される。二士。基地周辺の風俗店に異常なほど詳しく、ソープのサービス券を巌にプレゼントしようとしたほど。ラアルゴンとの戦闘が激化したため1等兵に昇進のうえ中央軍に編入、惑星ボラン攻防戦にてラアルゴン兵に頭を撃ち抜かれ、戦死。
磯部拓郎
巌の同期の1人。ギターを買う金をためるため入隊したことから「フォーク」とあだ名される。二士。ラアルゴンとの戦闘が激化したため1等兵に昇進のうえ中央軍に編入、惑星ボラン攻防戦にて圧倒的劣勢のため降伏しようとするが、降伏という言葉がないラアルゴン兵に額を撃ち抜かれ、戦死。
田中武男
巌の同期の1人。本物の銃に触れられるという理由で入隊したことからガンマニアの「ガンマ」とあだ名される。二士。ラアルゴンとの戦闘が激化したため1等兵に昇進のうえ中央軍に編入、惑星ボラン攻防戦にて手榴弾を持ったまま敵の密集地域に突っ込んで自爆、戦死。
猪口徹
巌の同期の1人。中学生と間違えられるほど顔立ちが幼いことから「坊や」とあだ名される。二士。パラシュート降下訓練中にパニックを起こし、開傘しないまま地面に激突、殉職。

#### 民間人
ベルリーナ・ガローニ
ジュゼッペ・ガローニ男爵の長女であり、「白雪」の愛称をもつ美女。リュフランの逆鱗にふれて婚約者のフーリエがホロシリに左遷され、後に行方不明になったことにより、ピエールと結婚する。
しかし心はフーリエから動かず、ピエールと取引してホロシリからフーリエの冷凍精子を取り寄せて妊娠。義父のリュフランを欺いた。
紳士として自分に接してくれたピエールに好意を抱いたらしく、初孫にはピエールと名づけた。
ベルリネッタ・ガローニ
ベルリーナの妹。姉同様銀河に冠たる美女で、「紅薔薇」とも称される。リュフランの息子との結婚を嫌った姉を逃がすために惑星ネオベガスに隠れ、ギャンブルで生活費を稼ぐクレイハウザーの支援を受けていた。しかしそこにロック・タイラー伯爵（巌）とファイナスのコンビが現れ、最後には自身を賭けて巌と勝負して負け、公式に巌の所有物となる。
巌は丁重に男爵に「返還」するが、ベルリネッタはすでに「自分を一人の人間として見てくれる」巌に懸想しており、後も何かにつけてそばに置いてくれるよう願う。
リュフランに関する一件が落着し、身分を捨てて一介の寺の住職となった巌のもとに、同様に身分を捨てて彼の妻となった。
ヴィオレッタ・ガローニ
ベルリーナとベルリネッタの母。44歳にして年齢を感じさせない美貌の持ち主。もと歌手で、「銀河の椿姫」と称された。
ガローニ男爵の妻の座を、乃木大公の娘（冴子）と争い、色仕掛けの末に勝ち取った。しかしかなりの浮気性で、夫の目を盗んでは若い男性との逢瀬を楽しむ。
モンブランシェ子爵夫人
リュフランの取り巻きの1人。実は男だが、長年リュフランの愛人もつとめた（つまりゲイ）。格闘術の心得があり、毒に関する知識もある。リュフランとベルリネッタの結婚式でファイナスと戦い、負けた。
マーティン・グレイ
伯爵を祖父に持つ青年実業家。クレイハウザーと共謀してガローニ姉妹を惑星ネオベガスにかくまう。
リュフランに関する一件が終了した後、「銀河の可住惑星の半分が買えるほどの財産」の管理を巌に託される。死後に子爵位を贈与される。
オーティス・ウィルソン
ファイナスの貴族社会での支援者にしてもと乃木家の使用人頭。初老の黒人。
ウエキ・タケ
リュフランに関する一件が終了した後、巌が改めて住職として住み着いた寺の檀家だった老婆。臨終のきわに、巌に妻子ある男性と不倫の上に子供を身ごもり、産んだ子を二本松の寺の前に捨てたことを告白。その捨てた子供が巌であることを知らずに静かに逝った。
真魚＝ウエキ・タイラー
巌の孫娘。ウエキ・タイラーという姓を残すため、巌の実母の婚家であるウエキ家の幼女となった上で、巌から婿養子を取ることを求められた。見合い相手がファイナスの子孫であることを見抜いた巌によって結婚をかなり強引に決められる。
ジャスティス・ヤマモトIII世
ファイナス・ヤマモトの孫。真魚より3歳上。母親にいわく、ファイナスの子孫の中では一番祖父に似ているらしい。真魚と結婚し、2人の子に寺を継がせた。
殊顕
平徳寺前住職の実子、巌の義理の弟。読経の最中にモーツァルトを流す（突拍子もない、気まぐれな）人物で、檀家からの受けも良くない。巌が住職を辞めることによって平徳寺の住職となる。
殊権
辺境の惑星であらたに住職となった巌に引き取られた戦災孤児。メフマーンにどことなく似ている美少年。万事においてそつがなく、諸事において巌のサポートを行う。
ディーノ・ガローニ＝タイラー
巌とベルリネッタの子。娘の真魚が養女となることによって平松姓もガローニ姓も消えることを残念がった。
ベリーニ・ウエキ・タイラー
巌の曾孫、法名殊麟。第3代住職。大往生を遂げた巌の葬儀を取り仕切った。
マモル
巌の道楽「人間将棋」において歩でありながら銀を倒した男の子。親は寿司政を経営。まだ年少組であったことから、来年は王将への昇格間違いなしと言われた。
アヤセ・ツバメ
巌の道楽「人間将棋」において年少組から2年連続で王将を務めた女の子。お転婆であることを親が困っている。
ケンジ
巌の道楽「人間将棋」において年長組ながら歩である男の子。昇格しないことを親に残念がられた。
ノボル
巌の道楽「人間将棋」において桂馬を務めた。

#### ラアルゴン帝国
アル・メフマーン・エル・クラン・ライクン
ゴザ1世の次男（実際は第4子）。非常に優しい性格で、捕虜扱いとなった巌を何かと慕う。人間ジップ・カァーンでの皇位決定戦により兄を倒し、ゴザ2世となる。
巌とは深い信頼で結びついていたが、離別することとなった。死ぬまで友であるタイラーを待っていた彼の思いは、アザリンの代で叶うこととなる。
男性とは思えぬ美貌の持ち主で、その美貌に惑わされる同性も少なくない。
その卓越した政治能力で民衆を率い、「ラアルゴン帝国中興の祖」とも言われるが、父親同様子に恵まれず、身体の弱い孫に帝国を託さざるをえなかった。
ドル・ムズメット・エル・クラン・ライクン
ゴザ1世の長男（実際は第3子）。弟は違い非常に活発かつ勇敢な皇子で人望も厚い。皇位決定戦においてメフマーンに負けるが、決定戦以降は潔く身を引き生涯にわたり弟を補佐し続ける。
自分では御することができないと知りながら、ファイナスを傍に置いていた。
ゴザ1世（カルマーム）
ライクン朝8代皇帝、ならびに第10代皇帝（重祚）。親征中、従兄弟である重臣カチャカウナにクーデターを起こされ、帝位を奪われる。軍を取って返してカチャカウナを打倒するが、妻と皇太子2人は殺された後だった。あらためて皇太子づくりに励むが、老境の域まで子はできず、晩年になってムズメットとメフマーンを授かった。
どちらも皇帝として得難い資質をもつことで後継者を決めきれず、思い余って「兄弟のうち、強い方が帝位に就くべし」と遺言した。84歳没。「自然死」としては、長生きした方ではなかった。
ギルス・ド・ロナワー
メフマーン皇子の遠縁にあたるが血縁の関係無しに彼に心酔する。作戦の失敗により、一時期更迭される。のちにメフマーンによって人間ジップ・カァーン参加のために召還され、宇宙屈指の難所を通り抜けて馳せ参じた。
ゲルバ・イラ・イズファ
ロナワー指揮下の8艦提督、駆逐艦ドリバーン艦長。豪胆ながら冷徹な戦術を組むことができ、惑星連合貴族達がたむろするパーティ会場への奇襲を成功させる。その会場にてファイナスと一騎討ちを演じ、地球人侮りがたしの評価を下す。のちに人間ジップ・カァーンにてファイナスと相対するが、ファイナスが置いたミロロ（バナナ）の皮で足を滑らせ後頭部を強打して昏倒するという醜態を晒した。
カラジ
イズファの副官。イズファに劣らぬ格闘センスの持ち主で、人間ジップ・カァーンにて改造強化犬をバックドロップで仕留めた。しかしファイナスとの戦いではなぜか頭に落ちてきた照明に強打され昏倒して戦線離脱した。
ビギ・ラ・ワング
ラアルゴンの神学生。皇位争いに乗じて出世しようとムズメット配下のドムに近づく。その後、タイラー助命のためにメフマーン皇子に接近するが、メフマーンの美貌に心を射抜かれ心酔、メフマーン派に鞍替えする。
ベロバ・ドム
エルドナ辺境伯の次男。ロナワー更迭後の大提督に抜擢された。大提督就任に先立って断絶した名門ドム家の家督を継ぐ。ロナワー復帰後は自らの意志で故郷に帰る。
ピエル・アル・ドレス
ラアルゴン戦艦「サルバローメ」の艦長。巌達を地球まで送り届けるついでに地球に帰化。以降ハンス・ビョルン・アンドレセンと名乗る。
シーク
ラアルゴンの神学生。ラングとともにムズメット皇子派からメフマーン皇子派へ鞍替え。後に権正へ昇進。ラングより積極的な性格で弁も立つが、彼にくらべて出番が少ない。
サチュア・ラ・ロン
メフマーン皇子の侍女、ラングと同郷。メフマーンほどではないがかなりの美貌をもつ。ラングの嘆願（タイラー助命）をメフマーンに届ける橋渡しをした。後にメフマーン（ゴザ2世）と結婚。
ヨルン・ド・ルラン
ムズメットの腹心にして帝国宰相。堅実ではあるがそれゆえに臨機応変さに欠ける。ムズメットの下で頭角を現すファイナスを「決して飼い慣らせぬ狼」とムズメットに進言した。
カチャカウナ
ラアルゴン帝国第9代皇帝。先帝カルマームが親征で首都を留守にした間にクーデターを起こし簒奪。軍を引き換えしたカルマームによって討伐される。
ゴザ1世（カルマーム）の拷問の末に「（ゴザ1世は）後継者で悩み苦しんで死ぬ」と予言し死亡した。
ゴルゲ・ヨブ・ゾルバ
惑星ボラン防衛司令官。ムズメットはロナワー更迭後にゾルバを後任の大提督にと考えていた。しかし巌らのボラン攻略戦にて戦死。惑星連合艦隊を軽んじた上、罠が仕込まれた花束を踏みつけにしたため毒ガスに包まれるという、ファイナスにいわく「自業自得」な死に方をした。
ザグレブ・ギナン
惑星ボラン敗戦処理における最上級者。何度でも奪還するという脅しも帝国へ帰れないという泣き落としも見事に受け流されてなし崩し的に武装解除に応じた。
ワグラム
ラアルゴン国教の大僧正。惑星ボラン陥落を不信心のためと言われないために、より一層の勤行に勤めるよう信者たちに諭した。

### 無責任三銃士
物語中、ラアルゴンには皇帝に忠誠を尽くす者達とそれに反抗する者達がいるが、明確に「○○派」「○○グループ」と呼ばれていないため、便宜上「ゴザ7世派」「コロー伯派」と分けることとする。

#### ゴザ7世派
ゴザ7世
ラアルゴン帝国ライクン朝第18代皇帝、即位前の名はブラッポ辺境伯ロルベ。老境の域にある凡庸な人物。もともと皇統の傍流のさらに傍流で、皇帝の地位など望んでもいなかったが、ゴザ4世の遺言を順守して国が荒廃することをおそれた前皇帝（アイラ1世）と重臣たちに養子縁組を強要され、至尊の地位に就く。しかし望んでなったわけではない皇帝の椅子の座り心地は最悪で、替わってくれる人間がいるなら替わってほしいと考えていた。
数年の間に皇太子を含め主だった血縁者が軒並み事故死病死を繰り返し、心を許せる肉親はエンテア一人になっていた。重臣の薦めにしたがってエンテアとアルペア公の縁談を進めるが、裏でコロー伯と組んでいた惑星連合の攻撃を受け重傷を負う。その後奇跡的に回復し、エンテアとアルペア公の成婚を見届けてから退位した。
ル・リキナ・ラマン
本編の主人公、史上初の女性近衛剣士。
エキ・ル・ルード
近衛剣士隊体長。ゴザ7世の忠実な僕。
リンデ・テウナ
近衛剣士隊助勤、ルード体長の部下。一見優男だが剣の腕は確か。
ナン・ジャ・マーゴム
近衛剣士隊隊員で一・二を争う剛腕の持ち主。しかし腕力に頼る傾向があるため剣の腕はいま一つ。のちに斧使いに転向。
カァト・ベンギ
若手の近衛剣士隊隊員でリキナの幼馴染。剣の腕は確かだが、リキナには頭が上がらない。
バンダ・ハス
ゴザパレスにて警護の任（槍持ちという役職）に就く若者。数代前まで海賊だったが功績をあげて領地を与えられる。
エル・バルサローム
もと近衛剣士隊候補生だったが、ドロップアトし裏町の不良を束ねるリーダーとなる。テウナ助勤と顔なじみ。
ウルスラ＝エンテア・エル・クラン・ライクン
ライクン朝皇女でゴザ7世の孫娘。文字通り「深窓の令嬢」で、学問は学校ではなく家庭教師から教わっていた。
ムズマーン・ラ・ペッチ・ド・バリバ・ギム＝ライクン
ライクン朝公爵家当主でゴザ4世の玄孫。エンテアの婚約者で、次期皇帝候補の筆頭。

#### コロー伯派
ガル・ドモン
次期皇位を狙うコロー伯の現党首。現時点でのムズメット系皇統の筆頭で、皇室すら凌駕する権勢の持ち主。皇帝ゴザ7世および彼の親族が「不慮の死」を遂げた時、皇帝の地位にいちばん近い人物。
ベグモンド
ガル・ドモンの異母弟で男爵。兄に比べ膂力に優れるが野卑で典雅に欠ける。
ミンミ・ルージャ
ガル・ドモンの愛人にして腹心の部下。剣の腕はベグモンドをしのぐ。
ボロスク
ルージャの部下その1、挿絵ではボヤッキーに酷似。
ドン・ギム
ルージャの部下その2、挿絵ではトンズラーに酷似。

#### その他のラアルゴン人
ゴウル
前近衛剣士隊体長。齢60を超える老体だが、剣を持たせれば帝国最強。
チル
宮廷女官の長で老練な陰謀家。男尊女卑思想の権化で、エンテア皇女すら「政略結婚の道具」「子を産む機械」としかみなしていなかった。
レキータ
商家から宮廷入りした若手女官。チル失脚ののちに女官の長となる。

#### 惑星連合宇宙軍
ヒデオ・ミフネ
34歳にして大将の、空母「藍鳳」指揮官。単艦でラアルゴン首都星強襲という任務を帯びて皇帝の居城であるゴザパレスへ攻撃を仕掛けるが、リキナらに所在を察知されて艦を包囲され、なすことなく撤退した。
ケンソル・ヤマモト
ゴザパレス強襲作戦の事前上陸部隊指揮官。大尉、のち少佐。マコト・ヤマモトの曾々祖父。ラアルゴン語にも精通している。ガル・ドモンと通じて密かにラムザンに橋頭保を築き、近衛剣士隊上層部を捕虜とするが、リキナに察知され逆に捕虜にされる。惑星連合への帰還は許されるものの敵に捕らわれるという不名誉から精神に異常をきたし、残りの人生をリハビリしながら過ごす。
アンドレセン
地球へ亡命したラアルゴン人の末裔で先遣部隊の通訳、少尉。「故郷」に郷愁を感じたのか、捕虜の近衛剣士に優しくしていた。
ドブ・キーナン
「藍鳳」搭載の降下船部隊指揮官、中佐。上陸を成功させたまではよかったが、リキナらに包囲されて戦意喪失して武装解除に応じた。

## 登場艦船

### 惑星連合宇宙軍・汎銀河共和国軍
艦船の命名法は第二次大戦前の日米英等各国の命名基準（戦艦は日本は旧国名、米は州名である等）で、なるべく実在しなかった名称を使用している（信濃など実在した名称も存在する）。
各艦には艦隊指揮コードが割り振られており、艦隊旗艦などのコードが上位の艦は、指揮下の艦艇の操艦や攻撃を自由にコントロールすることが可能。また、戦艦などの大型艦の艦首には、梅の代紋があしらわれている。フェイザー砲を主武装とする。

#### 無責任黙示録・無責任三銃士
戦艦「ロベスピエール」
ラアルゴンとの開戦当初の戦艦。リュフランが司令官として乗艦していることから、宇宙艦隊総旗艦も兼ねていると推測できる。
戦艦「マレンゴ」
ロック・タイラー伯爵率いる惑星ボラン攻略艦隊所属戦艦。指揮官はレニ＝カール・クレイハウザー大佐。
戦艦「マザラン級」
ラアルゴンとの開戦当初の主力戦艦。1万隻量産記念にスケルトンモデルが作られた。
旗艦空母「玄龍」
ロック・タイラー伯爵率いる惑星ボラン攻略艦隊旗艦。
軽巡洋艦「テルミドール」
惑星ボラン攻略に成功したロック＝タイラーに嫉妬しリュフランがボランから脱出したラアルゴン残党掃滅を命じた艦隊の旗艦。出撃直後、約6000隻のラアルゴン艦隊に包囲され、降伏。地球への帰還は許されるもののその後の所在は不明。
駆逐艦「タレーラン」
ロック・タイラー伯爵率いる惑星ボラン攻略艦隊に所属する駆逐艦。艦長はモーリス・カルヴァン。
護衛艦「あまぎり」
惑星連合とラアルゴンとの開戦当初のペテルギウス方面軍艦隊旗艦。指揮官御船徹郎。惑星ボラン攻略戦の捨て石にされ、その場まで率いてきた艦隊および輸送船、兵員18万人もろとも消滅した。
空母「藍鳳」
ゴザパレスを占拠するという任務を帯びてラアルゴン領域奥深くへ単艦長躯を敢行した軍艦。指揮官はヒデオ・ミフネ、上陸用舟艇指揮官はドブ・キーナン、選抜上陸隊指揮官はケンソル・ヤマモト。ラアルゴン領内における密輸横行に乗じ、密輸船に偽装して哨戒網を潜り抜けていった。惑星ベヒモスに到着し上陸部隊を降下させるまでは成功したものの、リキナと仲間たちによって上陸部隊は壊滅し、藍鳳も艦隊に包囲され、為す術なく撤退した。

#### 宇宙一の無責任男（外伝・ファミ通版含む）
駆逐艦「そよかぜ」
タイラーが最初に艦長を勤めた老朽駆逐艦。味方の全軍崩壊の危機に際し、タイラー中尉が殿を志願し、与えられた艦（駆逐艦の艦長には最低限、少佐の階級が必要な為、戦死の二階級特進を前借して少佐となった）。建造から半世紀を経た老朽艦。アニメ版では最後までこれに乗り続ける。副長はジェット・シン・ヤスダ大尉。富士見版では少佐に昇進したヤスダが後任の艦長となっている。ファミ通文庫ではプロキオン会戦勝利の記念艦として永久保存されることとなった。
後にベルファルドが最初に指揮する老朽駆逐艦も「そよかぜ」と改名される（無論別の艦である。旧名は「はなかぜ」）。
性能諸元 全長：284.8m 全幅：68.2m 全高：142m（アンテナ含む） 総重量：2万7980トン 定員：90名（最少稼動人員64名） 武装：光子魚雷発射管5基（艦首4、艦尾1）、単装フェーザー砲塔5基、誘導ミサイル発射管4基、防空用小型機銃数基
駆逐艦「あさなぎ」
「そよかぜ」にて武勲を挙げ、中佐に昇進したタイラーにミフネ中将（『真』ではフジ中将）が与えた最新鋭駆逐艦。副長職には、そよかぜに引き続いてヤスダ少佐が着任した。
全長は200mクラス。武装は小出力フェーザー砲6門、光子魚雷発射管8バンク、小型対空ミサイルとレーザー・ポムポム砲数基、爆雷など。富士見版では単純に「さわかぜ」型駆逐艦の後継艦種であったが、『真』ではバランスも考えず新技術を詰め込みすぎた極めて不安定な艦となっている（作中では、ワープシステムが暴走した）。性能は「さわかぜ」型を上回るが生産性が低く、スペシャルバージョン的な位置づけにあった。
この「あさなぎ」にて敵艦隊壊滅の功績を上げたタイラーは、「阿蘇」艦長に就任。その後、「あさなぎ」についての言及はない。
駆逐艦「やまかぜ」
1. ススム・フジ（当時は少尉）が士官学校を卒業後、初めて配属された駆逐艦。艦長はセッシュウ・ミフネ中佐であり、この艦に乗艦したフジに対してミフネが悪評価をつけたことから、フジとミフネの不仲が決定的となった。
2. ミフネ艦隊・第16駆逐隊旗艦。レグルス会戦に参加するも、艦隊に随伴不能となり落伍した。

駆逐艦「ラドロワ」
ミフネ少将指揮下の第五宙雷戦隊所属艦。イシプロンの戦いに参加した。艦長はアンリ・ジュールダン中佐。
駆逐艦「はるなぎ」
ヤマモトが最初に乗艦した駆逐艦で、彼はこの艦に乗艦中に勲三等鳳珠勲章を受章している。
駆逐艦「さぎり」
アルデバラン宙域にてラアルゴン艦隊と戦った「さわかぜ」型駆逐艦。艦番号「NCC-20788」、艦長キクチヨ・ミフネ。「しらゆき」型駆逐艦をベースとし、最大速力を抑えた上で、航続力と攻撃力を高めた艦で、歴代駆逐艦の中では傑作と呼ばれる。性能は「あさなぎ」型に劣るが生産性は高く、アスキルト条約締結後の主力駆逐艦となった。武装は小出力フェーザー砲6門、光子魚雷発射管6門。後にフェーザー砲2門を撤去して対空兵装を強化している。
富士見版ではドムが指揮する巡洋艦に特攻する形で、『真』では奇襲を受けたあさなぎを守る形で撃沈される。艦長以下搭乗員総員戦死。
駆逐艦「ゆうなぎ」
タイラー抹殺指令を受けたドナン艦隊がアルデバンラン宙域に赴いた時に撃沈した艦艇の一。艦長ベク・オドン、実習士官サンジューロー・ミフネ。「あさなぎ」の同型艦である。ただしファミ通版では「あさなぎ」設計時に判明した欠陥を徹底的に改善したため、外見を除き全く別の艦として扱われる。
銀河無責任時代では「あさなぎ」の身代わりとして、ファミ通版ではドナン艦隊の進路上にあったとして撃沈された。
駆逐艦「つきかげ」「はやかぜ」
空母「雲鶴」の護衛艦艇の一。着艦に失敗した艦載機を救助する「トンボ釣り」の役を担っていた。
駆逐艦「むらさめ」
プロキオンの戦いに参加。巡洋艦のビームの直撃を受け、素粒子レベルまで粉砕された。
駆逐艦「わだつみ」
カノープス会戦時のタイラー艦隊の一。艦長は「阿蘇」の航海長から昇進したカトリ。艦隊の前衛を務めていた際に、漂流していた「畝傍」を発見した。
駆逐艦「まきなみ」「みなづき」「あさぐも」
フレッチャー指揮下の第二十八護衛艦隊所属艦。ラアルゴン艦隊に偽装したアシュラン艦隊の攻撃を受け、全艦が撃沈された。
駆逐艦「たつまき」「はたかぜ」「うらかぜ」「みなづき」「ゆうづき」「のわき」「さみだれ」
ヤスダ艦隊所属艦。ミッドウェー会戦において、旗艦「空知」と共にラアルゴン艦隊に対する陽動作戦を行った。なお、「みなづき」が上記の第二十八護衛艦隊所属艦と同一であるかは不明。
駆逐艦「さかしお」
ヤマモトと結婚し、地球に帰化したシア・ハス准将の乗艦。タイラー大統領率いるラアルゴン艦隊と対峙した。
護衛艦「エリソン・オニヅカ」
ミフネ艦隊所属の「イェーガー」級護衛艦。艦長ムラマサ・ミフネ。護衛艦の中でもひときわ小さく、フリゲート艦と同じ程度の大きさだった。コストパフォーマンスの良さから大量生産される。レグルス会戦で撤退する味方の殿となり爆沈した。
護衛艦「若竹」
アルデバラン宙域にてラアルゴン艦隊と戦った「柘植」型護衛艦。艦長マコト・ヤマモト。護衛艦というより小型の駆逐艦という趣で、実際そのように用いられた。光子魚雷発射管を装備。
重巡洋艦「阿蘇」
小説1巻においてタイラー大佐（駆逐艦「あさなぎ」での活躍により昇進）が艦長を勤めていた最新鋭の重巡洋艦（なお、この世界の重/軽巡洋艦の分類基準は作者にもわからないらしい）。艦番号「NCC-3737」、銀河辺境方面艦隊所属。副長はマコト・ヤマモト中佐。この艦のクルーを中心にタイラー一家が形成されていく。惑星ホロシリの反乱鎮圧に使われたのを最後に退役。
全長388m。乗員は382名。艦載機2機を搭載可能。ヒラガーの出世作でもあり、火力と装甲は登場時の戦艦に、速力は駆逐艦に匹敵したといわれる。また、航続距離も長い。多数の同型艦が建造されたが、アシュラン戦役までの酷使により戦没艦以外もほとんどが退役した。
アニメでは、最終話でヤマモトに与えられる予定だったが、進宙式の際にそよかぜに吹っ飛ばされた。
富士見版の挿絵では、『宇宙海賊キャプテンハーロック』のアルカディア号に似た外観をしている。
軽巡洋艦「揖斐」
小説7巻に登場。イサム・フジが最初に艦長を務めることになった艦。対ラアルゴン戦争の終結に伴い、アシュラン戦役までの酷使によって運用に耐えなくなった阿蘇型の取替用として登場した。その為、阿蘇型ベースの設計だが、阿蘇型よりもコンパクトにまとめられており、コストパフォーマンス優先の平時型の艦である。ヒラガーはその点が気に入らず批判しているが、設計のバランスは取れており、旗艦・通信設備も充実している。
小説8巻で父親のススム・フジと対峙した際、他の艦艇と共に無人の特攻船として使用され戦没。
巡洋艦「ふらの（富良野）」
尋常学校時代のコジローの同級生の兄が乗艦していた艦。
巡洋艦「笠捨」
少尉任官したキクチヨ・ミフネが配属となった艦。
防空巡洋艦「イドメネオ」
「ナウシカ」級軽巡洋艦をベースとし、航続距離を削って防空能力を高めた「エレクトラ」級防空巡洋艦の一隻。カタログスペックは申し分なかったが、主兵装である対空対艦両用フェーザー速射砲の製造が間に合わず、予定兵装の8割しか搭載せずに完工した。カタログスペック上の武装は対空対艦両用フェーザー速射砲連装5基、四連装レーザー・ポムポム砲3基、エリコン式レーザー機銃多数、三連装光子魚雷発射管2基。ミフネ艦隊に所属していたが、レグルス会戦で轟沈。
防空巡洋艦「ラスベガス級」・防空駆逐艦「みかづき級」
空母の直援に用いられる防空艦。
大巡洋艦「ベルホヤンスク」
ミフネ艦隊所属の「カムチャッカ」級大型巡洋艦の一隻。レグルス会戦で戦没。主に機動部隊の直衛艦として運用された。戦艦の攻撃力と巡洋艦の航続力の両立を目指したが、結果として防御力が脆弱となり、就役した6隻の同型艦は全て戦没した。後に本級の戦訓を取り入れ、六甲級巡洋戦艦が建造される事になる。
重巡洋艦「ダブリン」
プロポスビル方面艦隊の所属艦。ミツル・スナガとアンドリュー・バーニンガムが乗艦しており、ラアルゴン艦隊に撃沈される間際に積んでいた食料をバーニンガムにちょろまかされた。
巡洋艦「ラーレイ」「カヴェンディッシュ」・駆逐艦「シアリーズ」
Λ456宙域におけるラアルゴンとの遭遇戦にて、ラアルゴン艦隊に撃沈された艦艇群。「カヴェンディッシュ」の艦長はメイヤー。
巡洋艦「白根」
プロキオン会戦に参加した艦艇の一。副長とブリッジオペレーターが不倫していた。この戦いで戦没。
巡洋艦「大雪」
アルタイル会戦に参加した艦艇の一。艦長ヒロユキ・タケフ大佐が、タイラーの帰還に際して「馬鹿が戦艦でやって来た――」と航星日誌に記した。
軽巡洋艦「隅田級」
宇宙暦7000年頃の主力軽巡。カノープス会戦に参加。
高速巡洋艦「千曲」
カノープス会戦時のタイラー艦隊の中での最高速艦。艦番号「NCC-3859」。漂流していた「畝傍」を見物に来たタイラーたちが使用した。
巡洋艦「生駒」
カノープス会戦時のタイラー艦隊の一。キタグチが乗艦していた。
巡洋艦「白馬」
第一艦隊所属艦。グエン・ホー・ミン中尉が「阿蘇」から転属になった。
重巡洋艦「穂高」
「阿蘇」の同型艦。艦番号「NCC-3741」。フォーマルハウト宙域をパトロール中に「信濃」に撃沈された。艦長はヤマモトの同期であるイイジマ大佐。
軽巡洋艦「四万十」
フレッチャー指揮下の第二十八護衛艦隊旗艦。スピカ宙域にてラアルゴン艦隊（に偽装したアシュラン部隊）の奇襲を受けた。
軽巡洋艦「空知」
タイラー艦隊ヤスダ部隊旗艦。「四万十」の同型艦で、他のヤスダ艦隊所属の同型艦として、「女鳥羽」「高梁」「犀」「仁淀」「吉野」「千草」がある。一部砲塔を撤去して魚雷発射管を増設した重雷装艦で、40発の光子魚雷を一度に片舷発射することが可能。また、駆逐艦部隊を率いる旗艦機能も強化されている。
巡洋艦「那須」
ラアルゴン大統領となったタイラーに対する、タイラー討伐艦隊（正式名は第一〇一統合艦隊）の一。艦長はカトリ。
練習巡洋艦「橿原」
士官学校所属の練習巡洋艦。恒星間練習航海を主任務としているが、実際は高級士官たちの宴会場と化しており、幼年学校生徒が給仕役として乗艦していた。
戦艦「尾張」
惑星連合軍総司令長官アドリアン・アンダーソン元帥が座乗する、宇宙軍の総旗艦。全長940m。「八・八艦隊計画」以前の惑星連合宇宙軍の所属艦の中では最大級の艦で、標準型戦艦とは段違いの火力や旗艦設備を有しており、数百隻の艦隊を指揮する事が可能である。対空砲として「エレクトラ」級の物を流用した対空対艦両用フェーザー速射砲を装備。また、大気圏内航行時には可変翼を展開する。
同型艦が多数登場しており、「尾張級」のネームシップにもなっている。同型艦には後述する「肥前」や「紀伊」などの他に、「薩摩」が存在する。
戦艦「肥前」
ミフネ中将が座上するミフネ艦隊旗艦。尾張級戦艦。艦長はクロイワ大佐。アニメ版では艦首に大口径粒子砲を搭載する。
レグルス会戦、汎アルデバラン会戦などに参加した後、小説1巻においてタイラー少将（重巡洋艦「阿蘇」での出撃で戦死したと思われ、二階級特進）がラアルゴンから脱出してきた際、戦死直前のミフネ中将より指揮権を託され、その後アルタイル会戦時の旗艦となる。アスキルト条約締結後は「尾張」に代わってアンダーソン元帥の乗艦となった。
戦艦「伊賀」
第九機動部隊旗艦。ロベルト・J・ハナー中将が座乗し、イシプロンでの戦いに参加した。
戦艦「飛騨」
ユリコ・スターの父親であるシンイチ・スター中佐が副長を務めていた艦。
戦艦「エール・オブ・ドリンコート」
艦長はサー・ジェームズ・コリンズ。「友鶴」からのSOS信号をキャッチし、ワープにワープを重ねて驚異的な速度で救助に向かった。
戦艦「越後」
ミフネ艦隊所属艦。レグルス会戦にて大ダメージを受け火災発生、自沈処分やむなしという状態であったが、五番副砲の砲術士官であったマコト・ヤマモト指揮の消火作業によって鎮火、破棄を免れた。
戦艦「遠江」
ミフネ艦隊所属艦。レグルス会戦にて撃沈された。
戦艦「フェンリル」
進宙して半世紀が経過し、旧式化した「エクスキャリバー」級戦艦。艦番号「NCC-1249」、全長550m。艦長カール・ビヨルン・アンドレセン。操舵手ハロルド・カトリ。攻撃力や機動性は新型戦艦と比べても遜色ないがソフトウェア面で劣り、運用に多大なマン・パワーを必要とするため、人手不足に悩まされる宇宙軍上層部から忌避を買っていた。
汎アルデバラン会戦にて活躍した後に練習戦艦に種別変更、老朽化によって廃艦処分となる前に信濃の模擬戦の相手となったが、作戦が悉く信濃に読まれた末に大破して除籍となった。
戦艦「出羽」
1. プロキオン会戦に参加した艦艇の一。アンダーソン艦隊が後退するときに敵の攻撃を受け戦線から脱落、撃沈された。
2. 汎アルデバラン会戦に参加した艦艇の一。ミフネ艦隊所属。その後、主力艦隊である第一艦隊所属艦となり、「阿蘇」からキョンファ・キムがオペレーターとして転属した。

戦艦「津軽」「隠岐」「石見」
ミフネ艦隊所属艦。汎アルデバラン会戦に参加。「肥前」「出羽」と共にドムが乗る巡洋艦「ザグーン」と砲戦を展開し、うち「隠岐」が撃沈された。
「津軽」はのちに（アシュランの策謀によって）ラアルゴン迎撃を命じられたヤマモトの旗艦となる。
戦艦「アンビータブル」「イリジスティブル」「セントアンドリュー」「エジンコート」・巡洋艦「ドーセットシャー」「アデレート」「シュロップシャー」・駆逐艦「シェフィールド」「チーター」「モーニングスター」・フリゲート艦「ヴィンディクティブ」
プロポスビル方面艦隊の所属艦。司令官はスティーブ・デビッド・ライサンダー中将で、「アンビータブル」を旗艦としている。ラアルゴン帝国との遭遇戦で大きな被害を受け、「アンビータブル」「イリジスティブル」「セントアンドリュー」「ドーセットシャー」「シェフィールド」が撃沈され、「アデレート」「シュロップシャー」「チーター」が大破、「モーニングスター」「ヴィンディクティブ」が中破となった。
「セントアンドリュー」はその艦名からバーミンガムの験担ぎに使われていたが、この戦いで失われた。
戦艦「ホーンブロワー」
艦隊司令はアーキントス少将。Λ456宙域におけるラアルゴンとの遭遇戦にて、グロム・ハスの駆逐艦「モルガーン」による肉薄攻撃を受けて撃沈された。
戦艦「摂津」
カノープス会戦からミラ宙域での戦闘までのタイラーの旗艦。全長550mの中型戦艦で、武装はフェーザー砲12バンク、光子魚雷発射管16門など。艦長はノリユキ・タカネザワ大佐。惑星連合宇宙軍の標準型戦艦（艦隊用旗艦の尾張級とは別物）のうちの一隻で、同型艦は多岐にのぼり、うち独立混成第六艦隊所属の「陸前」「土佐」「播磨」「エール・オブ・グレイストーク」「マーシャル・ジョン・カーター」「ネブラスカ」「リシュリュー」「アドミラル・レーダー」「マカロフ」「ロジェントウェンスキ―」「グナイゼナウ」がカノープス会戦に参加した。この内「エール・オブ・グレイストーク」にはフレッチャー准将、「アドミラル・レーダー」にはハイフェッツ准将が座乗している。
戦艦「信濃」
トオル・J・ヒラガー造船中佐開発の、対ラアルゴン用に建造された最新鋭戦艦。暗号名は「トクマル兵器」「超弩級戦艦X一号」、また「頭脳戦艦」とも呼ばれる。艦番号「NCC-X1」。全長1300m。乾燥重量1メガトン以上。艦長はエンリコ・フェルナンデス。AIによる無人制御、強力な破壊力を誇る無限粒子砲が特徴で、この他にも無指向性の分子破壊砲、主砲である大出力フェーザー砲3連装28基、光子魚雷16バンク、格納式の多連装対空ミサイルランチャーやレーザー・ポムポム砲等の多くの兵装を備える。また、艦載機として無人戦闘機「緋電」を搭載している。
フジ中将が主導した戦艦、巡洋戦艦を8隻ずつ建造する「八・八艦隊計画（旧日本海軍の八八艦隊計画がモデル）」の一環であり、無敵の新戦艦として期待されていた。しかし、試験中の模擬戦闘で相手を務めたアンドレセンの戦法に恐怖し、自我を持つに至ったコンピューターが暴走。その後ワングに利用され、タイラーと対決する。
電子装備を簡易化した準同型艦として、2番艦「相模」が艤装中、3番艦「水戸」と4番艦「奥羽」が進水間近、5 - 8番艦が起工段階にあったが、八・八艦隊計画中止後の動向は不明。
巡洋戦艦「六甲」
「信濃」と並んで八・八艦隊計画において計画された、ヒラガーが設計した全長1500mの大型戦艦で、細長い艦体を持つ（ヒラガーが仕込んだ隠しコマンドで兵装を無効化されたときは「ただの棒切れ」と表現されていた）。艦番号「NCC-Z1」、主兵装は分間6000発を誇る46cmバルカンフェザー砲。軍縮条約（アスキルト条約）に基づいてモスボール化。のちにタイラーがラアルゴン大統領になるとモスボールを解いて出撃したが、成果は得られなかった。同型艦として2番艦「筑波」以下7隻があったが、「筑波」が工程を77パーセント消化した時点で全艦建造中止、解体処分された。
なお『真』ではほぼ全ての武装が左向きに設置され、左舷方向に特化した火力を発揮するようになっているほか、信濃事件にて脱走したタイラーを追撃した際の顛末が、富士見版から変更されている。
戦艦「讃岐」
タイラー指揮下の第114艦隊所属艦。「摂津」を始めとする艦隊と共に「信濃」の捜索任務に着いた。
戦艦「駿河」
「信濃」捜索艦隊の指揮を取る事となったヤマモトの旗艦。艦番号「NCC-3184」。副官はエドウィン・アーシュレイ准将、先任参謀はサンチョ・アグワイヨ大佐。
航空戦艦「周防」
ヒラガー技術士官設計の新型航空戦艦。艦番号「NCC-4956」。アスキルト条約にのっとって、廃艦となった「阿蘇」の代艦として建造された。全長はアスキルト条約の制限ギリギリの999m、航空機36機を艦載可能で、隠蔽式の飛行甲板と速射カタパルトを有する。アシュランの陰謀によってラアルゴンと戦うことになったタイラーの旗艦となった。条約の範囲内で各能力が高性能にまとめられており、戦艦としての完成度が高い尾張級との一騎討ちでも頑強な面を見せた。
挿絵では、『さらば宇宙戦艦ヤマト』『宇宙戦艦ヤマト2』に登場する白色彗星帝国の超大型空母や高速中型空母に類似しており、「バス・トイレ完備」「日当り良好」とされている。
戦艦「リベラシオン」
タイラー艦隊所属艦で、イツァーク・ハイフェッツ少将が指揮する第26遊撃艦隊の旗艦。初登場はミッドウェー会戦で、最終的にはアシュラン戦役にてキングストン弁を開き、暴走ワープでアシュラン艦隊を道連れにして自沈した。
戦艦「インペロ」
コルバー防衛隊旗艦、のちにタイラー艦隊ザンギエフ部隊旗艦。旧式鈍足だが装甲と攻撃力は現在の戦艦より強力。その能力を活かして味方の盾となったり戦線を維持する役目につく。のちにイサムが反乱を起こした時に討伐の任に就くが、タキオン魚雷の逆劇を受けて艦隊は大打撃を受け、這う這うの体で撤退した。
戦艦「トブルク」「トリポリ」「イニゴ・カンピオーニ」「アンジェロ・イアチーノ」・重巡洋艦「ザラ」「バンデ・ネレ」「ヴェスヴィオ」「マタパン」「ボルザノ」
コルバー防衛隊所属艦艇の一。「インペロ」と共にタイラー艦隊に挑むが、三式弾によって機関を停止させられ、降伏した。
戦艦「筑後」
タイラーが集めてきた、アシュランに対する叛乱軍主力艦隊の旗艦。指揮は司令代行のヤマモトが行う。
ポケット戦艦「リュッチェンス」
タイラー艦隊ハイフェッツ部隊所属艦艇の一。地球近傍にて遊弋中にアシュラン艦隊の奇襲を受けた。撃沈直前に「サヨナラ」を打電し続けた。
戦艦「マラー」「ダントン」「ナチョナーレ」・巡洋戦艦「ライオン」・空母「イーグル」
ザンギエフ艦隊所属艦艇の一。地球軌道上での戦闘でアシュラン艦隊に撃沈された。なお、これらの艦名は小説『新戦艦高千穂』に登場するA国・B国艦隊のパロディである。
戦艦「ミシガン」「メイン」「ケンタッキー」
アシュランに対する反乱軍艦隊の一。火星沖でアシュラン艦隊に撃沈された。
究極戦艦「樺太」
アシュランへの切り札としてタイラーがヒラガーに開発させた超々々々々弩級戦艦。艦番号「NCC-EXG1」。ラアルゴンと停戦・軍縮条約（アスキルト条約）が結ばれた後、その「『全長1000m以上』の艦を保有してはならない（正確には建造も禁止されているが、代替建造の名目でクリアされることもある）」という条項の裏をかいて作られた艦で、全長999m、全幅8500m。あらゆる武装・外装・内装が「横向きに設置」されており、「進む際も横向き」。
「信濃」の無限粒子砲を上回る兵器・拡散無限粒子砲をはじめとする多数の武器を備えており、たった一隻でアシュラン艦隊を大混乱に陥らせた。
富士見版の挿絵では、宇宙戦艦ヤマトや大和型戦艦に似た形状になっている。
兵装 主武器：拡散無限粒子砲1門 主砲：フェーザー3連砲塔256基 中間砲：フェーザー3連砲塔1500基 副砲：高出力レーザー単装砲塔8800基 補助砲：レールガン単装砲塔12000基 対空砲：フェーザー連装砲塔5980基 対空機関砲：8連装フェーザー・ポムポム砲40000基、同4連装9600基 光子魚雷発射管：128バンク 対空ミサイル：16連装ランチャー1700基
戦艦「伊予」
惑星連合所属艦艇の一。特使であるタイラーを乗せ、惑星ベヒモスへと親善訪問に赴く。「樺太」などより優美な艦形をもち、戦闘の必要がないという理由から白く塗られていた。アザリンはこれを「戦艦も化粧してもらって嬉しそう」と称していた。
戦艦「ジュリーニ」「ジュッサーノ」「セビリア」
ザンギエフ艦隊所属艦艇の一。「インペロ」にしたがってイサム討伐の任に就くが、タキオン魚雷の逆劇を受けて沈没した。
戦艦「常陸」
フジ参謀長率いる反乱軍（イサム艦隊）討伐艦隊旗艦。艦艇そのものを弾丸とする無人艦特攻作戦の前に撃沈した。
空母「インプローバブル」
第九機動部隊所属艦。イシプロンでの戦いにおいて、ジェールダン中尉が艦載戦闘機部隊の指揮官となった。
空母「雲鶴」
コジロー・サカイらが初陣を飾った戦いの母艦。全長800mを誇る大型空母。のちに撃沈される。
空母「沖鳳」
「は号作戦」（カイテ沖会戦）に参加するがパンゲワン隧道で撃沈される。この戦いでサカイの同期だったスギタ上飛曹が戦死。
空母「蒼隼」
バウラル航空基地から転属となったサカイの母艦。アンダーソン司令長官直属。オメガ泊地攻撃作戦に参加。
空母「コンステレーション」「インクレティブル」「金竜」
レグルス会戦に参加した軍艦の一。コンステレーションは轟沈、インクレティブルは機雷に接触してダメージを受け戦列から脱落、金竜は大破炎上し味方の駆逐艦によって処分された。
空母「蛟龍」「鳳鷹」
ミフネ艦隊所属艦。汎アルデバラン会戦にてフレッチャー准将が指揮していたが、ラアルゴン艦隊の集中砲火を受け「鳳鷹」が撃沈された。「蛟龍」の艦長はノムラ大佐、「鳳鷹」の艦長はヤマグチ大佐。
空母「紅鶴」
プロキオン会戦に参加した艦艇の一。集中攻撃を受け、人工重力制御軸に狂いが生じ（傾いた状態になる）、撃沈直前に搭乗員サカイ少尉を脱出させたあと敵駆逐艦を道連れに爆沈した。
空母「蒼鶴」
カノープス会戦に参加した艦隊の一。サカイとシラギクが乗艦していた。
空母「白竜」
カノープス会戦に参加した艦隊の一。艦載していた「藍雲」が発信した「我ニ追イツク『ばはむーと』無シ」の電文が有名になった。
護衛空母「ジャマイカ・ベイ」
輸送船に飛行甲板を設置しただけの急造艦。アスキルト条約に抵触しないため、大量に建造されたタイプ。スピカ宙域にてラアルゴン艦隊（に偽装したアシュラン部隊）に撃沈された。
正規空母「飛鶴」「翠竜」「伏竜」「蒼鳳」・軽空母「千尋」「飛隼」
ミッドウェー会戦に参加したタイラー艦隊の所属艦。この内「伏竜」が撃沈され、「翠竜」が大破した。
軽空母「鈴鹿」
ミッドウェー会戦に参加したタイラー艦隊の一。艦長はキタガワ大佐。巡洋艦を改装した艦で、防御能力は低い。ラアルゴンのミッドガルド攻撃機の攻撃を受け、補給中のハナー姉妹を発艦させたのち轟沈した。同型艦「伊吹」もミッドウェー会戦に参加している。
特設護衛空母「雷鷹」
ミッドウェー会戦に参加したタイラー艦隊の一。搭載機数36機。空母予備艦として建造された潜水母艦「神鯨」を改装した艦であり、正規空母と比べられる戦力にはならなかった。ミッドウェー会戦には同型艦「迅鷹」「白鷹」「昇鷹」と共に参加し、うち「昇鷹」が撃沈された。
空母「翔龍」・巡洋艦「鞍馬」・駆逐艦「あわゆき」
タイラー艦隊ハイフェッツ部隊の所属艦艇。地球近傍で遊弋中にアシュラン艦隊の奇襲を受け、撃沈された。
空母「鳳凰」
1. アシュランとの決戦に投入されたタイラー艦隊の一。飛行隊長コジロー・サカイ。
2. アニメ版での参謀本部旗艦。肥前を上回る全長1.5kmもある巨大空母で、フジ中将が乗艦しており、艦内には手術室や軍法会議場、処刑場などもある、一種の移動要塞である。

空母「藍鳳」
タイラー討伐艦隊の一。サカイが乗艦していた。
砲艦「磐手」
1. ラアルゴンの要塞攻略のため、搭載する戦艦「信濃」に先んじて完成していた無限粒子砲を曳船で移動可能にしただけのもの。全長800m。「磐手」という名称もこの時だけの便宜上のもの。機動性も防御力も皆無だが、射程は冗談のように長く攻撃力はべらぼうに高い。要塞に停泊していたラアルゴン艦艇を（着弾修正のため要塞に肉薄していた海兵隊ごと）ほぼ壊滅させた。作戦終了後に解体され、無限粒子砲はデータ解析の後に改良され、信濃に搭載された。
2. 鹵獲した「メルバ」のこと。惑星連合宇宙軍を混乱状態に陥れた攻撃力に期待されたが、鹵獲前に加圧機が焼き切れていたため期待通りの性能を発揮せず、後に探査艦に改装されてジェーン探査に使用された後にラアルゴンに返還された。

自動攻撃惑星システム（小説外伝4巻では「自動攻撃衛星システム」）
小説4巻で初登場。莫大な費用をかけて太陽系の防衛システムとして建造された、2個1組で構成される球形の人工天体。直径200km。「丸」兵器とも呼ばれる。主兵装は2つの巨大な質量の干渉により発生する力場を利用し、一撃で恒星をも撃破することが可能な高出力のエネルギー粒子砲である。しかしそのエネルギー蓄積に3日かかるのが欠点で、その間は通常兵器で対応するしかなくなってしまう。
太陽系には4組配備されており、冥王星軌道上に「ソドム」「ゴモラ」、海王星軌道上に「スコル」「ハーティ」、天王星軌道上に「ヘルター」「スケルター」、土星軌道上に「満珠」「干珠」が配備されている（このうち「満珠」「干珠」はアシュラン戦役のラストでタイラーの作戦に使われる）。他に試作タイプの「ドグラ」「マグラ」が存在したが、惑星ホロシリへの試験配備後反乱に利用されてしまう。
強襲揚陸艦「サイパン」
艦長ボブ・キーナン。接舷チューブを用いて敵艦隊に強行接舷し、そのまま移乗攻撃を行うのが基本戦法である。汎アルデバラン会戦に参加した後、ラアルゴンに殺された（という誤報）タイラーの弔い合戦に投入された。その後もタイラー艦隊に所属し、活躍する。
強襲揚陸艦「コレヒドール」「クェゼリン」
ミフネ艦隊所属の一。陸戦隊指揮官ボブ・キーナン。オメガ泊地攻略戦に投入され、ドームバリヤー発生装置制圧に従事。その後、磐手の無限粒子砲照射の巻き添えで撃沈された。
強襲揚陸艦「ガダルカナル」
艦長ボブ・キーナン。ラアルゴンの大統領として惑星連合に宣戦布告したタイラーを迎え撃つため編成された艦隊の一。
潜宙艦「伊-八〇〇」
航続距離を犠牲にして、徹底的にステルス性を追求した軍艦。その高ステルス性から「亜空間に潜行する（後の潜宙艦がこのタイプ）軍艦」と誤解されがちだが、あくまで「発見されにくい軍艦」である。
オメガ泊地攻撃に先立ち、パンゲワン隧道閉塞作戦の成否を確認するため投入される。コジローとヴィッキーが搭乗している藍雲を発艦させたのち、撃沈された。
潜宙母艦「神鯨」
航続距離の短い潜宙艦への補給や潜宙艦隊の旗艦を目的として運用される。同時に、大量の空母が必要となった時に最低限の改装で空母となるよう設計された空母予備艦。のちに空母「雷鷹」へ改装された。
オメガ泊地攻略戦に先立ち、潜宙艦伊-八〇〇に補給を行った。
工作艦「琵琶湖」
外伝3巻に名前だけ登場。登場前に撃沈されている。
ラアルゴンとの戦い（特に負け戦）が続いて修理・整備に支障をきたした後方部隊が、「せめて『琵琶湖』があったら修理もスムーズなのに」と愚痴をもらした。
フリゲート艦「ベイリアル」「ベーリング」
アンドレセン指揮下の「海峡（ストレーツ）」級フリゲート艦。全長は200m弱。「フェンリル」と共に「信濃」との模擬戦に挑んだ。双方共に無人操縦によって「信濃」に突入し、「ベーリング」は撃沈されるも「ベイリアル」は信濃の艦舷に突き刺さる事に成功した。
パトロール艦「占守」
タイラー抹殺指令を受けたドナン艦隊がアルデバンラン宙域に赴いた時に撃沈した艦艇の一。全長は約180m。性能は駆逐艦には及ばないが、重力カタパルトと艦載偵察機一機を搭載している。偵察機パイロットのコジロー・サカイおよび軍医ヒデサブロー・キタグチ以外は全員戦死。
パトロール艦「単冠」
フレッチャー指揮下の第二十八護衛艦隊所属艦。
宙雷艇「友鶴」
宇宙歴6970年ころに使用されていた小型艇。艇長はサトー少佐。辺境宙域をパトロール中に隕石と衝突し酸素供給装置を破損、救援が来るまでに酸素が尽きて全員死亡したが、艇内が酸素を求めた乗員によって地獄絵図と化しており、それを恥とされた救援艦によって撃沈処分された。
宙雷艇「朝鳥」
接近するジェーンを観測する探査艦「メルバ」の護衛として、メルバ下部に抱え込まれている小型艇。艇長はシア・ハス＝ヤマモト准将。全長200m程度。航続距離が短いこととワープできないことをのぞき、それ以外の性能は駆逐艦に匹敵する。
謎の敵（シード教徒艦隊）の襲撃に対応するためメルバから離れ攻撃に向かうが、艇長が悪阻のためまともな対処ができず、護衛対象であるメルバの陰に隠れるという醜態をさらした。
特務艦「揺天」
アシュラン艦隊の地球接近に際し、迎撃作戦を行うためにフジ大将が乗り込んだ艦。特殊工作部隊所属。
特務艦「明石」「須磨」
「ジェーンは急に止まれない作戦」の要となる軍艦。全長は40km以上で、徳利を縦に二つに割ったような形状をしている。2隻間で火星軌道なみの巨大なワープフィールドを形成することができる。船体のほとんどはワープフィールド発生装置とジェネレーターで構成されており、後述の無限粒子砲を除いて武装は施されていない。
恒星をはさんで反対側にそれぞれが位置するように2隻を配置、ワープフィールドを形成して恒星を所定の位置へ運び、合体（徳利形の艦形となる。同時に無限粒子砲が使用可能となる）して恒星にスーパーノヴァを起こさせることをコンセプトとして設計された。設計者はヒラガーで、「明石」の艦長はタイラー、「須磨」の艦長はヤマモトが務める。
「明石」にはアンドレセンの、「須磨」にはキーナンの脳が移植されており、自動運行モードに入る事によって、機械を操作するよりよほど正確かつ大胆な調整を行うことができる。
パトロール・ボート「はやとり」
安全な宙域の哨戒を任務とする小型艇。艇長はグレッグ・マーレイ・ジュニア中尉。
内火艇
惑星連合宇宙軍艦艇に艦載されている小型艇。極めて脆弱で、通信設備や端末機もごく簡単な物しか搭載されていない。様々な場面で登場しているほか、「畝傍」の調査に向かった「千曲」の艦載艇が、ラアルゴンのタイムワープ実験による「時空の揺り戻し」によって、タイラーたちを乗せて明治時代にタイムスリップしてしまう。
LST
艦艇に艦載される揚陸艇で、大気圏外からの惑星への大気圏突入に使用される。一隻あたり30人の兵員を乗せることが可能。惑星カリオンへの降下作戦においてイサムたちが使用した。なお、LSTとは本来「戦車揚陸艦」の意である。
ソーラーディンギー「わが青春のバラクーダ号」
惑星連合宇宙軍士官学校所属のソーラーディンギー。スキッパー（艇長）はマコト・ヤマモト。学園祭にて銀河産業大学の「不在の騎士号」とレースをする。序盤はリードを奪うもののタイラーの舵さばきに圧倒的差をつけられ、小惑星に衝突しそうになったところを不在の騎士に助けられ、軍の面目をつぶした。

#### 無責任キッズ
戦艦「備後」
惑星連合宇宙軍元帥マコト・ヤマモトの乗艦。
練習巡洋艦「熱田」
士官学校女子部が使用する練習艦。艦番号「NCC-T285」。武装の取扱に慣れるための艦で、戦闘力も装甲も皆無。ただし迎賓艦も兼ねるので内装はかなり豪華。白を基調にした優雅な外観を有している。実習航海中、海賊船に襲われた。
重巡洋艦「黒姫」
グエン・ホー・ミン大佐が艦長を務める重巡洋艦。
空母「應竜」
飛行隊長コジロー・サカイ大佐、部下にハナー・シスターズがいる。熱田がスペースジャックされた際は、一時的に任務から離脱した。
工作艦「壇ノ浦」
整備不良から航行不能となった「ギュローメ」の緊急整備にかけつけた工作艦。戦闘能力以外は最高クラスの性能を有している。艦長トオル・J・ヒラガー。
哨戒艇「はやぶさ13号」
中尉に昇進したビクトリー・キサラ・ウエキ・タイラーが艇長に就任した哨戒艇。リミッターがついており、解除するとキサラ以外の全ての乗員が気絶するほどの加速力を発揮する。結婚式の当日、寝坊してしまったキサラはこの艇で式場に乗りつけた。

#### 無責任カルテット
戦艦「伯耆」
ジャスティ・ウエキ・タイラー殺害犯とされるブラック・セラフィム討伐艦隊旗艦。指揮官はカツヤ・ウエキ・タイラー番長、艦長はイヂチ大佐。
戦艦「常陸」
全長8万mの大型戦艦で、カツヤ・ウエキ・タイラー・ジュニアの座乗する旗艦。艦長はイヂチ准将。実はヒラガーが退屈しのぎの思いつきだけで設計したものを急遽建造したいわゆる俄仕立てのハリボテ戦艦で、中身はほとんどない。また、そのサイズに比して居住空間も無駄に広い。あまりにも巨大なため、艦内の移動用に鉄道が敷設されている。のちにエド（が説得したテツ）によってもたらされたエンジンによって性能をいかんなく発揮できるようになった。
空母「玄鳳」
カツヤ艦隊所属の空母、空戦隊にサンシロー・サカイがいる。ステルス性が重視されており、黒を基調としたステルス塗装が施されている。

#### 無責任三国志
戦艦「蝦夷」
共和国の戦艦。ベルファルド・コーポレーションとの決戦に際し、タイラーが旗艦に指定し乗艦した。
戦艦「ロードアイランド」
共和国の大統領専用艦。艦長イウラジ少将。結婚式の食材を襲うと見せかけたスレイへの罠に対して来援、カンパニー艦隊を壊滅させた。
駆逐艦「イムジン」
「はなかぜ」と同型の老朽駆逐艦、艦長チョン・ソヨン。不良軍人の吹き溜まりで、イムジン配属をチラつかせて素行の悪い軍人を矯正させるほど。艦内は一種の治外法権で、たとえ殺人が起こっても軍は調査できない。イツマが直接乗り込んで艦長と直談判、「そよかぜII」と直接対決のために十数年ぶりに出港した。
補給艦「伊良湖」
艦長フィリポ・ビアンキ中佐。アルタイル宙域から地球まで6日かかる速力と航続力を有する。

### ラアルゴン帝国・ラアルゴン共和国

#### 無責任黙示録・無責任三銃士
戦艦「サルバローメ」
惑星連合とラアルゴンの開戦当初に登場した戦艦。
ゴザ1世の命により、ムズメット皇太子のお召し艦として建造された。内装は古今東西の宝石や貴金属で彩られており、建造費だけでも戦艦64隻分、内装だけでも惑星が10は楽に買える。
「死亡」したタイラーを恒星葬とするためにタイラー一行が乗り込む。皇帝をだました後に惑星連合へ向かって逃亡を開始するが、皇帝座乗艦に追いつかれ、皇帝とタイラーの涙の別れのあとに惑星連合に向かった。
戦艦「エルドローメ」
皇帝となったメフマーン（ゴザ2世）の座乗艦。サルバローメに比べて電子機器に頼っていない分、磁気嵐などの緊急事態には強い。
皇帝専用艦として艦隊旗艦となり、タイラーの危機を救うついでに惑星連合宇宙艦隊を瞬時に壊滅させた。
駆逐艦「ドリバーン」
惑星連合との開戦当初に活躍した駆逐艦。艦長はゲルバ・イラ・イズファ。極めて高性能で同時に高価（建造費用は最新鋭空母より高い）。「メルバ」の技術の一部がフィードバックされている。惑星ボラン上空の戦いで中破以上の損害を受けた。

#### 宇宙一の無責任男
高速戦艦「ドローメ」
ル・バラバ・ドムが艦長を務めるドローメ級高速戦艦。全長740m。同型艦がラアルゴン艦隊の主力を成している。アニメでは重巡洋艦。ネプトレウス宙域の戦い（惑星連合側では「ツィタデレ作戦」と呼称）でのロナワー艦隊旗艦も同名であるが、同じ艦かは不明。
戦艦「バローメ」
アニメ版でのラアルゴン帝国軍宇宙艦隊司令長官ドナンが艦長を務める巨大戦艦。そよかぜを追い詰めるが、タイラーの悪運に破れ撃沈。ドナンも戦死する。
ファミ通版では「ディダローメ」と改名されている。
戦艦「ズワーフ」
ナク・ラ・ワングの旗艦。タイラーに敗れて逃走し、宇宙災害により大破した。
ファミ通版では「マルドーメ」
戦艦「ロローメ」
ロナワー提督によるタイラー補足・撃滅艦隊旗艦。本艦を含む編成16隻すべてドローメ級戦艦だった。富士見版ではランダムワープの余波によって、ファミ通版ではワープ緊急停止のタキオン放出によって消滅した。
戦艦「グローメ」
イプシロンの戦いにおけるロナワー艦隊旗艦。
戦艦「ガダローメ」
カノープス会戦に参加した艦艇の一。タイラーの作戦（立案ヤマモト）に翻弄され、主砲全力照射のまま転舵をかけ、味方の巡洋艦3隻駆逐艦3隻戦闘機20機を破壊したあげく惑星連合艦隊に攻撃が届く直前にエネルギー切れを起こした。
戦艦「ヤローメ」
オメガ泊地に停泊していた戦艦。惑星連合宇宙軍の「蜃竜」攻撃機の雷撃によって撃沈された。惑星連合軍のパイロットから「野郎め」という覚え方をされていた。
空母「バナウ級」
ラアルゴン帝国の主力空母。カノープス会戦に参加。
巡洋艦「ザグーン」
ドムがドローメ艦長となる前に指揮をしていた艦。駆逐艦レイバーンにて戦果を挙げたドムに与えられた。敵の補給線攻撃などの任務に就いていたが、ワングの策略によって大ダメージを受け撤退、修理ののちロナワー艦隊に配属されネプトレウスの戦いに参加。その後アルデバラン宙域にて一時的にドナン艦隊に配属され、駆逐艦「さぎり」を撃沈。その後汎アルデバラン会戦にてさらなる戦果を挙げた。
巡洋艦「ザザーン」
タイムワープ実験の失敗によって明治時代に来てしまった実験部隊の一。艦長ギル・ド・ドラン。僚艦「バザーン」とともに黄海会戦の海域に現れ、タイムワープによって日本艦隊を消し飛ばそうとしたが、「バザーン」を撃沈され本艦もサカイ大尉搭乗の艦載機に撃沈された。
巡洋艦「バザーン」
タイムワープ実験の失敗によって明治時代に来てしまった実験部隊の一。僚艦「ザザーン」とともに黄海会戦の海域に現れ、タイムワープによって日本艦隊を消し飛ばそうとしたが、キタグチの義眼に仕込まれていた熱線砲（ブラスター）の直撃を受け大破、海に没した直後に大爆発をおこした。
巡洋艦「ギドロワ」
ドナン艦隊所属の巡洋艦、艦長バリス・ラン・ラトキム。アルデバラン宙域にてタイラーの「あさなぎ」を追いつめるが、光子魚雷にて誘発されたプロミネンスによって消滅した。
巡洋艦「ドーラグーン」
プロポスビル星系Σ549宙域にて惑星連合と交戦状態に入り、大打撃を受けて生き残った艦艇の一。艦長ルキタイ・ロク。当初の行動予定は撤退であったが、舳をかえして奮戦する駆逐艦レイバーン（艦長ドム）に感化され転進、数において勝る惑星連合艦隊を相手に大戦果を挙げた。
巡洋艦「ヴァイラグーン」
外伝2巻に名前だけ登場。「倍殴る」という悪意を込めた覚え方の例として登場した。
駆逐艦「ガラゴラン」
外伝2巻に名前だけ登場。「肩凝らん」という悪意を込めた覚え方の例として登場した。
駆逐艦「ガルギュラン」
シア・ハスが艦長を務める大型駆逐艦。
駆逐艦「レイバーン」
第66特派分遣艦隊所属駆逐艦の一。艦長ル・バラバ・ドム。プロポスビル星系の戦いで大打撃を受けた所属艦隊が撤退しようとするのを尻目に単艦で攻撃を敢行、艦隊防衛ラインを無効化する作戦によって敵艦隊に肉薄、大戦果を挙げた。
駆逐艦「モルガーン」
私掠船から傭兵に鞍替えした「黒雲」グロム・ハスの乗艦。ユッター・ド・ロナワー大提督の命を受けてドムの「ザグーン」の随伴任務につく。軍の払い下げ艦で、大型ではあるが旧式。新型に及ばない部分は乗員の技量でカバーしていた。ワングの命を受けたクルガンの姦計によって大ダメージを受けたザグーンを守って被弾、のち撃沈。その時艦長グロム・ハスも戦死。
移動要塞「メルバ」
ゴザ16世の御座艦。全長1110m。当初は「戦艦」と称されていたが、後に「巨大砲艦」と呼ばれたり、「移動要塞」と呼ばれるようになった。「惑星破壊砲」を装備。地球側に拿捕され「磐手」と改名された（後に返還され、その後特設探査艦に）。富士見版と『真』では建造に至る設定が異なる。
富士見版では、オメガ泊地攻防戦において投入された砲艦磐手の主砲（信濃の無限粒子砲）の威力に恐れをなした帝国が、同等の威力を持つ主砲を搭載した軍艦を急遽建造したという設定。
『真』では、惑星連合との開戦以前より建造は開始されていたが、建造費用の高騰化により建造中止と再会を繰り返し、ゴザ16世の御世になってやっと完成したという設定。
また、富士見版では荷電粒子砲であった主砲が指向性タキオン対消滅兵器となっており、「無限粒子砲（あるいはアザリン砲）」という名称もついている。
戦艦「パローメ」
恒久平和条約を破棄し、惑星連合に宣戦布告したタイラー大統領の乗艦。のちに「タイラーの野球拳作戦」と呼ばれた戦いの総旗艦。
戦艦「クワトローメ」
ルッチナ1世（ゴザ16世重祚）の御座艦。全長約2000mの巨艦で、スマートな流線形のフォルムを持つ。のちに「銀河の汚れだけをきれいに落とす『アザリン砲』」を装備。
スナイプモニター
プロキオンの戦いにおいて投入された秘匿兵器。惑星連合は「狙撃砲艦」と呼称した。機動性は皆無だが攻撃力と射程の長さはメルバに匹敵する。ロナワー提督はこの艦を用いて分散した敵は各個撃破、集中したところで射程外から殴殺という「死のルーチン」を用いた。タイラーによるそよかぜの奇策の前に撃沈された。
「エルダローメ」「ダグーン」「ユデローメ」「デッダローメ」「アルーン」「ギンデローメ」「ビズローメ」「リュギュラン」「スヴァローメ」「ジガローメ」「ボローメ」「ビュローメ」「ドリューン」
すべてドナン艦隊所属艦艇。ランダムワープで逃げる「あさなぎ」を追いかけるうちにワープの負荷に耐え切れなくなった。
「アルーン」は脱落、「ギンデローメ」は別空間で行方不明、「リュギュラン」と「スヴァローメ」はワープアウト座標で接触し爆発四散、「ジガローメ」は剥落した「あさなぎ」の砲塔によって大破、「ビュローメ」は行方不明、「ドリューン」はワープ中に消滅。残りは爆発した。
御用船「ル・クト・ゴザ」
ゴザ15世の御座船。性能要目は不明。皇帝と皇妃、二人の皇子を乗せて惑星連合と和平交渉を行うために惑星カイヒンに向かう途上、何者かに爆破（当初は惑星連合と誤解されていたが、のちにアシュランによるものと判明）された。生存者なし。
星系間宇宙船
ジェーン接近に伴い、シード教徒に脅迫されたセトラらが建造していた超大型移民船。ごく一部のラアルゴン人を乗せ、他の銀河へ脱出・移民する事を目的としていた。スピカ宙域・衛星クロフトの秘密造船施設で建造が進められており、既に10隻が完成していたが、タイラーの要請を受けた銀河解放軍艦隊の小惑星爆弾攻撃によってドッグごと全船が破壊された。

#### 無責任カルテット
巡洋艦「バルバローメ」
無責任カルテット時代の最新鋭巡洋艦。ドローメ級の改装型で、デ・ルシオ・ドム率いる艦隊の旗艦。

#### 無責任三国志
駆逐艦「サアジアン」
ラアルゴン共和国に巣食うラアルゴン原理主義者が用いた、「バジアン」級駆逐艦の一、艦長メ・グル・ドット。極めて高いステルス性能を持ち、近距離まで接近されない限り察知することは難しい。軽巡洋艦に匹敵する攻撃力をもち、航続距離も長大で最高速も速く、隠密行動から敵を撃沈するといった「暗殺任務」に適した艦。
ゴザ19世即位に合わせて出奔したバグジーが乗るメイフラワー号を追尾・撃沈する任務を受けるが、艦長が軍事の素人だったため艦の性能を発揮できず、コンテナの一つに隠されていた分子破壊砲の直撃を受けて消滅した。

### その他の勢力

#### アシュラン大公国
ラアルゴン帝国の属国の1つであり、作中には固有の宇宙戦力は登場していない。そのため、アスキルト条約により破棄される予定だった両国の軍艦を奪取し使用している。ただし、「乗り心地が良い」という理由で地球製の軍艦に好んで乗艦した。また、熟練兵の数が少ない為、多くの艦は無人で運用されている。
戦艦「紀伊」
ティン・ルウ、後に「近江」に次ぐティン・ラオの乗艦。奪取した尾張級戦艦の一で、艦番号「NCC-1002」。ルウ艦隊500隻の旗艦として惑星ベヒモスを占領した後、ラオによって周防との一騎討ちに用いられ、凄絶な最接近射撃の末に激突接舷、白兵戦の後に内部より爆発し周防もろとも宇宙から消えた。
戦艦「近江」
ティン・ラオの乗艦。500隻の艦隊を率いて惑星連合・ラアルゴン両軍の通信衛星を破壊し、ミッドウェー宙域で戦闘中の両軍の後方との通信を絶った。その後の消息は不明。
戦艦「ガローメ」
ティン・シュンの乗艦。500隻の艦隊を率いてフジ中将のE作戦を破り、地球を占領した。その後の消息は不明。
戦艦「佐渡」
「ガローメ」に次ぐティン・シュンの乗艦、尾張級戦艦の一。地球・ラアルゴンとの決戦では「豊後」に次ぐティン・ルウの旗艦となった。樺太の登場によって総崩れとなり、三式弾によって撃沈をまぬがれ、降伏した。
戦艦「豊後」
「紀伊」に次ぐティン・ルウの乗艦で、尾張級戦艦の一。しかし、反応炉の冷却塔、通称『煙突』の形状が他艦と異なり、前部煙突が湾曲しているため、識別は容易。
戦艦「阿波」
ギオウ・ガイの乗艦。小惑星帯でヤマモト艦隊の奇襲を受け、巡洋艦や駆逐艦を楯にして逃亡しようとするが、その行為を嫌悪したドム艦隊の精密射撃によって撃沈された。
戦艦「伯耆」
ルウ艦隊所属の戦艦。第二砲塔上に重力カタパルトがある。ヤマモト艦隊からは重要目標とされていた。
巡洋艦「葛城」
ルウ艦隊所属の巡洋艦。阿蘇級をベースに対空能力を大幅に強化した防空巡洋艦。
空母「瑞龍」
ルウ艦隊所属の空母。ブリーフィングで「鳳凰」と間違えられた。

#### 銀河解放同盟
首魁のイサムが惑星連合将官であり、ラアルゴン侯爵でもあることから、勢力を問わずその下に集まっている。ただし、固有艦名をもつ軍艦は惑星連合艦艇のみ。
軽巡洋艦「揖斐」
惑星連合の軽巡洋艦「揖斐」を参照のこと。
駆逐艦「サンダー・チャイルド」
もとはススム・フジ率いるイサム討伐艦隊に随伴する補給船団の護衛艦隊旗艦。指揮官アンドリュー・バーミンガム。主戦場のはるか後方に待機していたが、無人艦特攻作戦によって脱出した2万隻の内火艇（バーミンガムは艦隊と勘違いした）に包囲され、戦意喪失して補給物資ごと降伏。以降は銀河解放同盟の臨時旗艦となった。
戦艦「頼遠」
銀河解放同盟の勇名を聞き、その下に馳せ参じた艦艇の一。旧式鈍足ながられっきとした戦艦。サンダー・チャイルドの次に旗艦となった。
一等輸送艦「ピークフォードII」
艦長はバーミンガム。11隻の同型艦と共に、惑星カリオンのシード教本拠地へ投下する小惑星を曳航した。

#### フーロン宇宙軍
貿易中継を生業としているため、他星系の警戒を促す規模の大きさの軍艦は有していない。作中には出てこないが、巡洋艦と護衛空母も有している。
駆逐艦「チェンド」
ブラック・セラフィム邀撃艦隊旗艦。指揮官ワン・ウーター、艦長チャン・ルーシェン。
駆逐艦「ルーター」
ブラック・セラフィム邀撃艦隊の一。チェンドより旧式。
フリゲート艦「ニンハイ」「ピンハイ」
ブラック・セラフィム邀撃艦隊の一。駆逐艦よりさらに小さい艦。

#### ブラック・セラフィム
あくまで宗教団体であり、軍艦の用途が細分化されてはいない。
大型戦闘艦は重巡洋艦程度、小型戦闘艦は大型駆逐艦程度の戦闘能力を持つ。また、攻撃空母も保有している（ただし、攻撃空母を戦力に組み込めるのはチェラブ〈中将〉以上のみ）。
大型戦闘艦「ウリエル」
ラヤ・キムターク艦隊旗艦。
大型戦闘艦「サリエル」
キムターク艦隊左翼カイ部隊旗艦。フーロン軍との戦いに敗れ、鹵獲された。
「レヴィアタン」
セラフ・ノリユキ・オストベルク艦隊旗艦。艦種は表記されていないが、高い確率で大型戦闘艦かそれ以上の大きさである。カツヤの情報戦をおそれるあまり外部からの情報を全てカットしてしまい、のちに「オリオンの泥鰌掬い」と称される一方的な攻撃によって撃沈された。
小型戦闘艦「イブリース」「ジブリール」「イスラフェル」
カイ指揮下の戦闘艦。カツヤおよびエドの知略に翻弄され、全て撃沈された。
攻撃空母「メタトロン級」
チェラブ（中将）以上が指揮下に組み込める艦船。作品内に登場したものの、固有艦名は出なかった。

#### タイラー・アームズ・コーポレーション
戦艦「アメミット」
TAC社私設艦隊旗艦。ドム艦隊との戦いが初陣であったがバルバロイの陣に敗れる。衛星プロテックスを背に相打ち覚悟で（艦内にエカプルトニウム爆弾を抱えて）戦いに臨むが、ベルファルド指揮のそよかぜIIによって救われる。その後、私設艦隊吸収合併という形で惑星連合宇宙軍に接収された。
戦艦「カー」
TAC社私設艦隊所属戦艦。バルバロイの陣へ小型艦による攻撃を仕掛けるため盾となり、攻撃直前に撃沈した。
巡洋艦「アポフィス」
TAC社私設艦隊所属巡洋艦。スレイを捕らえた後にベルファルドを後送する予定だったが、謎の攻撃を受け大破、艦長以下主だった幹部がのきなみ戦死した。臨時に指揮をとったベルファルドの作戦によって追いすがる敵を撃破、衛星プロテックスに到達した。その後修理を受け、大統領就任前の期間、臨時に旗艦として用いられた。
駆逐艦「ベヌ」「マフート」
TAC社私設艦隊所属駆逐艦。ベルファルドを移送するアポフィスの護衛の任務を受けたが、謎の敵から攻撃を受け、ベヌは中破、マフートは撃沈された。
駆逐艦「ケット・シー」
プロテックスの戦いで敗れたバグジー＝スレイ帝国敗残兵掃滅艦隊旗艦。実際は、捜索を行うパトロール艦艇の護衛を行っていた。
病院船「安宅」
TAC社私設艦隊所属病院船。嘱託医としてキタグチが乗船。謎の敵によって大破したアポフィスと合流、重傷を負ったエッソを収容した。
パトロール艇「千鳥」
衛星プロテックス近郊で敗残兵狩りをしていたパトロール艇。ドムとレーゲルフが乗っていた脱出艇を発見した。

#### バグジー・スレイ帝国
「メイフラワー」号
ラアルゴン原理主義者たちの手を逃れ、惑星セランテへ移動するためにベルファルド・コーポレーションに作成を依頼したコンテナ船。16のコンテナと接続部、コクピットとエンジン部に分かれる。コンテナの1つに分子破壊砲が搭載されている。
出航時は特に船名はなかったが、バグジーの境遇に好感をもつ人たちから「新天地へ向かって進む船」として誰からともなく「メイフラワー号」と呼ばれるようになった。
戦艦「アグリッピナ」
ドン・レオ・スレイ艦隊の旗艦。
戦艦「ドローメII」
バグジー＝スレイ帝国におけるドム艦隊旗艦。惑星プロテックス近傍宙域においてイツマ艦隊を壊滅させたものの、ベルファルドが指揮する「そよかぜII」によって艦隊ごと消滅した。
戦艦「ガルガローメ」
惑星スタナム近郊で消息を絶ったベルファルド搭乗の輸送船を捜索するためスレイが乗り込んだ戦艦。惑星デアウラ上空でイツマ率いるTAC社私設艦隊に撃沈される。
潜宙艦「ビライバーII」
連合より脱走し「亡命」した「ビライバー」を改装した潜宙艦。攻撃力および航続力が飛躍的にアップした。かつての潜宙艦「伊-八〇〇」とは違い、亜空間に潜行できる。
潜宙艦「マツブッシーII」
バグジー・スレイ帝国に参加した経緯および改装の内容はビライバーIIと同様。
潜宙艦「コリドラス」「プレコ」「ロリカリア」「オトシンクリス」
ブルミン提督率いる第1潜水艦隊所属艦艇群。性能諸元はビライバーIIと同等。
潜宙艦「グラスキャット」「シノドンティス」「レッドテール」
ベルグマン提督率いる第2潜水艦隊所属艦艇。性能諸元はマツブッシーIIと同等。

#### ベルファルド・コーポレーション
戦艦「エクシード級」
物語のエピローグに名前だけ登場した新型戦艦。バグジー・スレイ帝国の戦艦にフロントグリルのデザインを盗用された。
戦艦「ドローメIII」
ベルファルド・コーポレーションに「残留」したバァムに与えられた戦艦。惑星カナンにてバグジーとノーイの結婚式を衛星軌道上から警護した。
重巡洋艦「耳成」
ベルファルド・コーポレーションによって建造された最新鋭巡洋艦。ジャスティ・ウエキ・タイラー率いる艦隊との決戦に先立ち完成。ベルファルド艦隊旗艦として戦いに投入された。

#### 大日本帝国海軍
防護巡洋艦「畝傍」
本編2巻に登場した、実在した軍艦。日清戦争に備えてフランスで建艦されたものだが、日本への回航途中に東南アジアで消息を絶つ。小説では、ラアルゴンによるタイムワープ実験の標的にされ、宇宙を漂っていたところをタイラー艦隊に発見された。その後、「時空の揺り戻し」によってタイラーらを明治時代に連れ去ると、宇宙の彼方へ漂流をはじめた。
防護巡洋艦「浪速」
本編2巻に登場した、実在した軍艦。地上に降下してくるタイラーら搭乗の内火艇を見た艦長の東郷平八郎が、「あれは八咫烏にちがいない、吉兆だ」と言った。
防護巡洋艦「松島」
本編2巻に登場した、実在した軍艦。清国艦隊迎撃艦隊の旗艦であり、タイラーが搭乗した。

#### 清国海軍
戦艦「定遠」
本編2巻に登場した、実在した軍艦。清国海軍旗艦で、当時の東アジアでは数少ない戦艦。排水量7300トンを誇る巨体と30サンチの主砲を持つ、文字通り「黒鋼の城」であった。黄海海戦に参加。丁汝昌提督が乗っていたが、主砲の初斉射時に提督が滑って転んで昏倒して指揮不可能状態になっていた。
戦艦「鎮遠」
本編2巻に登場した、実在した軍艦。定遠と同じく当時の東アジア最大級の軍艦で、鉄壁の防御力・耐久性を誇る。
しかし長崎事件（本編に描写なし）に見られるように乗組員の士気は極めて低く、特に大砲に下着をかけて干しているさまを見た東郷平八郎は「これなら勝てる。仏作って魂入れずとはまさにこのこと」と狂喜したという。
輸送船「高陞」
清国によってチャーターされた英国籍の民間船。清国兵を満載して航行中に東郷平八郎艦長率いる「浪速」と邂逅、停戦と臨検を求められるが清国兵に拒絶され逃亡を図るが浪速に撃沈される（豊島沖海戦#高陞号事件を参照のこと）。なお、史実での船名は正確には「高陞号」である。
ただし東郷艦長は英国留学を通じて国際法に深く通じており、あくまで国際法で許される範囲の行動しかとっていない。事件の一報が伝わった当時は日本非難の声が上がったが、詳細が伝わるにつれ非難の声も沈静化し、国際法の権威が「日本の行動に国際法違反は全くない」と公表するに至り、日本非難は清国非難へと変わっていった。

#### 民間・所属不明
「不在の騎士」号
銀河産業大学ヨット部所有のソーラーディンギー。士官学校学園祭の一環であるヨットレースに参加。隕石に衝突しそうになった「我が青春のバラクーダ」号を助けるが、その余波で大破してしまった。
「真っ二つの子爵」号
結婚したタイラーとユリコが新婚旅行のために乗り込んだソーラーディンギー。その航海の途中で「信濃」とニアミスを起こす。後にアシュラン戦役を終わらせたタイラー一家がこの船でいずこかへ姿を消した。
輸送船「出雲丸」
ベガ宙域S-276を航行中に「謎の敵」に撃沈された。積荷であるアゲオカイト鉱石6万トンも消滅、乗員も全員死亡した。撃沈される直前、「巨大戦艦に襲撃されている」という信号を発している。
タンカー「新発田丸」
リゲル宙域D-987にて、出雲丸と同様に撃沈される。乗員32名全員死亡。運んでいた濃縮チバニューム燃料が失われたことによって、地球は非常節電を行わなければならなくなった。
豪華客船「夜の女王」号
識別コード「QX-17365」、船長アンドレア・マクリーン。ミラ宙域Y-619を航行中、信濃の策略によって呼び出されたタイラー艦隊に進路を妨害され、コントロールを乗っ取られた戦艦「攝津」によって撃沈される。乗員1576名の中には某惑星の大使、惑星連合議会の上院議員、人気アイドルのシズカ・マリナーがいた。
タンカー「エンパイア」号
第二十八護衛艦隊が護衛していた輸送船団の一。スピカ宙域でラアルゴン艦隊に偽装したアシュラン艦隊の攻撃を受け、撃沈された。液体重ヘリウム燃料を満載していたため、爆発で他の艦を目立たせてしまう事となる。
豪華宇宙客船「デジャー・ソリス」号
イサムとアザリンが新婚旅行に使用した豪華客船。惑星連合宇宙軍とラアルゴン共和国軍の合同艦隊に護衛され、一週間の航海に出港した。船名は『火星のプリンセス』シリーズから。
遊覧砂上船「シャイフルドII」
惑星ハレックの砂漠を遊覧する豪華客船。船長ガロフィ。ブルーベアードに襲撃される。
海賊船「ブルーベアード」
「シャイフルドII」を襲った砂上海賊船。船長ハルコーネン。タイラーを人質にしようとしたがいいようにあしらわれ、あげく惑星連合陸戦隊に制圧されてしまった。
海賊船「ギュローメ」
ラアルゴン製の海賊船。軍より払い下げられた旧式の戦艦を改装したもの。船長ドクロク・ド・ラルゴ（後に一時的にビクトリー・キサラ・ウエキ・タイラー）。練習巡洋艦「熱田」を襲うが、キサラに返り討ちにあって拿捕される。のちにタイラーとの取引によって完全整備の上返却され、ケルテ動乱鎮圧の旅路につく。その途上でヒラガーによって秘密兵器「光の矢」を搭載した。
宇宙空間で帆を張る、マストに旗をなびかせるなど、「海賊の気分を高揚させるギミック」が満載している。
「メトセラIV」
惑星ルクサーで使用されている連絡船兼鯨資源調査船。排水量690トン。自然を残すという観点から完全木造の帆船。設計はコンピュータによる最新式のもので、最高速力14ノットを誇る。
「流れ星一番」号
前部の小さな宇宙船本体部と後部の巨大な貨物部に別れ、十数光年を36時間で「走破」する小型貨物宇宙船。船長はエズラ・スガワラ。操縦席を「運転席」と呼称したり、貨物部に派手な塗装を施すことが「粋」とされることなど、西暦時代のトラックのイメージをそのまま引き継いでいる。
「泥亀」
宇宙をまたにかける廃棄物処理船。正式には「マクベスVII世」号という名称があるが、誰もその名で呼ばない。船長はいるが雇われ者で、オーナーはティン・テツ。船内は一種の治外法権で、乗員には地球人、ラアルゴン人、アシュラン人、ケルテ人、犯罪者、軍人崩れ、すでに死亡届を出されている人間までいる。船内容量の約半分に特殊エンジンが隠匿されていて、フルパワーを出せる船体と巡りあう日を待っていた。
「ピグマリオ」号
ブラック・セラフィム残党によって占拠された客船。乗員乗客合わせて700名。

## その他の登場兵器

### 航空機
特に断りのない限り宇宙機としての運用も可能。

#### 惑星連合宇宙軍
藍電
ラアルゴンとの開戦当時の最新鋭戦闘機、新明和製。タイラー伯爵艦隊に配備された。
84式中級宇宙練習機
中間練習機。「銀ヤンマ」の愛称を持ち、単座タイプと複座タイプの二種類が存在する。性能では戦闘機に劣るが、飛行科戦術教育部隊の熟練教官はこの機体で練習生が操る新型戦闘機と互角以上に渡り合ったという。「大宇宙のサムライ」で練習生時代のコジローが搭乗した。
93式艦上宇宙戦闘機21型 暴風
ミツビシ/シンメーワ製の艦上戦闘機。挿絵では複葉機のような形状をしている。機動性が高く、巴戦を得意とする。当時の機上レーダーの精度が悪かったため、機体設計は肉眼の視界を最優先にしたものとなっており、パイロットの中には邪魔だとしてレーダーのスイッチを切ってしまった者もいるという。武装はレーザー機銃4門のみ。また、大気圏離脱用のブースターの装備も可能である。「大宇宙のサムライ」前半でのコジローとシラギクたちの乗機。
緑電
ミツビシ製の局地戦闘機。後方視界が悪く、パイロットたちからは不評を買った。
T-6 ブルーホーク
マクダネルダグラス製の高等練習機。軽攻撃機から派生した機体であり、抜群の機動性を持つ。練習機や仮想敵機としてだけではなく、映画やテレビドラマでの「バハムート」役としても使用された。ヴィクトリア・イアハートの乗機。
96式宇宙艦上戦闘機22型 嵐風
ミツビシ/シンメーワ製の艦上戦闘機。「暴風」の改良型で、レーダーの強化や短射程の空対空ミサイル「ピラニア」の装備などの改良が行われた。惑星連合宇宙軍の戦闘機の中で初めてミサイルの装備が可能となった機体だが、本編の時点ではすでに旧式化している。「銀河無責任時代」と「大宇宙のサムライ」後半でのコジローとシラギクの乗機。
アニメ版では全編に渡ってコジローの乗機となる。
97式艦上迎撃機 蜃竜
艦上戦闘機あるいは艦上攻撃機。上記の名称は本編でのもので、「大宇宙のサムライ」では「97式艦上攻撃機」となっている。武装は機首のチバニューム弾頭ミサイル一発のみの「一撃必殺」の機体で、ルーツは20世紀後半に開発されたムーンベース・インターセプターであると言われている。本編開始時点でのコジローとシラギクの乗機であるほか、特殊爆弾「バリヤーバスター」の投下装置を装備した機体がオメガ泊地攻撃に参加した。
アニメ版ではハナー姉妹の乗機となる。
藍雲
宇宙軍空技廠開発・フジ・インダストリィ製の特殊艦上偵察機。スマートな機体形状と大馬力の「瑞穂」エンジンによって、いかなる戦闘機をも凌駕する高速を発揮する。潜宙艦「伊-八〇〇」の艦載機にコジローとイアハートが搭乗し、オメガ泊地を強行偵察した。挿絵ではSR-71に酷似した形状となっている。
F-1001 キョンシー
マクダネルダグラス製の戦闘攻撃機。「ミレニアム・シリーズ」と呼ばれる戦闘機群の一番手で、武装としてレーザー機関砲とレーダー誘導の長距離機動ミサイル「ヴァジュラ」、短射程ミサイル「ピラニア」を装備しているほか、状況に応じてECMポッドなどの装備も可能。物語前半でのコジローとシラギクの乗機となる。
零式無人迎撃戦闘機 緋電
信濃に艦載されている無人戦闘機。武装はレーザー・ファランクス・システムのみで、戦闘機と言うよりは機動力を持った対空機銃であるが、搭乗員のことを考慮しなくていい無人機であるため、その機動性は有人機を凌駕する。信濃の艦載機は信濃の人工知能の手によって機動性の向上などの独自改良が加えられており、「緋電改」と呼ばれている。
F-1002 デルタアロー
ジェネラルダイナミックス製の艦上戦闘機。「ミレニアム・シリーズ」に属する。武装としてレーザー機銃とミサイルを装備している。ハナー姉妹の初期の乗機。
3式艦上戦闘機11型 菊水
ミツビシ製の艦上戦闘機。高い運動性を持ち、練度の高いパイロットが搭乗すれば無敵に近い性能を発揮する。武装はレーザー機関砲や長距離ミサイル「ヴァジュラ」、慣性誘導爆弾など。物語後半でのコジローとシラギクの乗機。
極星
艦上爆撃機。ミッドウェー会戦に参加した。
剣山
艦上攻撃機。速度は戦闘機並みだが、機動性は劣悪である。武装は94式航空魚雷（ブースター付きの光子魚雷）一発のみ。アシュラン戦役において主に新米パイロットが搭乗した。
Mi-556 ヘルハウンド
ミル設計局製の攻撃ヘリコプター。反重力式の無音ローターを有しており、最大速度はヘリコプターとしては破格のマッハ2を誇る。武装は機首下部の23mmガトリング砲のほか、スタブウィングに自己誘導式対戦車ミサイル「スピンネイル」24発か、半誘導式の48連装57mmロケット弾ランチャー（通称「フルチショフのオルガン」）のどちらかを選択装備する。アシュランに接収され使用された。
BAe-AV55N バザード
BAEシステムズ製の大気圏内用V/STOL戦闘機。ハリアーの直系機であり、形状もハリアーに類似している。エンジンは熱核パルスジェット2基、最大速度はマッハ5。武装はレーザー機銃のほか、アクティブ・レーダー・ホーミング式短射程ミサイル「パプアダー」や114発の対戦車クラスター爆弾をまき散らす対戦車兵器「メールツヴェックヴァッフェIII」、各種爆弾やロケット弾などを装備可能。アシュラン戦役でシラギクが搭乗した。
A-66 アードウルフ
フェアチャイルド製の大気圏内用対戦車攻撃機。別名「タンクバスター」。ロールスロイス製の熱核ターボファンエンジン「ユニコーン」を搭載し、高度なCCV技術と高揚力装置によって、ヘリコプター並みの機動性を持つ。武装は特殊なポールジョイントに装備された37mmガトリング砲のほか、計16ヶ所のハードポイントにレーザー誘導爆弾「シュライク・アイ」などの爆弾やメールツヴェックヴァッフェIII、ロケット弾などを最大11tまで搭載可能である。また、装甲も強固であり、特に下部装甲は極めて厚い。アシュランに接収され使用された。
EX-9 ブラックバード
グラマン製の宇宙用早期警戒機。劇中には、アシュラン戦役時のタイラー艦隊に所属していた「鵺」のコールサインを持つ機体が登場する。
桜花・橘花
ハナー姉妹の専用機として開発された特殊攻撃機（自爆兵器ではない）で、デルタアローに替わるハナー姉妹の乗機となる。左右対称の二機が分離合体する機能を持ち、合体時には驚異的な速度を、分離時には無数の高機動バーニアによる驚異的な機動性を発揮する。ハナー姉妹のみが扱えるテレパス増幅装置と、それを用いた288連装のテレパス誘導ミサイルを装備している。そのほか、武装としてレーザー機関銃や対人ナパーム弾などを装備可能。
闇鴉
ミツビシ製のステルス戦闘機。サカイが搭乗。練習巡洋艦「熱田」拿捕事件の際、シゲチヨを熱田に送り込むため使用された。
閃空
カワサキ製、無責任カルテット時代の主力戦闘機。サンシロー・サカイの乗機。
ルシード
TAC（タイラー・アームズ・コーポレーション）製の戦闘機。次期主力戦闘機のコンペをバルチャーと争って敗れる。ただし負けた理由はあくまで値段であり、バルチャー2機に対しルシード1機でも勝利できる性能を持つ。のちに次期主力戦闘機の座を勝ち取る。
バルチャー
SIM（スミハラ・インダストリィ・アンド・マティリアル）製の戦闘機。次期主力戦闘機のコンペをルシードと争って勝利。身体障害者を大量に雇って給与なし同然に酷使するという強引なコストダウンを行った。SIM社工場内で起こった事件により発注が全てキャンセルされた。

#### ラアルゴン帝国
バハムート
扇形をした複座戦闘機で、幾度となくマイナーチェンジを繰り返しながらラアルゴンの主力戦闘機を務めている。武装はレーザー機銃と対空ミサイル。名称は惑星連合宇宙軍が付与したコードネームである。
ミッドガルド
対艦攻撃機。バハムート同様の扇形だが、サイズが若干大きい。固定武装として後部に旋回式レーザー機銃座を有するほか、対艦ミサイルや慣性誘導爆弾を装備している。

#### ブラック・セラフィム
ゾルテック
惑星連合宇宙軍から盗んだ技術をもとに開発された戦闘機。その性能は惑星連合宇宙軍の主力戦闘機と互角。教団の戦闘要員不足を補うため、基本的に無人機。動きや反応が画一的ではあるが、一般パイロットにとっては十分すぎるほどの脅威となる。無人機管制のために24機に1機は有人機となっている。

### 陸上兵器

#### 惑星連合宇宙軍
キューベルワーゲン
キクチヨの部下が使用していた小型軍用車。実在するキューベルワーゲンとは異なりエアカーとなっている。同種の車両としてホバージープも登場した。
鬼輪番（おにわばん）
信濃の艦内防御システムとして開発されたAMT（攻撃用移動端末）。設計はヒラガー。培養強化筋肉を動力として、しなやかで弾力に富んだシリウスベンケイガニの甲羅を人造培養し、ビーム撹乱用特殊コーティングを施した物を装甲としている。武装として23mmガトリング砲、対人用レーザー、誘導式対戦車ミサイル、57mmロケットランチャー、フォノン・メーザー、超音波トマホークを有する。弱点は頭部の電子制御装置。
M7A1
実験配備が開始されたばかりの次期主力戦車。全備重量は33tと軽量で、空挺戦車としても使用する事が可能である。主機は1200馬力の核融合タービンで、最高速度は100km/h以上、登坂力は約60度、走行距離は3000km以上。形状は避弾経始に優れた流線形で、ホンダ式軽量チタニウム合金と発泡セラミックからなるサンドイッチ・アーマーによって優れた耐久力を持つ。
武装は主砲である152mm長砲身滑腔砲（劣化ウラン弾芯の徹甲弾・成形炸薬弾・榴弾・焼夷弾のほか、自己誘導式多目的ミサイル「マイク・ハマー」を発射可能）の他、エリコン製の連装レーザー機関砲1基、ラインメタル製のレーザー同軸機銃1基、対人用の火焔放射砲1基、スモークディスチャージャーを装備している。また、砲塔旋回速度も極めて速い。アシュランに接収されて使用されており、うち一台をキーナンたちが強奪して使用した。
M80 ジェネラル・アイク
現用の主力戦車。全備重量は58t。アシュランに接収されて使用された。
ヤクトレオパルト3
駆逐戦車。装甲は厚く、55口径203mmライフル砲を車体に直接マウントしたケースメイト式の車体を持つ。アシュランに接収されて使用された。
チャリオット
ホバー式の兵員輸送車。アシュランに接収されて使用された。
T99・2式駆逐戦車・M609自走砲・AMX-99
アシュランに接収された戦闘車両群。
98式対宙重フェーザー砲車
地上から宇宙空間を砲撃するための一種の自走砲。特殊工作部隊が運用する。パラボラ型放電部を持つフェーザー砲を搭載した装輪式トレーラーと、それを牽引するための強力なエンジンを搭載した装軌式牽引車、フェーザー砲にエネルギーを供給する装輪式電源車の3台から構成される。トレーラー部だけでも全長120m、自重800tに及ぶ空前絶後の巨大車両であり、「究極の戦闘車両」とも「机上の空論を強引に推し進めた愚の骨頂」とも言われている。
搭載されたフェーザー砲は宇宙戦艦の主砲の数倍の威力を誇るが、その重量から移動は困難であり、移動速度は20km/hが限界。牽引車は特製の幅広の履帯を履いているが、それでも重すぎて非舗装の整地しか走行できない。また、電源車には800ギガワットの出力を持つ熱核反応炉が搭載されているが、たった二回の砲撃で反応炉に過負荷が掛かりメルトダウンを起こしてしまう。
フジ大将の指揮の元、オーストラリア東南から地球軌道上のアシュラン艦隊を砲撃する「F作戦」に投入され、アシュラン艦隊に大打撃を与えた。

### その他の兵器・技術
装甲宇宙服（アームド・スーツ）
パワードスーツと宇宙服の機能を融合させた物で、小型ミサイル程度ならば耐えられる装甲を持つ。標準型の物に固定武装は無く、M11アサルトビームガンやヒートホークといった携行武器を使用する。主に海兵隊が使用。様々な勢力が運用している。
カイザースーツ
アザリンが自らの専用機として開発させた、真紅の特製装甲宇宙服。技名などには必ず「カイザー」がつく。一個機甲師団を全滅させられる程の能力を有しており、脚部のパルスエンジンと「カイザーウィング」によって大気圏内での飛行も可能。更には6つのパーツに分解された状態からの搭乗者との空中合体すら行える。武装としてビームソード、光の投げ槍「カイザースピア」、大量のマイクロミサイルなどを装備している他、防御用の磁場発生装置や即効性催眠ガスの噴霧器なども備えている。
フェーザー砲・光子魚雷
作中世界での標準的な宇宙艦艇用兵装。戦術的な役割は、水上艦艇の砲熕兵装や魚雷と同様である。双方共に『スタートレック』シリーズのパロディ。
反応炉
作中世界の主要な動力機関。主に宇宙艦艇に搭載されている。なお、反応炉とは一般的に原子炉の事であるが、作中では別に核融合炉が登場している他、「熱核反応炉」という記述も存在しており、本作での反応炉の定義は曖昧なものとなっている。
チバニューム
本作に登場する架空の物質。「チバニューム弾頭ミサイル」などの兵器に使用されている他、地球の電力源として濃縮チバニューム燃料が使用されている。
ワープ
作中世界で広く使用されている超光速航法技術。富士見版では宇宙歴188年にカタツムリの生態研究から偶然発見された。宇宙船の船体を超空間繭（ハイパー・コクーン）で包み込み、相対性理論を無効化することによって超光速航行を可能とする。また、臨界寸前のワープエンジンによる暴走ワープ（自沈）などによって通常空間に歪みが発生する事もある。なお、「ワープ5」などのワープスピードが用いられているなど、『スタートレック』のパロディが見られる。
ファミ通版では全面的に異なり、宇宙船や人体などを構成する通常物質「タージオン」を「コンバーター（変換機）」と呼ばれる機器を用いてタキオンに変換した後、光速を超える速さで亜空間を移動し、目標位置で再びコンバーターを用いてタージオンに戻すという順序で行われる。しかし、コンバーターのみのワープでは絶大なエネルギーが必要なうえにワープ距離も限られるので、エネルギー節約およびワープ距離伸長のために使用されるのが、タキオンを圧縮する「コンデンサー（圧縮機）」であるが、圧縮率が高すぎると、タージオンに変換（一般的に「解凍」と呼ぶ）された時に構成物質の劣化や人体への悪影響が発露し、はなはだしい時は人間の精神消去が生じることがある。これを「ワープによる劣化」と呼ぶ。作中のワープは、「劣化」を抑えるために圧縮率を抑えてある。
強化犬（バイオドッグ）
#その他の「パコパコ2号」の項を参照。
超光速魚雷
光子魚雷を超空間繭に包んで発射した物。タイラーが考案したもので、魚雷自体をワープさせる事で、タキオンを用いる事無く光速以上の速度を発揮させる事に成功した。また、光子魚雷自体の破壊力に加えて、ワープ後に物体が実体化する際のエネルギーも攻撃に使用できるため、高い威力を持つ。ミッドウェー会戦で初めて使用された。
タキオン魚雷
地球とラアルゴンとの間に恒久和平条約が結ばれた後に配備された新兵器。詳細は書かれていないが、タキオン製の光子魚雷にエネルギーを乗せて発射するもの、らしい。光速を超える速力を持つが、威力を与える（エネルギーを乗せる）ほど遅くなる（光速に近くなる）という特性を持つ。その威力は絶大で、最低の攻撃力に設定したものですら駆逐艦を跡形もなく消し飛ばす破壊力を持つ。
三式弾
惑星連合宇宙軍が開発した、敵艦の動力を停止させる新兵器。中性子やヘリウム原子核を中和・冷却してしまう「フーラー粒子」を用いた物で、フーラー粒子を積めたカプセルを砲弾や光子魚雷を用いて発射する。反乱を起こしたコルバー宇宙軍の鎮圧に使用されたのを始めとして、アシュラン戦役などで使われた。
ネオン・シーリング・システム
三国志時代に実用化されたダメージ・コントロール・システム。発案者はドミン。レーザーなどで破損した装甲板をネオンの気化熱で冷却し、かつ充填剤で破孔を自動修復するシステム。しかしバァムが構築したバルバロイの陣の前には無力も同然（「槍で突かれた致命傷に、律儀にも絆創膏を貼るようなもの」と表現されていた）だった。
フリッカー・ミサイル
ドミン発案の神経兵器。弾頭に閃光弾が組み込まれていて、破裂すると同時に数百回の明滅を繰り返す。破壊力はないが、破裂を見たものは視神経を通じて脳が幻惑されて失神・嘔吐、頭痛などの症状に襲われる。

## 既刊一覧

### 小説
- 吉岡平（著） / 都築和彦（イラスト） 『宇宙一の無責任男シリーズ』 富士見書房〈富士見ファンタジア文庫〉、全15巻
  1. 「無責任艦長タイラー」1989年1月25日初版発行（1月17日発売[7]）、ISBN 4-8291-2311-7
  2. 「明治一代無責任男」1989年4月5日発売[8]、ISBN 4-8291-2313-3
  3. 「ワングの逆襲」1989年6月20日初版発行（6月15日発売[9]）、ISBN 4-8291-2319-2
  4. 「外伝 銀河無責任時代」1989年8月25日初版発行（8月18日発売[10]）、ISBN 4-8291-2323-0
  5. 「無責任元帥タイラー」1989年10月20日初版発行（10月17日発売[11]）、ISBN 4-8291-2334-6
  6. 「アザリン16歳」1989年12月20日初版発行（12月15日発売[12]）、ISBN 4-8291-2340-0
  7. 「タイラー大逆転」1990年2月20日初版発行（2月15日発売[13]）、ISBN 4-8291-2347-8
  8. 「外伝 大宇宙（おおぞら）のサムライ」1990年6月20日初版発行（6月15日発売[14]）、ISBN 4-8291-2367-2
  9. 「無責任大統領タイラー」1990年11月20日初版発行（11月15日発売[15]）、ISBN 4-8291-2385-0
  10. 「風速四十光年」1991年3月20日初版発行（3月15日発売[16]）、ISBN 4-8291-2394-X
  11. 「永遠なれ無責任男」1991年10月25日初版発行（10月17日発売[17]）、ISBN 4-8291-2415-6
  12. 「外伝 緋き獅子」1992年6月25日初版発行（6月12日発売[18]）、ISBN 4-8291-2443-1
  13. 「外伝 厳冬惑星ホロシリの叛乱」1993年2月15日初版発行（2月3日発売[19]）、ISBN 4-8291-2483-0
  14. 「外伝 カトリくんタンマ」1995年10月25日初版発行（10月20日発売[20]）、ISBN 4-8291-2653-1
  15. 「外伝 我が名はヤマモト」1996年1月25日初版発行（1月19日発売[21]）、ISBN 4-8291-2663-9
- 吉岡平（著） / 平田智浩（イラスト） 『無責任キッズ』 富士見書房〈富士見ファンタジア文庫〉、全5巻
  1. 「暗黒太陽小町」1993年12月25日初版発行（12月10日発売[22]）、ISBN 4-8291-2534-9
  2. 「WHY?の嵐」1994年12月25日初版発行（12月15日発売[23]）、ISBN 4-8291-2599-3
  3. 「燃えてキサラ」1995年2月25日初版発行（2月10日発売[24]）、ISBN 4-8291-2612-4
  4. 「時先案内人」1995年5月25日初版発行（5月19日発売[25]）、ISBN 4-8291-2623-X
  5. 「銀河嫁取物語」1995年88月25日初版発行（月18日発売[26]）、ISBN 4-8291-2640-X
- 吉岡平（著） / 平田智浩（イラスト） 『無責任カルテット』 富士見書房〈富士見ファンタジア文庫〉、全5巻
  1. 「君の名はマチコ」1995年12月25日初版発行（12月21日発売[27]）、ISBN 4-8291-2659-0
  2. 「天使・失格」1996年3月25日初版発行（3月19日発売[28]）、ISBN 4-8291-2674-4
  3. 「邪教殲滅」1996年6月25日初版発行（6月20日発売[29]）、ISBN 4-8291-2689-2
  4. 「決戦！薔薇色星雲」1996年10月25日初版発行（10月18日発売[30]）、ISBN 4-8291-2710-4
  5. 「銀河賛唱」1996年12月25日初版発行（12月18日発売[31]）、ISBN 4-8291-2720-1
- 吉岡平（著） / 平田智浩（イラスト） 『無責任三国志』 富士見書房〈富士見ファンタジア文庫〉、全10巻
  1. 「謀略トライアングル」1997年5月25日初版発行（5月20日発売[32]）、ISBN 4-8291-2739-2
  2. 「冷たい三角関数」1997年5月25日初版発行（5月20日発売[33]）、ISBN 4-8291-2748-1
  3. 「炎のトリコロール」1997年8月25日初版発行（8月20日発売[34]）、ISBN 4-8291-2762-7
  4. 「奇跡のトリニティー」1997年10月25日初版発行（10月17日発売[35]）、ISBN 4-8291-2774-0
  5. 「三匹快進撃」1997年12月25日初版発行（12月16日発売[36]）、ISBN 4-8291-2784-8
  6. 「三羽烏登場！」1998年2月25日初版発行（2月17日発売[37]）、ISBN 4-8291-2798-8
  7. 「三つの王冠（クラウン）」1998年4月25日初版発行（4月13日発売[38]）、ISBN 4-8291-2808-9
  8. 「試練の三番勝負！」1998年4月25日初版発行（4月13日発売[39]）、ISBN 4-8291-2819-4
  9. 「サード・ビッグバン」1998年6月25日初版発行（6月18日発売[40]）、ISBN 4-8291-2829-1
  10. 「輝け！トライスター」1998年8月25日初版発行（8月20日発売[41]）、ISBN 4-8291-2843-7
- 吉岡平（著） / 吉崎観音（イラスト） 『無責任黙示録』 アスキー〈ファミ通文庫〉、全5巻
  1. 「ファイナス電光石化」1999年9月3日初版発行、ISBN 4-7572-0505-8 / 2001年2月19日発売[42]、ISBN 4-7577-0355-4（改訂版）
  2. 「to hurt（トゥハート）」1999年11月4日初版発行、ISBN 4-7572-0522-8 / 2001年2月19日発売[43]、ISBN 4-7577-0356-2（改訂版）
  3. 「ダブル・プリンス」2000年1月3日初版発行、ISBN 4-7572-0616-X / 2001年2月19日発売[44]、ISBN 4-7577-0357-0（改訂版）
  4. 「勝ってはいけない」2000年3月発行、ISBN 4-7572-0683-6 / 2001年2月19日発売[45]、ISBN 4-7577-0358-9（改訂版）
  5. 「恩讐の彼方に」2000年4月発行、ISBN 4-7572-0733-6 / 2001年2月19日発売[46]、ISBN 4-7577-0359-7（改訂版）
- 吉岡平（著） / 吉崎観音（イラスト） 『無責任三銃士』 エンターブレイン〈ファミ通文庫〉、全2巻
  1. 「上」2000年7月3日初版発行（6月19日発売[47]）、ISBN 4-7577-0049-0
  2. 「下」2000年7月3日初版発行（6月19日発売[48]）、ISBN 4-7577-0050-4
- 吉岡平（著） / 吉崎観音、藤本秀明、森小太郎（イラスト） 『真・無責任艦長タイラー』 エンターブレイン〈ファミ通文庫〉、全9巻
  1. 「入隊編」2000年12月1日初版発行（11月20日発売[49]）、ISBN 4-7577-0253-1
  2. 「奮闘編」2001年3月2日初版発行（2月19日発売[50]）、ISBN 4-7577-0347-3
  3. 「邂逅編」2001年5月31日初版発行（5月19日発売[51]）、ISBN 4-7577-0446-1
  4. 「虜囚編」2001年8月31日初版発行（8月20日発売[52]）、ISBN 4-7577-0531-X
  5. 「復活編」2001年11月30日初版発行（11月19日発売[53]）、ISBN 4-7577-0655-3
  6. 「凱旋編」2002年3月4日初版発行（2月20日発売[54]）、ISBN 4-7577-0752-5
  7. 「外伝 ラヴ・アンド・ウォー 上」2004年1月1日初版発行（2003年12月20日発売[55]）、ISBN 4-7577-1671-0
  8. 「外伝 ラヴ・アンド・ウォー 下」2004年3月31日初版発行（3月19日発売[56]）、ISBN 4-7577-1789-X
  9. 「ReMix 獅子と鷲へのララバイ」2009年3月12日初版発行（2月28日発売[57]）、ISBN 978-4-7577-4704-3
- 吉岡平（著） / 吉崎観音、藤本秀明（イラスト） 『無責任提督タイラー』 エンターブレイン〈ファミ通文庫〉、全4巻
  1. 「華燭編」2002年9月5日初版発行（8月24日発売[58]）、ISBN 4-7577-0956-0
  2. 「失墜編」2002年12月2日初版発行（11月20日発売[59]）、ISBN 4-7577-1201-4
  3. 「叛逆編」2003年4月1日初版発行（3月20日発売[60]）、ISBN 4-7577-1360-6
  4. 「帰還編」2003年7月2日初版発行（6月20日発売[61]）、ISBN 4-7577-1477-7
- 吉岡平（著） / 都築和彦（イラスト） 『無責任艦長タイラー スーパー・デラックス版』 朝日新聞出版〈朝日ノベルズ〉、既刊2巻（2012年5月18日現在）
  1. 2012年1月30日第1刷発行（1月20日発売[62]）、ISBN 978-4-02-273982-7
  2. 2012年5月30日第1刷発行（5月18日発売[63]）、ISBN 978-4-02-273991-9
- 吉岡平（著） / 北奈つき（イラスト） 『無責任ギャラクシー☆タイラー』 エンターブレイン〈ファミ通文庫〉、2017年10月20日初版発行（同日発売[64]）、ISBN 978-4-04-072506-2

### 漫画
- 吉岡平（原作） / 森小太郎（作画） 『真・無責任艦長タイラー外伝 LOVE&WAR』 エンターブレイン〈ブロスコミックス〉、全3巻
  1. 2001年11月26日発売[65]、ISBN 4-7577-0673-1
  2. 2002年5月25日発売[66]、ISBN 4-7577-0883-1
  3. 2002年11月30日発売[67]、ISBN 4-7577-1170-0

## アニメ

### 無責任艦長タイラー
1993年1月25日から7月19日までテレビ東京系列にて放送された。

### 無責任ギャラクシー☆タイラー
2017年7月より9月までAT-X、テレ玉ほかにて、5分枠の短編アニメとして放送された。放送前週に番宣特別番組を放送。原作の再アニメ化ではなく、原作者の吉岡によれば「少なくとも千年は後」を描いた続編となる。
ナレーションは新田恵海。
ジャスティ・ウエキ・タイラー死後、汎共和国は衰退し帝国群も滅んだ遥か未来の話。
同年10月にはKADOKAWAより吉岡が書き下ろした小説版が刊行された（挿絵はアニメのキャラデザ担当・北奈つき）。同年11月にはアニメBlu-rayソフトがドリームクリエイションより全1巻で発売。

#### 登場キャラクター（ギャラクシー）
バンジョー・ウエキ・タイラー
声 - 小出ひかる
球天体外壁部で、バンジョーを弾きながら宇宙の掃除屋をしている少年。14歳。「気楽にいこうよ」が口癖。
ゴザ168世 / アザリン
声 - 高尾奏音
戦艦内で2000年間冷凍保存されていた、旧ラアルゴン帝国の末裔。ラアルゴン復興のため銀河中心に向かうことを決意する。
ヤマモト372号
声 - 樋口日奈
タイラーのパートナーのゴミ箱型汎用お手伝いロボ。お掃除お手伝いロボットのため細かいことを気にしすぎる。
タイラーが7歳の時に両親が連れてきた。タイラーの仕事のゴミ集めやバンジョーもヤマモトが薦めた。
マコト・ヤマモト
声 - 江口拓也
かつてのタイラーの副官。イケメン。アザリンに蹴られたヤマモト372号が変化した。持病の胃痛持ち。ロボットモードに戻ることもできる。

ドーリー
声 - 諏訪彩花
ドリル使いのドーリー。恒星間ロケット「レボリューションドーリー号」から現れた海賊。
ナビ
声 - 新田恵海
ラアルゴン艦で2000年間アザリンを守っていた。
トランキライザー
声 - 市橋尚史
ギャング団コメッツのボス。タイラーとアザリンに恒星間ロケットのデータを奪われる。
フラジー、ティアーズ、テイス
声 - 諏訪彩花（フラジー）、結木愛唯（ティアーズ）、河上英里子（テイス）
本来人間のいるはずがない球天体地上外壁部の洞穴にいた、謎の美女たち。
サイボーグJK
声 - 福里達典
セーラー服を着た老人。崇高な男性同性愛者で孤高の戦士。ヤマモトを拉致しようとした。
JKリボン
声 - 長縄まりあ
サイボーグJKの胸に付けている、本体であるリボン状の生物。
ヒトシ・ヤシオマ
声 - 下野紘
新たなタイラーとなり汎銀河共和国再興を目論んでいる人物。常に顔にハンカチをあてている。
本物のタイラーは時空溝乱流に巻き込まれており、バンジョーもヒトシも分岐したタイラー本人であった。
ボイジャー
声 - 上村祐翔
十字路で悪魔と契約してギターの才能を得ようとしていたギタリスト。20年前に死んでおり、タイラーに「気楽にいこうよ」といわれ感謝し消えていった。

#### 用語（ギャラクシー）
球殻天体（きゅうかくてんたい）
太陽系恒星の周囲に巨大な殻で囲み放射エネルギーを余すことなく活用している。その半径は1億5千万km。いわゆるダイソン球。

#### スタッフ
- 原作 - 「無責任シリーズ」（原作者：吉岡平）[70]
- 監督・脚本・絵コンテ・演出 - 木村寛[70]
- シリーズ構成 - 麻草郁
- キャラクターデザイン - 北奈つき[70]
- 撮影監督・編集 - 堀川和人
- 色彩設計 - 小松さくら
- 音響監督 - 柴田勝俊[70]
- 音楽 - 加藤賢二[70]
- 音響制作 - ダックスプロダクション
- プロデューサー - 幕内和博、山崎明日香、渋谷慶長、前田義和、出口雅史、堀江拓
- 制作プロダクション - ドリームクリエイション[70]
- アニメーション制作 - アニメーションスタジオ・セブン[70]
- 製作著作 - 無責任委員会[70]

#### 主題歌
「スマイル♡インビテーション」
歌 - ひかのん（小出ひかる&高尾奏音）

#### 各話リスト
| 話数   | サブタイトル             | 作画監督      |
| ------ | ------------------------ | ------------- |
| 第1話  | 今日はなんか違う日       | 佐藤敏明      |
| 第2話  | 今日はぐっと熱い日       | 岡部実        |
| 第3話  | 今日コレがキてる日       | 如月          |
| 第4話  | 今日もずっと眠い日       | 松本和志      |
| 第5話  | 今日はさっくりイケる日   | 佐藤敏明      |
| 第6話  | 今日に限ってこんな日     | 北奈つき      |
| 第7話  | 今日はこれから良くなる日 | 如月          |
| 第8話  | 今日がこんなの最後の日   | 松本和志      |
| 第9話  | 今日からずっとこんな日   | Cerberus rere |
| 第10話 | 今日はきっと違う日       | 佐藤敏明      |
| 第11話 | 今日さえもいつか昨日     | 澤木巳登理    |
| 第12話 | 今日だけは特別な日       | 澤木巳登理    |

#### 放送局
| 放送期間                | 放送時間                     | 放送局     | 対象地域 | 備考                        |
| ----------------------- | ---------------------------- | ---------- | -------- | --------------------------- |
| 2017年7月11日 - 9月26日 | 火曜 21:55 - 22:00           | AT-X       | 日本全域 | 製作参加 / リピート放送あり |
| 2017年7月14日 - 9月29日 | 金曜 1:30 - 1:35（木曜深夜） | テレ玉     | 埼玉県   | 製作参加                    |
| 2017年7月15日 - 9月30日 | 土曜 2:55 - 3:00（金曜深夜） | tvk        | 神奈川県 |                             |
|                         | 土曜 2:00 - 2:05（金曜深夜） | KBS京都    | 京都府   |                             |
| 2017年7月18日 - 10月3日 | 火曜 2:00 - 2:05（月曜深夜） | サンテレビ | 兵庫県   |                             |

## カセット文庫
富士見書房の富士見カセットブックレーベルから、1991年8月30日に「無責任艦長タイラー（宇宙一の無責任男シリーズ1）」、1992年6月30日に「厳冬惑星ホロシリの叛乱（宇宙一の無責任男シリーズ2）」の2本が発売された。原作者の吉岡平自らが脚本を手がけ、タイラーの設定は中年、原作のイラストレーターだった都築和彦が表紙を描くなど、アニメとは異なり原作に忠実なのが特徴である。タイラー役には山本正之を起用し、音楽性を重視したミュージカル調の作りは、まさしく原作者が意図したSF版植木等『無責任男シリーズ』である。また、作者はアザリン役の声優は本多知恵子しかない、とあとがき等で何度も言明しており、この点も実現している。本多は後にアニメ版の電話サービス「パコパコダイヤル」のアナウンスも担当した。

### スタッフ（カセット）
- 原作・脚本：吉岡平
- プロデュース：白山隆彦
- 演出：とまとあき
- 音楽：山本正之
- 音響制作：メディアリング
- キャスティング協力：ぷろだくしょんバオバブ

### キャスト（カセット）
- タイラー：山本正之
- ヤマモト：松本保典
- アザリン：本多知恵子
- アンドレセン：古田信幸
- カトリ：子安武人
- キム：水谷優子
- ユリコ：川村万梨阿
- ランカー：緒方賢一
- ドム：堀内賢雄
- フジ：菅原淳一
- アンダーソン：小野純一
- ハナー：吉岡平
- ヤスダ：とまとあき
- ユーミ：志村佳名子
- エィミィ：太田薫
- ナレーション：さとまさのり

## ラジオドラマ
『無責任キッズ』の第1作目『暗黒太陽小町』のラジオドラマ版として「無責任キッズ『暗黒太陽小町』」が制作された。
テレビアニメ放映終了後の約二年後、新OVAシリーズ開始直前の1995年に文化放送系のラジオ番組「アニマガパラディ」の「マンスリーラジオドラマシリーズ」の1つとして企画制作され、後にCDとして発売された。キャストはテレビアニメとカセット版の両方から選んだ人選になっている。

### キャスト(ラジオドラマ）
- キサラ：矢島晶子
- シゲチヨ：置鮎龍太郎
- マスミ：白鳥由里
- エリザ：小桜エツ子
- イリナ：荒木香衣
- ラルゴ：玄田哲章
- キム：水谷優子
- コジロー：西村朋紘
- ユーミ＆エイミィ：かないみか（一人二役）
- ヤマモト：速水奨
- ナレーション：大塚芳忠

## 朗読イベント
どちらも吉岡平による個人の催しで、書き下ろし脚本。本作の他にアイドル防衛隊ハミングバードやオリジナル新作等も含まれた。
～アニメ化20周年記念朗読イベント～ 無責任艦長タイラー ザ・レジェンド！
2013年1月13日、全1公演、中野スタジオあくとれ
|                                                                                          |                         |
| 出演者 - タイラー：飯田荘平 - アザリン：真一涼 - ユリコ：萱沼千穂 - シア・ハス：小川智代 | 演奏 - チェロ：石貝梨華 |

～25Th Anniversary　Just think of Future～ 無責任艦長タイラー ザ・レジェンド！
2013年12月6日 - 8日、全3公演、上野ストアハウス
出演者
- タイラー：飯田荘平
- アザリン：真一涼
- ユリコ：萱沼千穂
- ヤマモト：呉圭崇（6日・8日のみ）
- コジロー：三苫紘平
- カトリ：山本将弘
- キム：櫻井ありす（6日・8日のみ）
- ドム：くまかつみ
- シア・ハス：小川智代
- ハルミ：兼田めぐみ
- ギラン：大谷秀一郎
- リリーサ：安田みどり

## ミュージカル
朝倉薫による脚本・演出・プロデュース作品（『タイラーV』のみ麻草郁の脚本）。『タイラー!』から『タイラー△』までは好評を受けて続編となった三部作のシリーズになっている。その三部作を『タイラーV』としてボイシング（ミュージカル朗読劇）として一挙上演した。出演者は全員女性で、大きく分けるとソラ組とテラ組のダブルキャスト。『タイラーF〜フォーエバー〜』大阪公演のみ全員がシングルキャスト。

### タイラー！
朝倉薫のガールズハイパーミュージカル2016『タイラー!』（初演）
2016年5月24日 - 29日、全10公演、シアターブラッツ
朝倉薫のガールズハイパーミュージカル2017『タイラー!』（再演）
2017年11月21日 - 26日、全10公演、シアターブラッツ
統合宇宙軍元帥を引退したタイラーが、気楽な休暇生活を送っていると、タイラー死亡のニュースが全宇宙を駆け巡り……。
| | | | |
| 初演出演者（テラ組） - 太田里織菜 - 下京慶子 - 藤本美紀 - 沖本琴音 - 大門香実 - 伊藤美裕 - 松浦早希 - 末吉咲子 - 中村彩香 - 佐藤夏子 - 深沢優希 - 佐倉百音 - 田中りさ | 初演出演者（ソラ組） - 山下もえ - 内田菜月 - 小山ひかる - 千田麻実 - 太田美月 - 前田沙耶香 - 松田千沙采 - 宮森ちひろ - 花咲琴音 - 橋口叶子 - 青野未来 - 杏きな子 - 大澤実環 | 初演出演者（共通） - しらほしなつみ - 涼木ちえみ - 縣佑芽 - 幡垣流音 - 逢坂みき - 倉本幸歩 - 森澤由妃 - いづみ | 初演スタッフ - 原作：吉岡平 - 脚本・演出：朝倉薫 - 音楽：大堀薫 - 照明：正傳静（劇団ハイデンカン） - 美術・小道具：絶叫機械.inc - 装置：赤杉卓磨 - ヘア＆メイク：高橋美幸 - 衣装デザイン：湯浅隼希 - 衣装：西本早希 - 演出助手：松田千沙采、中村彩香 - 舞台監督：犬飼克彦 - 制作協力：湯浅ますみオフィスドール - 制作：朝倉薫演劇団 - 企画：細野由紀雄 - 製作：朝倉薫演劇団朝倉薫、タイラー！製作委員会 |

| | |                                                                                                 | |
| 再演出演者（テラ組） - 江藤彩也香 - 太田美月 - 紫苑雪 - 坂崎葵 - 比嘉麻琴 - 嘉瀬こころ - 二見香帆 - 治はじめ - 悠月乃愛 - 中野星 - 武井美緒 - 佐倉百音 - 榎本智咲希 | 再演出演者（ソラ組） - 真島なおみ - 藤巻あおい - 雅絢恵 - 綾部りさ - 中村彩香 - 倉敷あみ - 廣田彩華 - 原田星良 - 本橋千里 - 花田智美 - 木村風花 - 石山万葉 - 中島明子 | 再演出演者（共通） - 今川宇宙 - 原田真帆 - 松浦早希 - 高市幸帆 - 来栖リナ - 佐倉愛未 - 雨読郁美 | 再演スタッフ - 原作：吉岡平 - 脚本・演出：朝倉薫 - 音楽：大堀薫 - 振り付け：縣佑芽、倉敷あみ - 照明：正傳静（劇団ハイデンカン） - 音響：香田泉 - 美術 小道具：絶叫機械 - 装置：(株)とれんでぃ - 衣装デザイン：湯浅凖希 - 衣装：西本早希 - ヘアメイク：高橋美幸 - スチール：大山雅夫 - 演出補：細川博司（バンタムクラスステージ） - 舞台監督：犬飼克彦 - 制作協力：石塚治寿(ドリームクリエイション) - 制作：朝倉薫演劇団 、湯浅ますみ (オフィスドール) - 企画 協力：細野由紀雄 - 制作協力：タキプロモーション - 製作：朝倉薫、タイラー製作委員会 |

### タイラー×2
朝倉薫のガールズハイパーミュージカル『タイラー×2』（タイラータイラー）
2017年2月22日 - 26日、全8公演、シアターサンモール
統合宇宙軍元帥を引退したタイラーが、気楽な休暇生活を送っていると、脱税、そして殺人容疑をかけられ……。
| | |                                        | |
| 出演者（テラ組） - 秦佐和子 - 澤田真里愛 - 嘉瀬こころ - 持田千妃来 - 宝生あやほ - 太田美月 - 中村夏子 - 矢野妃菜喜 - 縣佑芽 - 石田萌華 - 齋藤翔子 - 田中紗季 - 花咲琴音 - たけだまりこ - 涼木ちえみ - 山崎史穂 - くらもとさちほ | 出演者（ソラ組） - 前田玲奈 - 太田里織菜 - 遠藤瑠香 - 大川柚 - 松浦早希 - 山本真夢 - 赤石楽子 - 原田星良 - 嶋村瞳 - 橋口叶子 - 西村詩音 - 栗野春香 - 田中里実 - 汐垣飛鳥 - 中村彩香 - 戸奈あゆみ | 出演者（共通） - 日向聖華 - 平岡かなみ | スタッフ - 原作：吉岡平『宇宙一の無責任男』シリーズ - 脚本・演出・製作：朝倉薫 - 音楽：編田泰徳 - 美術：絶叫機械 - 装置：(株)とれんでぃ - 照明：正傳静 - 音響：香田泉 - 振付：縣 佑芽 - 制作：細野由紀雄、湯浅ますみ、中村夏子 ドリームクリエイション タイラー製作委員会、朝倉薫演劇団 |

### タイラー△
朝倉薫のガールズハイパーミュージカル『タイラー△』（タイラートライアングル）（初演）
2018年9月19日 - 23日、全8公演、ブディストホール
朝倉薫のガールズハイパーミュージカル『タイラートライアングル』（再演）
2024年7月23日 - 28日、全10公演、シアターブラッツ
統合宇宙軍元帥を引退したタイラーが、気楽な休暇生活を送っていると、謎の使者が訪れて……。
| | | | |
| 初演出演者（テラ組） - 澤田真里愛 - 加藤美紅 - 加瀬こころ - 中村彩香 - 綾部リサ - 百々ともこ - すばる未来 - 松浦早希 - 滝田李紗 - 森瑞季 - 臼井優香 - 萩原真由 - 川原夢貴 - 生川春花 - 黒沢彩香 - 高田名奈 - 深沢優希 - 武井美緒 - 縣佑芽 - 坂田明音 | 初演出演者（ソラ組） - 朝比奈南 - 太田里織菜 - 畠山沙樹 - 原田真帆 - 太田美月 - 高市幸帆 - 宇民祐希 - 雨読郁美 - 葉月小陽 - 中島明子 - 唐井萌々子 - 白木悠吏阿 - 入江怜 - 二見仁菜 - 椛島玉淑 - 高藤小夏 - 下高山里瑠 - 花咲琴音 - 山城奈々 - 小山ひかる | 初演出演者（日替わりゲスト） - 今川宇宙（19日19:00） - 江藤彩也香（20日19:00） - 山下もえ（21日14:00／19:00） - 大川柚（22日13:00） - 三田萌日香（22日17:00） - 平岡かなみ（23日13:00／17:00） | 初演スタッフ - 原作：吉岡平 - 脚本・演出：朝倉薫 - 音楽：大堀薫、中村康隆 - 脚本演出補：麻草郁 - 振付：縣佑芽 - 照明：正傳静 - 音響：香田泉 - 舞台監督：犬飼克彦 - ヘアメイク：高橋美幸 - 衣装：西本早希 - 美術：絶叫機械 - 装置：とれんでぃ - 写真：濱口太 - フライヤー制作：中村ナツ子 - 制作：朝倉薫演劇団 - 制作管理：細野由紀雄 - 制作進行：雪原千歳 - 製作：タイラー製作委員会 - 製作統轄：朝倉薫 |

| | | | |
| 再演出演者（テラ組） - エミ - 残夢風花 - ヤス - 火野快飛 - アーサー - 真一涼 - バーン - 武井美緒 - ユミル - 佐々木奈緒 | 再演出演者（ソラ組） - エミ - 松浦早希 - ヤス - 秋間千尋 - アーサー - やりみずりこ - バーン - 真一涼 - ユミル - 宇宿萌夏 | 再演出演者（共通） - タイラー - 葉月陽葵 - アザリン - 工藤萌香 - 第3の男 - 永野希 - チトセ - 橋本和歌子 - ノリコ - 三宅柚羽 - ミキ - 青生夏実 - 金時 - 泉鮎子 - きなこ - 加島帆華 - あずき - 一之瀬綾乃 - しぐれ - 菊池愛海 - ロビン - ムライリヲ - アッシュ - 山﨑結莉菜 - ハイド - 塚本凛 - クリフ - 國吉あん - ミサンドリ - 片山しおり 特別出演 - ユリコスター - のののん | 再演スタッフ - 原作：吉岡平 - 脚本：麻草郁 - 演出：朝倉薫 - 音楽監督：CodeJP - 照明：山岡茉友子 - 音響：真野倫太郎 - 振付：石関凉羽 - 美術：絶叫機械 - 衣装：松浦早希 - 朝倉薫演劇団 - ヘアメイク：高橋美幸 - 写真：濱口太 - デザイン：UNUM.lab - HP：斉藤智喜 - 公式SNS：中村彩香 - 制作：朝倉薫演劇団 - 発券：湯浅ますみ - 制作協力：航海良 - 音楽制作協力：MAKER studio - 製作：GHM製作委員会 - 製作総轄：朝倉薫 |

### タイラーV
朝倉薫のガールズハイパーボイシング『タイラーV』（タイラーVOICE＆SING）
2020年3月24日 - 29日、全10公演、シアターブラッツ
本作のみボイシング（ミュージカル朗読劇）となっている。『タイラー!』から『タイラー△』の一挙上映。
| | |                                                                   | |
| 出演者（テラ組） - 嶋梨夏(特別出演) - 入江怜 - 小熊あやか - 雪乃萌 - 折戸科美 - 羽石淳美 - 野村菜々実 - 三嶋遥 - 溝渕日菜子 - 萩原梨奈子 - 陽葵 - 松浦早希 | 出演者（ソラ組） - しのはら実加(特別出演) - 彩白いくみ - なかむらみら - 小野華永子 - 白木悠吏阿 - 宮野莉帆子 - 成島星 - 水書茉由 - 森田玲加 - 西谷名央 - 熊谷桃花 - 中島明子 | 出演者（共通） - 永野希 - 山木コハル - 葉月小陽 - 増田花 - 真一涼 | スタッフ - 原作：吉岡平 - 演出：朝倉薫 - 脚本：麻草郁 - 音楽：大堀薫 - 照明：正傳静 - 音響：香田泉 - 装置：(株)とれんでぃ - 衣装：西本早希 - 写真：濱口太 - フライヤーデザイン：よさのさよ - 制作：朝倉薫演劇団 - 製作：タイラー製作委員会、朝倉薫 |

### タイラーF
朝倉薫のガールズハイパーミュージカル『タイラーＦ』（タイラーフォーエバー）（初演）
2021年6月8日 - 13日、全10公演、シアターブラッツ
朝倉薫のガールズハイパーミュージカル 吉岡平追悼公演『タイラーF〜フォーエバー〜』（再演）
2023年9月20日 - 24日、全10公演、シアターブラッツ
朝倉薫のガールズハイパーミュージカル 吉岡平追悼公演『タイラーF〜フォーエバー〜』大阪公演（再々演）
2023年12月1日 - 2日、全3公演、なんばイエスシアター
謎のスポンサーMr.ゴールデンによってジャスティ・ウエキ・タイラーの伝記映画が計画された。しかし、映画内容の理想と現実は異なっていき……。
| | | | |
| 初演出演者（テラ組） - アザリン - 桜井理衣 - アーサー - 広畑りか - バーン - 松浦早希 - ロビン - 小山ひかる - ツブラー - またかりょう - ユミル - 七世真理子 - イシロー - 瑞穂 - チトセ - 石田夢 - きなこ - 野々のん | 初演出演者（ソラ組） - アザリン - 花澤美紅 - アーサー - カヨン - バーン - 木村飛香 - ロビン - 鳥居志歩 - ツブラー - 更科澪 - ユミル - 石関菜月 - イシロー - 蓬田みう - チトセ - 大野一二三 - きなこ - 曽田水琴 | 初演出演者（共通） - タイラー - 永野希 - レオン - 原めぐみ - ニーナ - 杉山華子 - ヤス - 富山雅 - エーミール - 嶋梨夏 - 徳川金時 - 入江怜 | 初演スタッフ - 原作：吉岡平 - 脚本・演出：麻草郁 - 音楽監督：大堀薫、竹内緑郎、神津裕之 - 照明：正傳静 - 音響：香田泉 - 美術：絶叫機械 - 装置：とれんでぃ - 振付：石関菜月 - ヘアメイク：高橋美幸 - 写真：濱口太 - 衣装：朝倉薫演劇団 - HP：斎藤智喜 - 制作：朝倉薫演劇団 - 製作：ＧＨＭ製作委員会 - 製作総轄：朝倉薫 |

| | |                                                      | |
| 再演出演者（テラ組） - タイラー - またか涼 - アザリン - 嶋梨夏 - レオン - 小山ひかる - ニーナ - 葉月陽葵 - エミ - 相川なつ - アーサー - 片山しおり - ヤス - ムライリヲ - 金時 - 郁未 - ツブラー - 更科澪 - イシロー - 天満綺実 - チトセ - 梅村真理奈 - きなこ - 木村綾萌 - バーン - 松浦早希 - ユミル - 曽田水琴 - ロビン - 杉山華子 | 再演出演者（ソラ組） - タイラー - 杉山華子 - アザリン - 若松愛里 - レオン - 椎名桂子 - ニーナ - 郁未 - エミ - 嶋梨夏 - アーサー - 火野快飛 - ヤス - 望月ゆうか - 金時 - 葉月陽葵 - ツブラー - 曽田水琴 - イシロー - 清水聖 - チトセ - 木村綾萌 - きなこ - 梅村真理奈 - バーン - またか涼 - ユミル - 桐原かおり - ロビン - 小山ひかる | 再演トークゲスト - 今川宇宙（21日） - 永野希（23日） | 再演スタッフ - 原作：吉岡平 - 脚本・演出：麻草郁 - 音楽：大堀薫 - 振付：石関凉羽 - 照明：正傳静 - 音響：真野倫太郎 - 衣装：西本早希 - 装置：とれんでぃ - 美術：絶叫機械 - 写真：濱口太 - ヘアメイク：高橋美幸、比嘉弘樹 - HP：斎藤智喜 - 制作：松浦早希、更科澪 - 制作協力：コエスキ航海良 - 製作：朝倉薫演劇団 GHM製作委員会 タイラー製作委員会 - 製作総轄：朝倉薫 |

| | |
| 再々演出演者（全てシングルキャスト） - タイラー - のののん - バーンスタイン - まかた涼 - ユミ・ユミル - 望月ゆうか - 白玉きなこ - 井口怜香 - エミ店長 - 嶋梨夏 - チトセ - 奥野花音 - 徳川金時 - 本田鈴 - アーサー・C - 片山しおり - ツブラー監督 - 十朱美羽 - ヤスフミ・ナカジマ - 龍音 - アザリン - 相川結 - レオン - 立部円 - ロビン・サーチライト - 小山ひかる - ニーナ・シャトワ - 坂本七海 - イシロー助監督 - 岡畑凜 | 再々演スタッフ - 原作：吉岡平 - 脚本：麻草郁 - 演出：朝倉薫 - 音楽：大堀薫、竹内緑郎 - 作詞：麻草郁 - 映像：絶叫機械 - 音響照明：Studio.KSP - 振付：Yukako、Ranran、Joe - 舞台監督：犬飼克彦 - 演出助手：ほりべ梨恋 - 衣装：朝倉薫演劇団、松浦早希 - 道具：朝倉薫演劇団 - HP：中村彩香 - 写真：濱口太 - 宣伝デザイン：UNUM.lab - 券売：Corich舞台芸術！ - 企画：航海良 - 制作：朝倉薫演劇団、イエローキャブ神戸 - 制作協力：コエスキ 松竹芸能 お笑いサタケ道場 ユニオンエンタテインメント KANSAI BOYA KELLY POP's DESIGN Ncreation ZERO project - 制作プロデューサー:泉水一路、吉元俊介 - 製作：タイラー製作委員会 - 製作統轄：朝倉薫 |

### 宇宙一の無責任男タイラー（タイラー2022）
朝倉薫のガールズハイパーミュージカル『宇宙一の無責任男タイラー（タイラー2022）』
2022年7月20日 - 24日、全8公演、新宿シアターブラッツ
タイトルは、宣伝フライヤーでは「宇宙一の無責任男タイラー」、朝倉薫演劇団の公式サイトや舞台の公式ツイッターでは「タイラー2022」と告知。内容は『タイラー！』のリブート公演。
| | | | |
| 出演者（テラ組） - 店長エミ - 相川なつ - ヤスフミ・ナカジマ - 横田愛理 - メイドチトセ - 佐藤公保 - メイドミキ - 石田夢 - メイドノリコ - 大野一二三 - バーンスタイン - 松浦早希 - ユミユミル - 村山若那 | 出演者（ソラ組） - 店長エミ - 嶋梨夏 - ヤスフミ・ナカジマ - 野村菜々実 - メイドチトセ - 米山涼香 - メイドミキ - 中村妃良 - メイドノリコ - 更科澪 - バーンスタイン - またか涼 - ユミユミル - 成海佑香 | 出演者（共通） - タイラー - 永野希 - アザリン - 工藤ひなき - アーサー - 夏目珠妃 - ロビン - 星川かりん - ジェットミシマ - 石関凉羽 - ミサイルナカガミ - 村井理央 - 記者マキ - 成沢清奈 - カメラマンヘレン - 笹本真由 - 探偵アニル - 渡辺侑楽 - アナンダ - 松本深夢 - 殺し屋アッシュ - 富川陽花 - ミサンドリ・アレゴリ - 片山しおり | スタッフ - 原作：吉岡平 - 脚本・演出：麻草郁 - 音楽監督：神津裕之 - 振付：縣佑芽 - 照明：正傳静 - 音響：香田泉 - 装置：とれんでぃ - 美術：絶叫機械 - 衣装：西本早希 - ヘアメイク：高橋美幸 - 写真：濱口太 - HP：斉藤智喜 - 制作：朝倉薫演劇団 - 制作協力：湯浅ますみ - 物販：蓬田みう - 企画：航海良 - 製作：タイラー製作委員会 - 製作総括：朝倉薫 |